# Trichomanes
Genre
Trichomanes est un genre de fougères de la famille des Hyménophyllacées. 

## Description
Il s'agit d'un genre très polymorphique : la caractéristique principale morphologique des espèces du genre, mais non spécifique, est une indusie tubulaire.
Les espèces du genre Trichomanes ont quasiment toutes 32 paires de chromosomes (quelques espèces pourraient en avoir 36).

## Répartition et habitat
Quasiment toutes les espèces sont originaires du Nouveau Monde, en zone tropicale.

## Systématique et nomenclature

### Historique du genre
Carl von Linné crée le genre en 1753.
Dès 1793, James Edward Smith sépare cet unique genre en deux en créant le genre Hymenophyllum, le genre Trichomanes rassemblant les espèces à indusie généralement tubulaire, mais en fait toutes les espèces de la famille n'appartenant pas au genre Hymenophyllum. La famille des Hyménophyllacées se décompose ainsi, au début du XIXe siècle en deux genres d'un nombre à peu près équivalent d'espèces.
En 1824, Jean-Baptiste Bory de Saint-Vincent crée deux nouveaux genres : le genre Feea et le genre Hymenostachys. Cette date marque le début de la diversification des genres reconnus de la famille, que successivement et principalement Nicaise Augustin Desvaux, Karel Bořivoj Presl, Roelof Benjamin van den Bosch et Karl Anton Eugen Prantl vont enrichir et surtout réorganiser, cette réorganisation affectant quasiment toujours le genre Trichomanes.
Au début du XXe siècle, Carl Frederik Albert Christensen revient à une division principale en deux genres - Trichomanes et Hymenophyllum. Mais inversement la réorganisation de la famille par Edwin Bingham Copeland conduit en 1938 aux maximum de 39 genres, cette diversification concernant très majoritairement le genre Trichomanes, très réduit après cette réorganisation.
En 1968, Conrad Vernon Morton revient à une famille restreinte à six genres, des niveaux inférieurs étant introduits - sous-genres et sections -. Le genre Trichomanes compte alors huit sous-genres.
Enfin, en 2006, Atsushi Ebihara, Jean-Yves Dubuisson, Kunio Iwatsuki, Sabine Hennequin et Motomi Ito, sur la base d'études de phylogénétique moléculaire, réorganisent la famille en 9 genres : le genre Trichomanes est restreint à 5 sous-genres.

### Liste des espèces selon leur sous-genre
La liste des espèces a été constituée en premier à partir du document de Atsushi Ebihara, Jean-Yves Dubuisson, Kunio Iwatsuki, Sabine Hennequin et Motomi Ito, et a été complétée des indications des index IPNI et Tropicos à la date de juin 2010. Lorsque ce indications n'ont pas été suffisantes, en particulier pour les synonymies, elles ont été recherchées dans les documents et index historiques comme ceux de Conrad Vernon Morton, Carl Frederik Albert Christensen (en général retranscrit par l'IPNI) et tout autre document disponible, en particulier sur le site de la librairie numérique sur la biodiversité.

#### Sous-genreTrichomanes
Ce sous-genre dispose de toutes les caractéristiques du genre : un rhizome plus ou moins long, rampant, avec des racines nombreuses et robustes, des frondes relativement rapprochées, avec parfois de fausses nervures perpendiculaires aux vraies, des sores à indusie tubulaire et généralement une longue columelle.

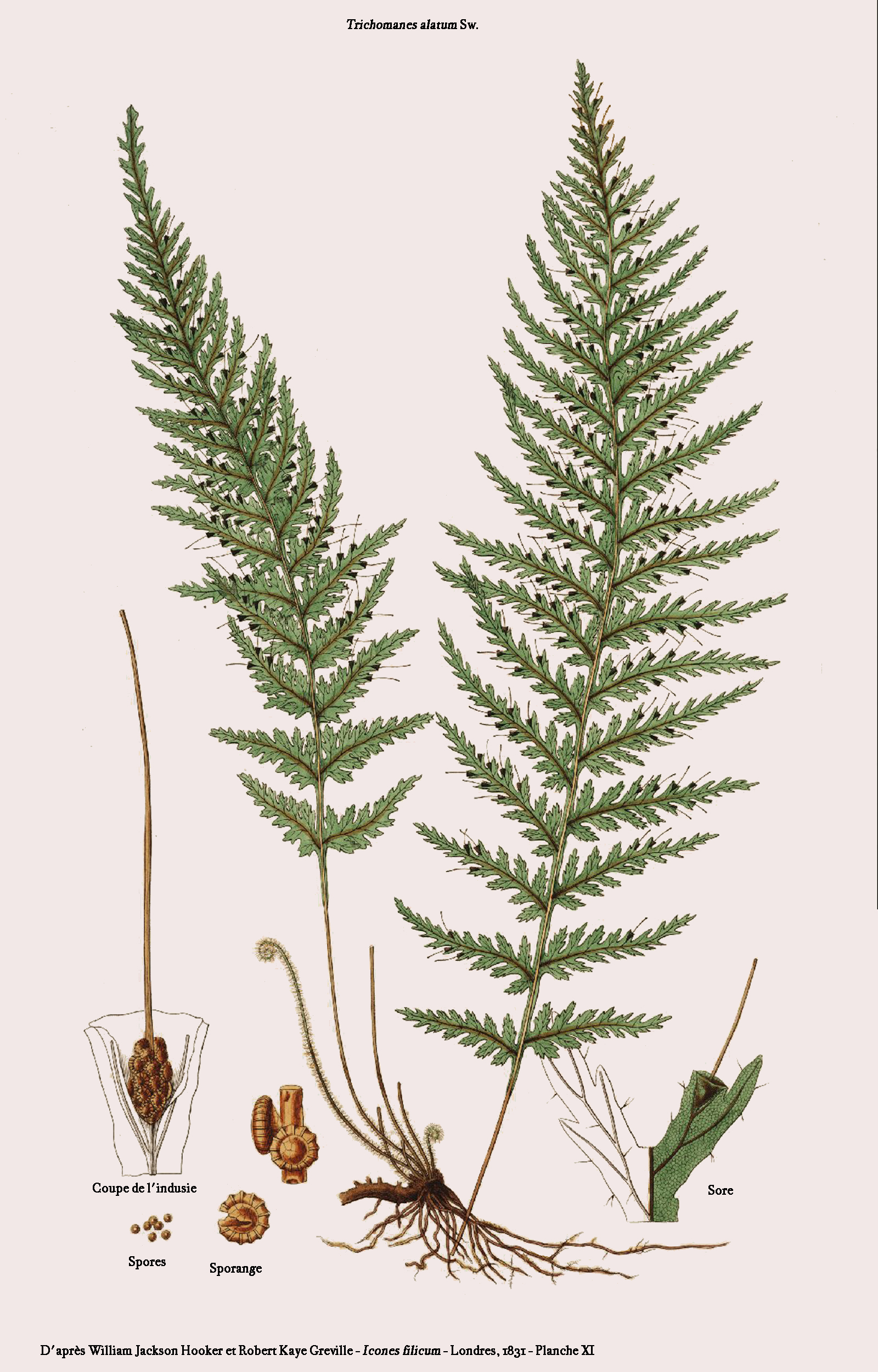
Trichommanes alatum Sw.
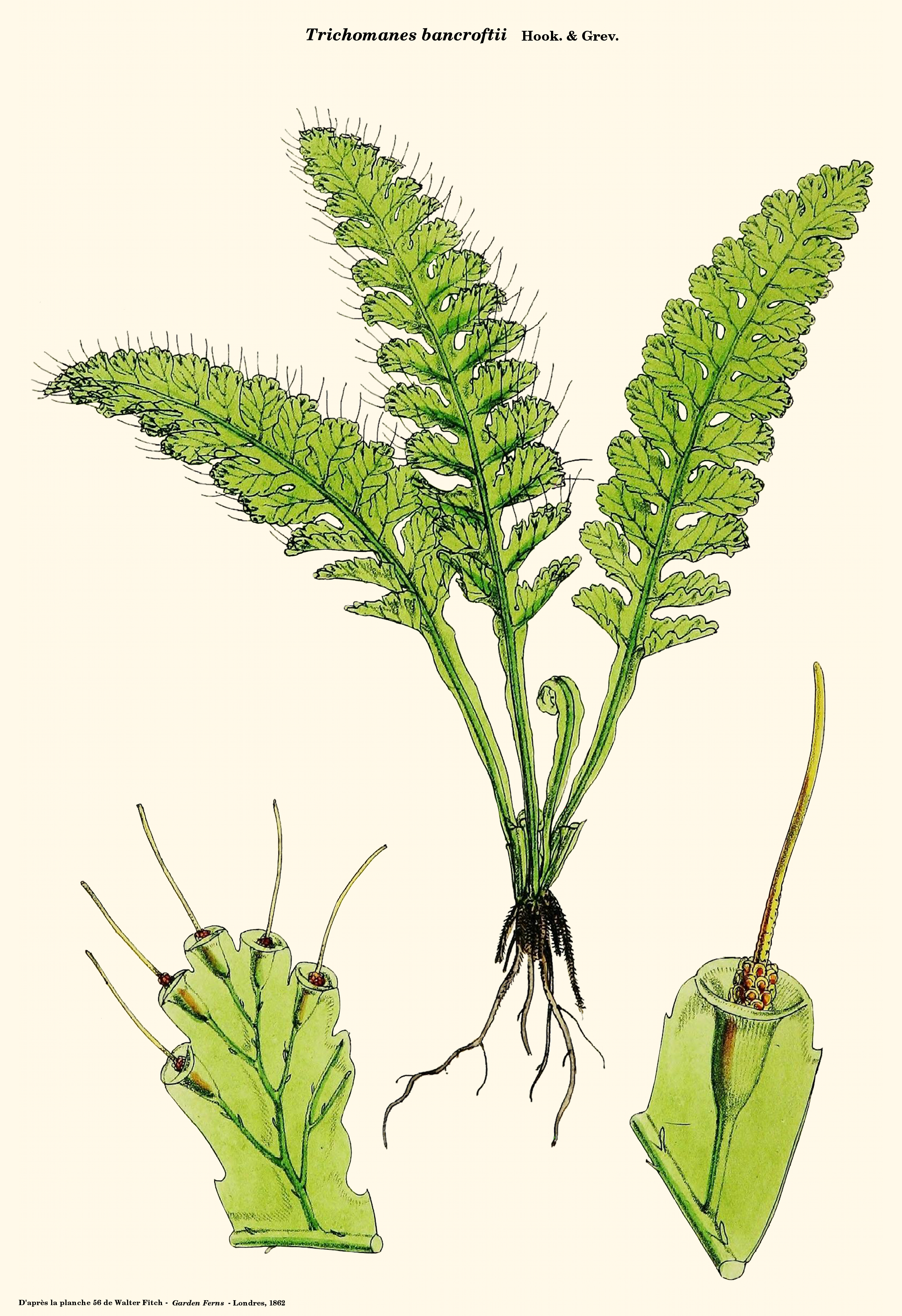
Trichomanes arbuscula Desv.
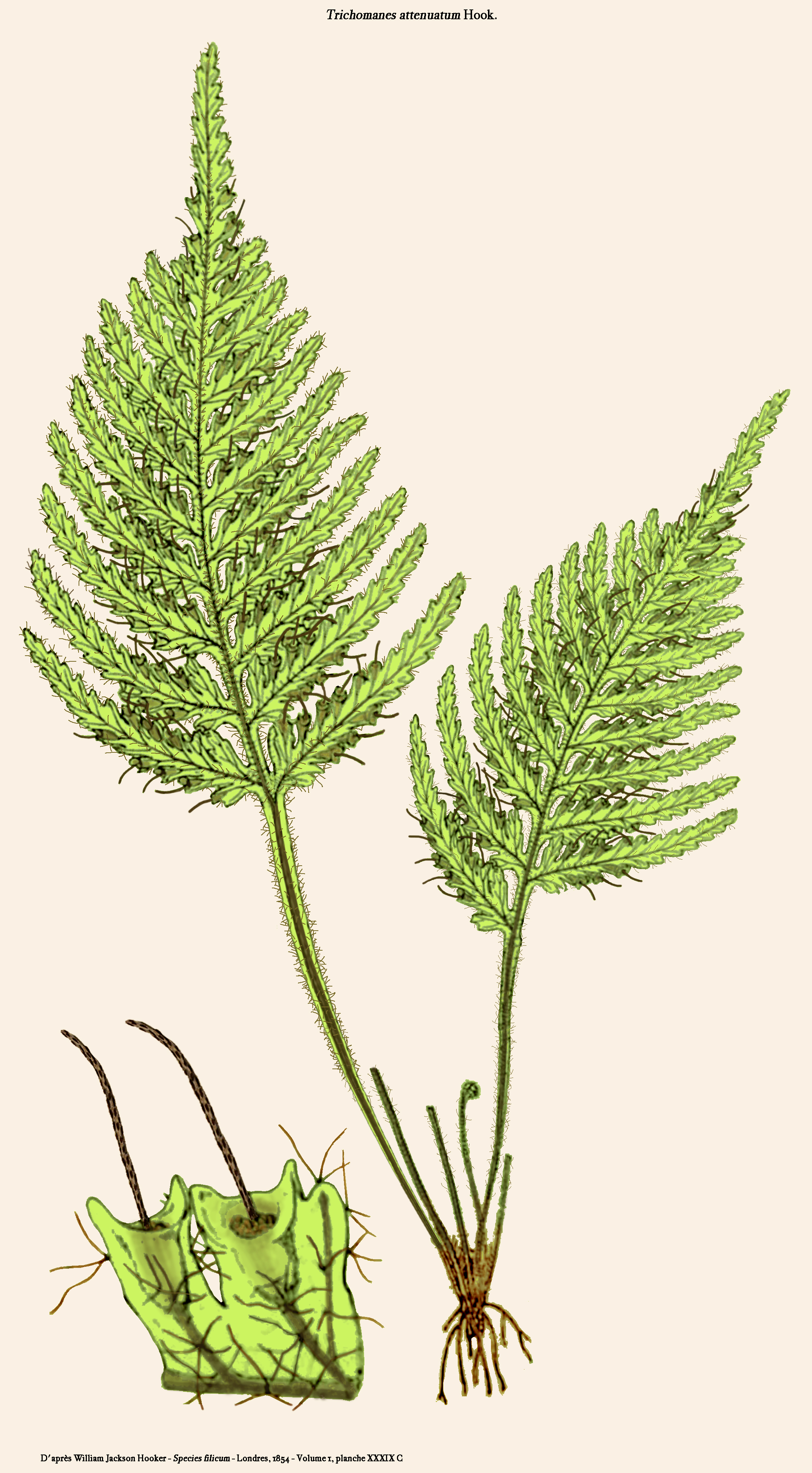
Trichomanes attenuatum Hook.
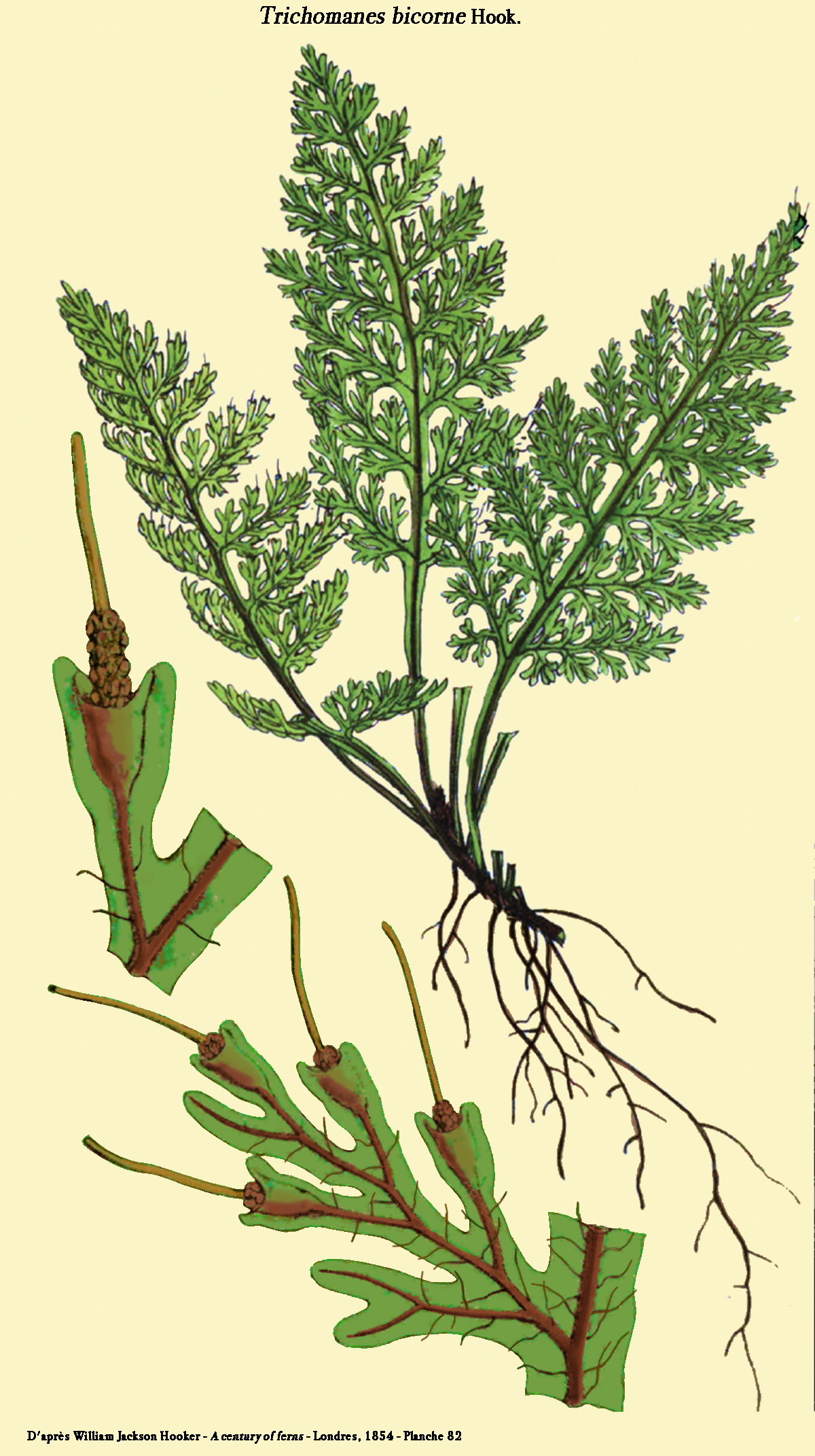
Trichomanes bicorne Hook.
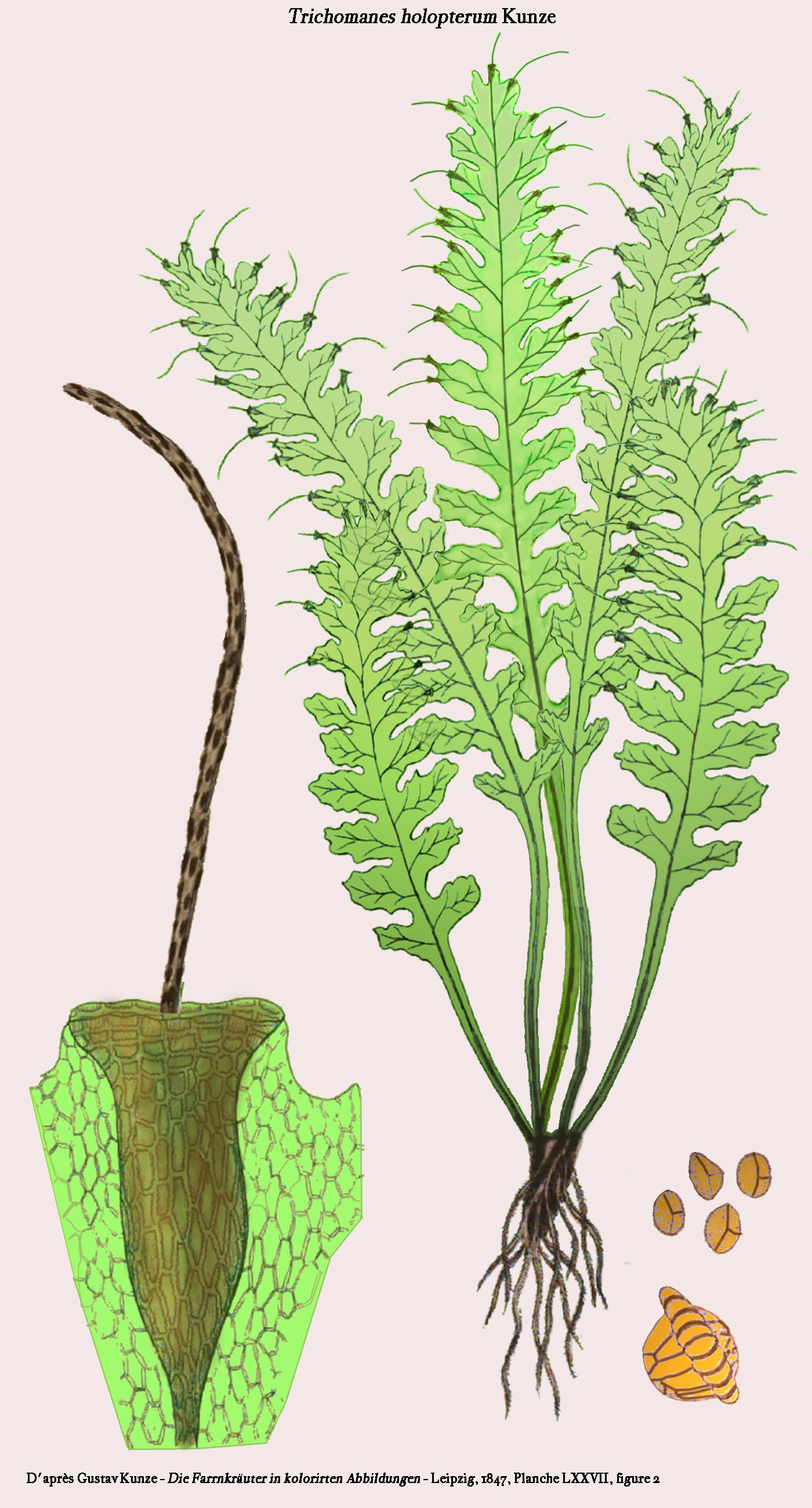
Trichomanes holopterum Kunze
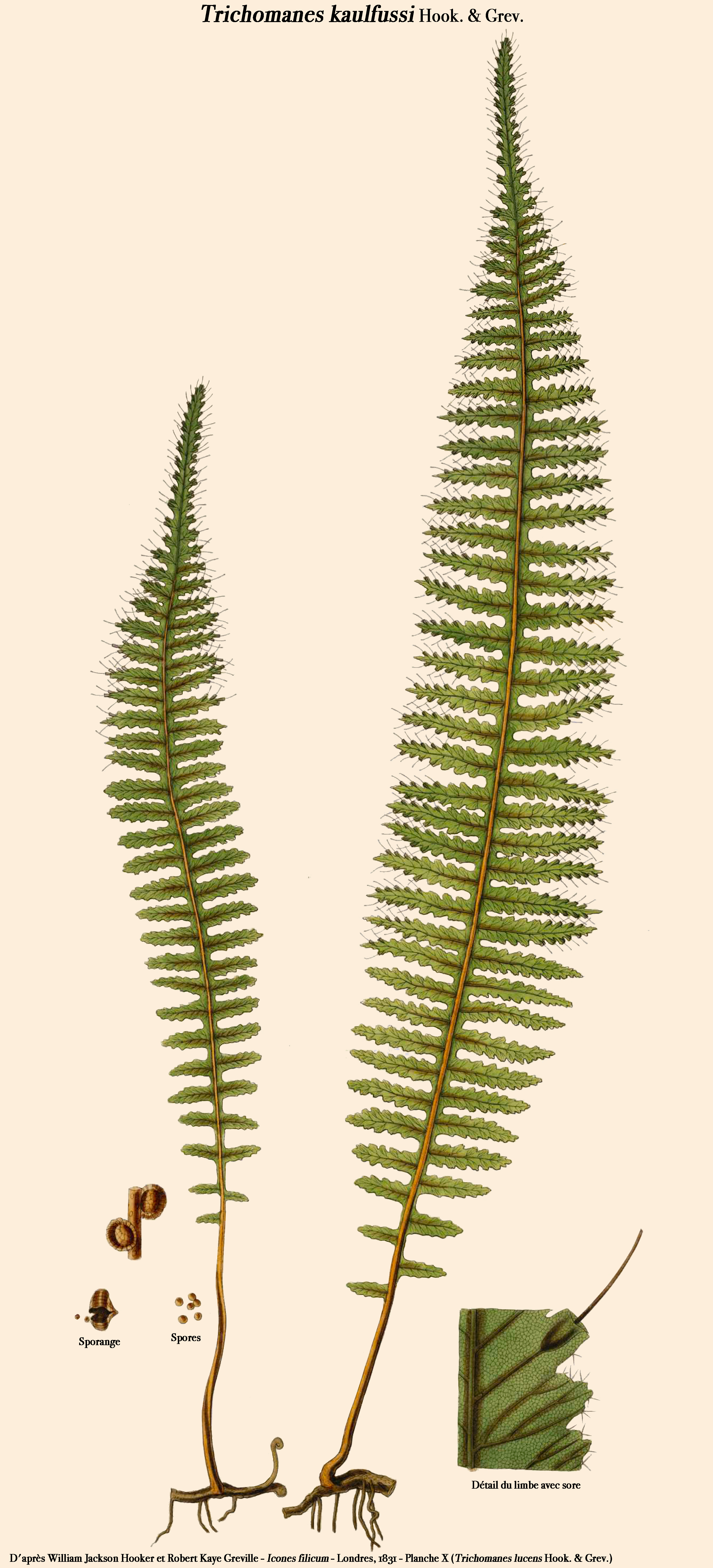
Trichomanes kaulfussii Hook. & Grev.
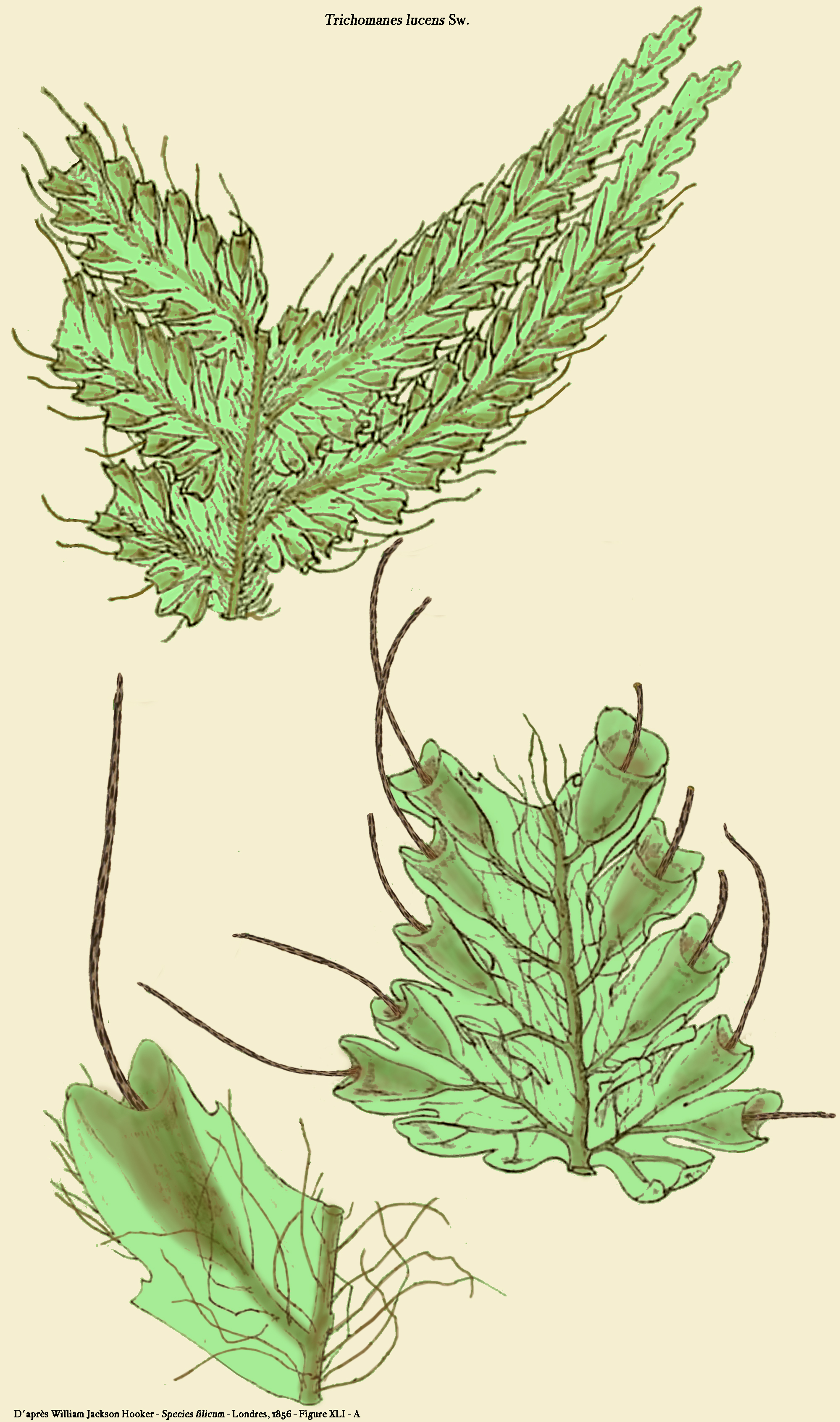
Trichomanes lucens Sw.
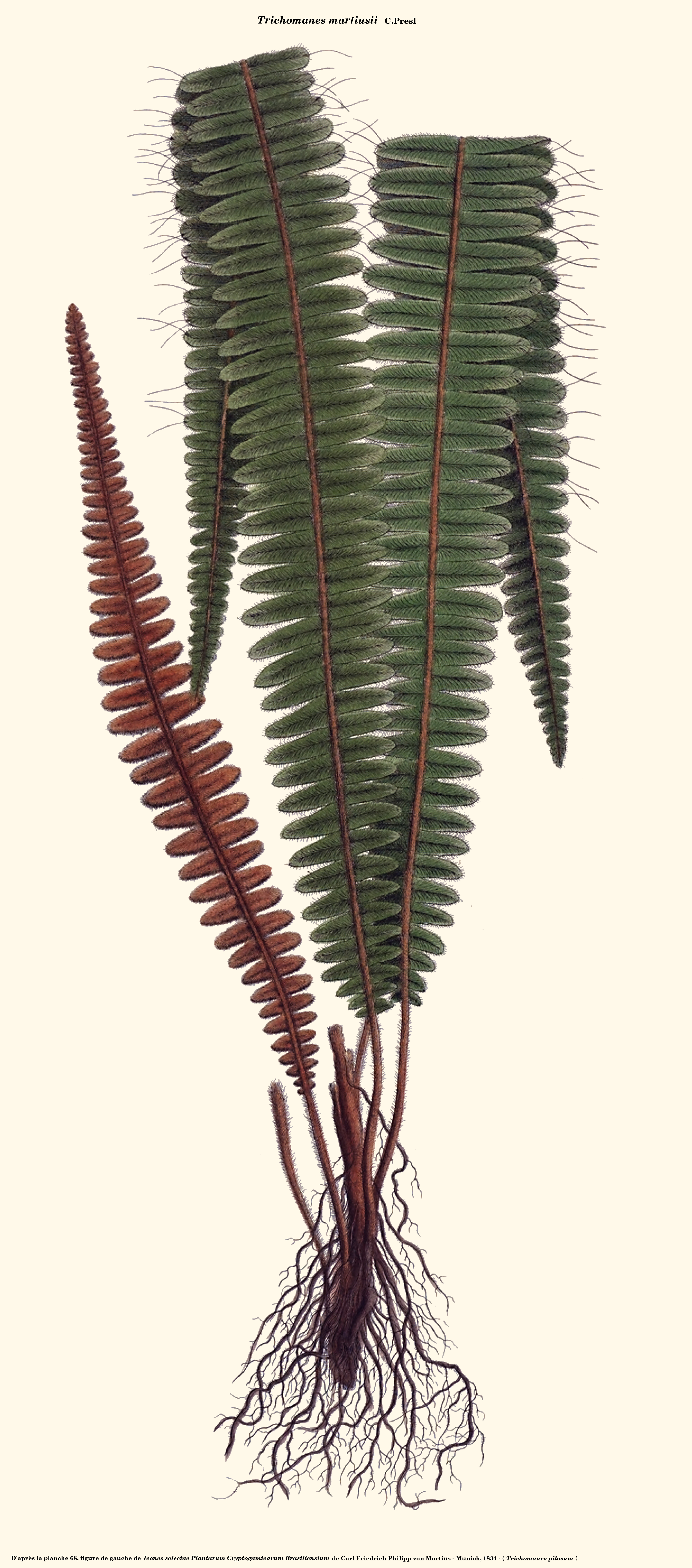
Trichomanes martiusii C.Presl
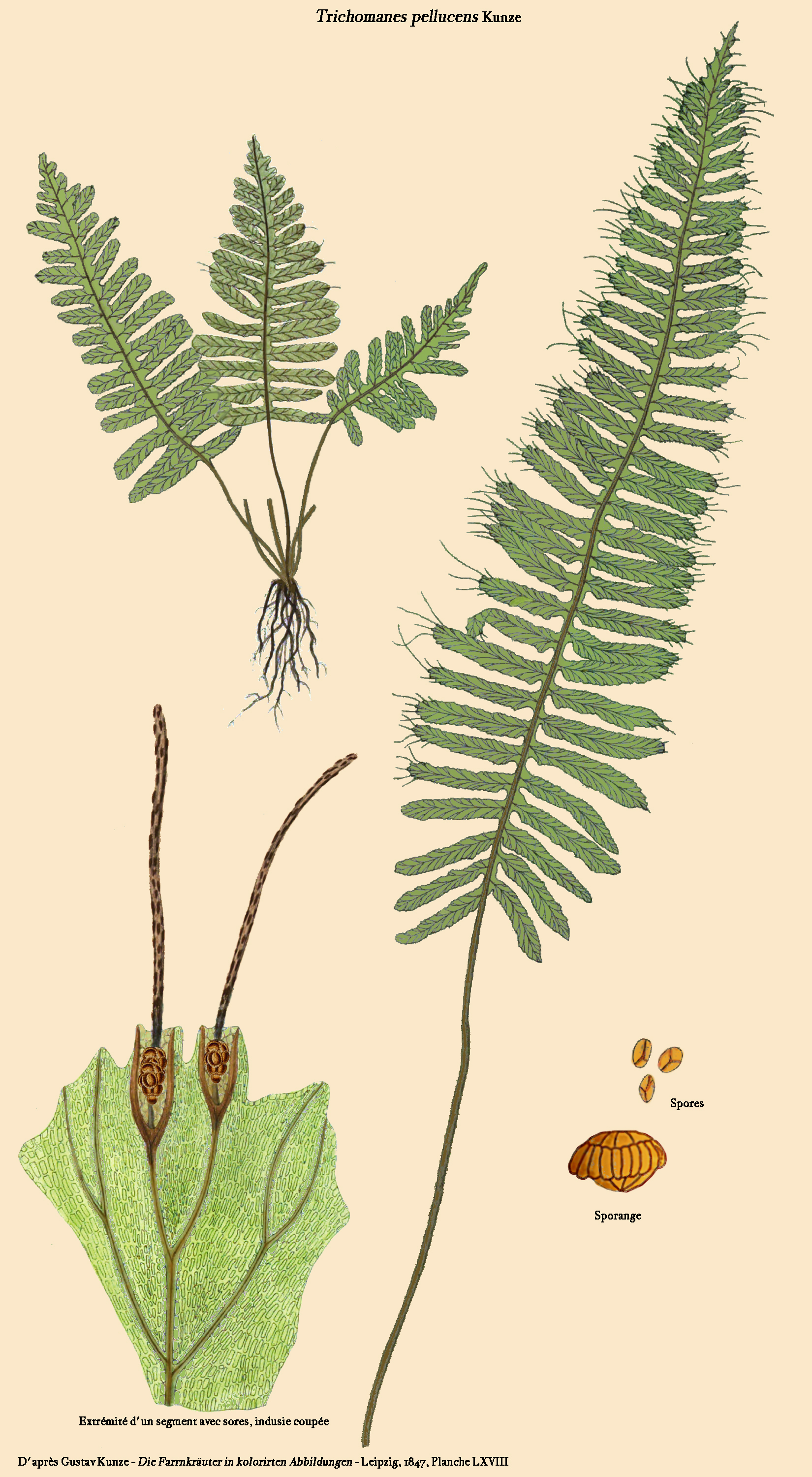
Trichomanes pellucens Kunze
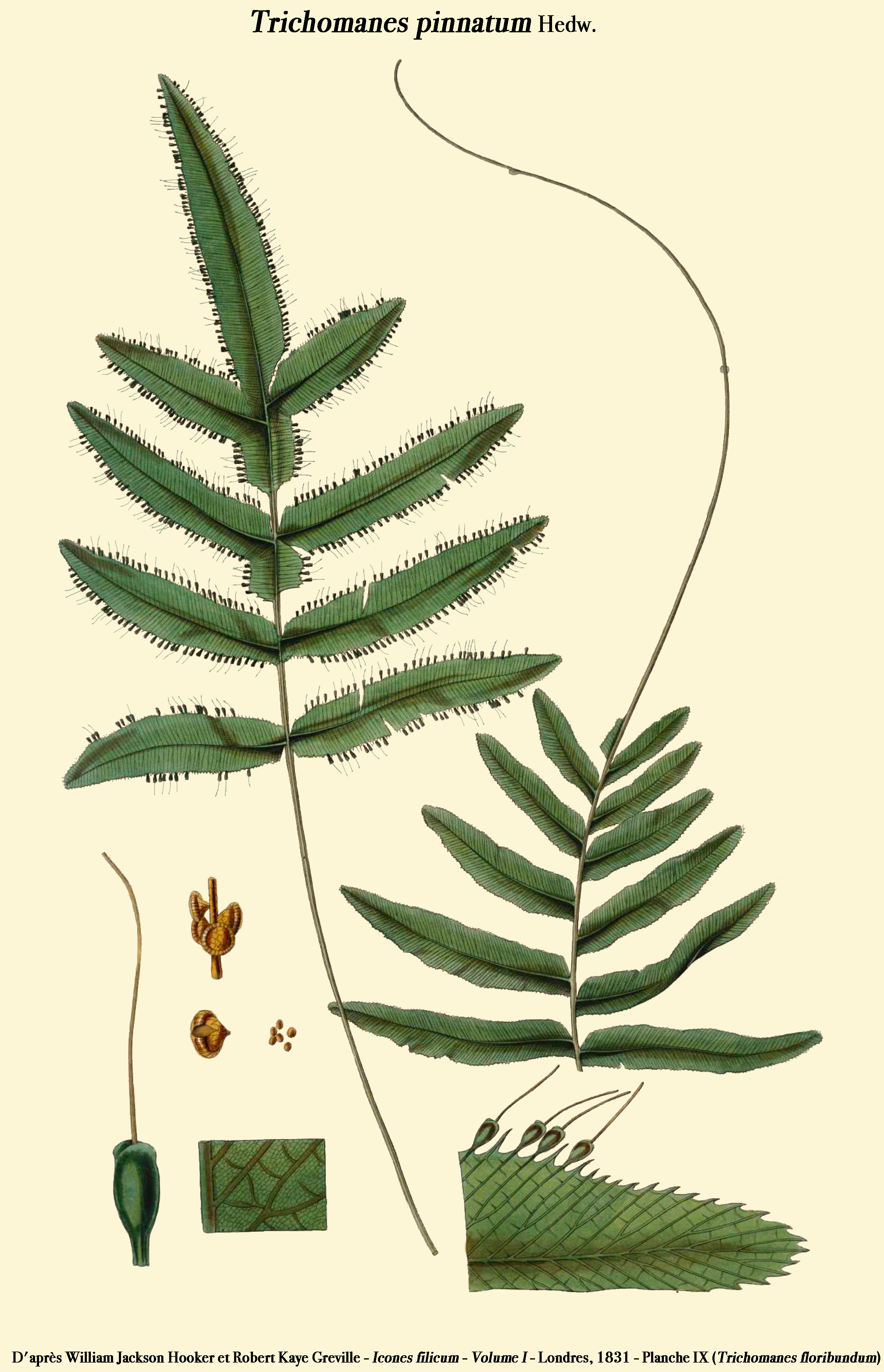
Trichomanes pinnatum Hedw.
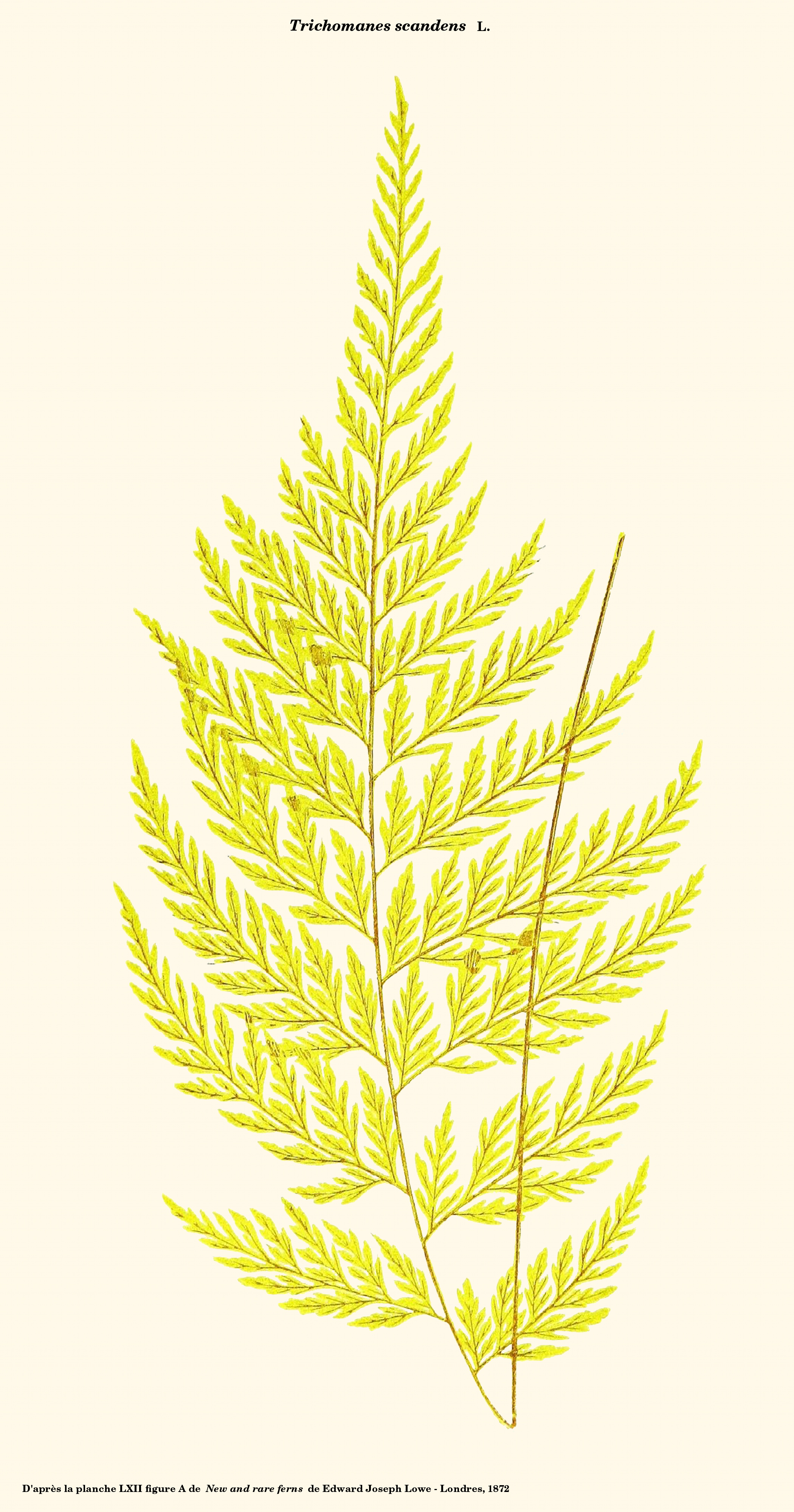
Trichomanes scandens L.
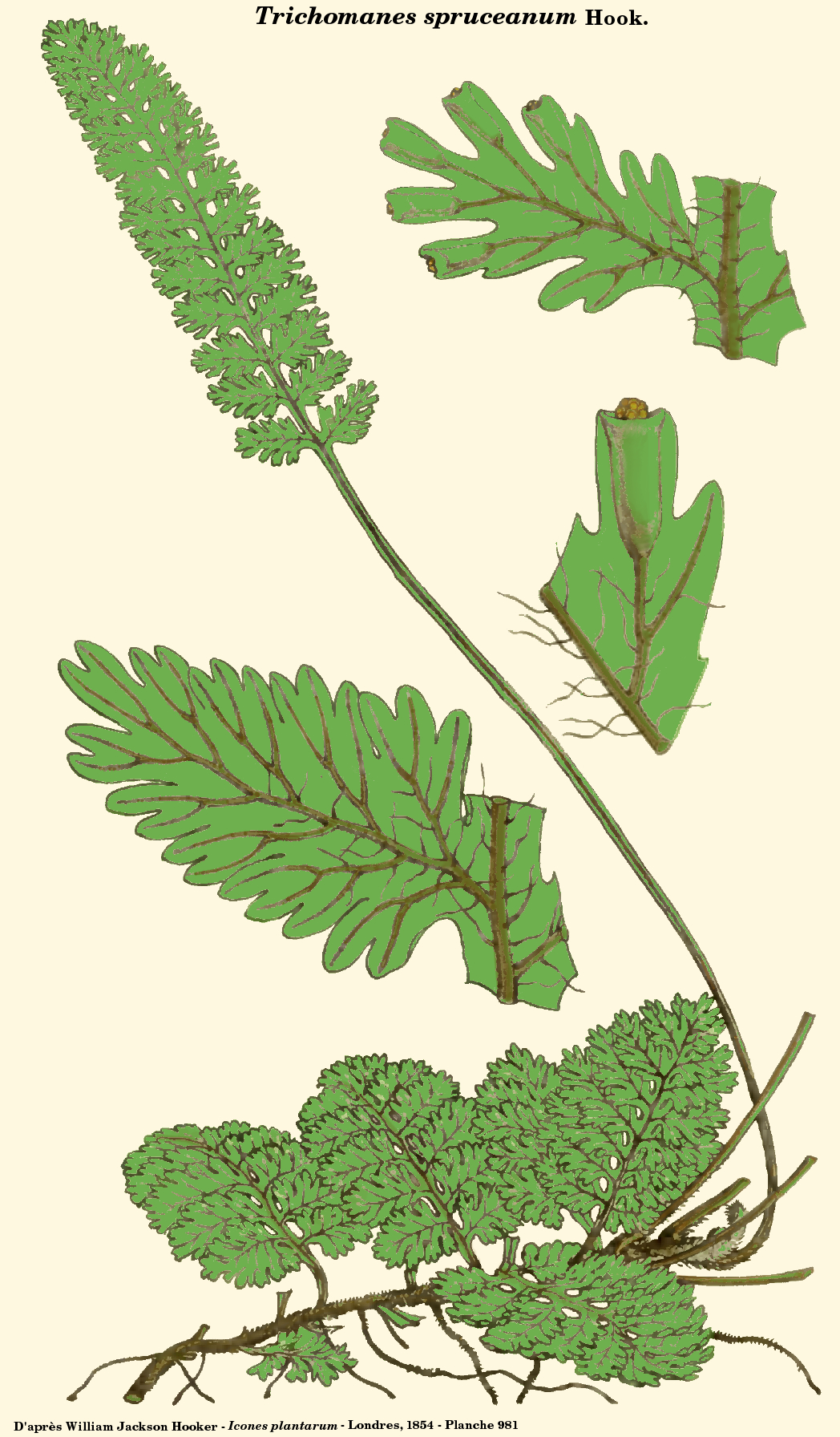
Trichomanes spruceanum Hook.

- Trichomanes abruptum (Fée) Christ (1905) - Nord de l'Amérique du Sud - Synonyme : Neurophyllum abruptum Fée - Synonyme possible : Trichomanes hostmannianum (Klotzsch) Kunze [8]
- Trichomanes accedens C.Presl (1849) - Amérique tropicale - Synonyme : Ptilophyllum accedens (C.Presl) Prantl
  - Trichomanes accedens var. trinitense (Domin) Domin (1929) - Trinité (Trinité et Tobago) - Synonyme : Trichomanes trinitense Domin
- Trichomanes alatum Sw. (1801) - Amérique tropicale (Caraïbe et Amérique du Sud)
  - Trichomanes alatum subsp. delicatum (Bosch) Domin (1929) - Équateur - Synonyme : Trichomanes delicatum Bosch
  - Trichomanes alatum var. depauperatum Domin (1929) - Caraïbe et Amérique du Sud
  - Trichomanes alatum subvar. latealatum Domin (1929) - Île Saint-Christophe
  - Trichomanes alatum subvar. margaritae Domin (1929) - Venezuela, Amérique du Sud
  - Trichomanes alatum var. ptilodes (Bosch) Domin (1929) - Jamaïque, Guadeloupe, Venezuela - Synonymes : Trichomanes ptilodes Bosch, Ptilophyllum ptilodes (Bosch) Bosch
  - Trichomanes alatum var. radicatulum Jenman (1898) - Caraïbe
  - Trichomanes alatum var. svartzianum Domin (1929) - Jamaïque (Caraïbe et Amérique du Sud)
- Trichomanes amazonicum Christ (1905) - Amazonie
- Trichomanes anadromum Rosenst. (1925) - Brésil (Amérique du Sud) - Synonyme : Trichomanes polypodioides var. incisum Farw.
- Trichomanes anomalum Maxon & C.V.Morton (1948) - Guyana - Synonyme : Pteromanes anomalum (Maxon & C.V.Morton) Pic.Serm.
- Trichomanes arbuscula Desv. (1827) - Amérique tropicale - Synonymes : Ptilophyllum bancroftii (Hook. & Grev.) Prantl, Trichomanes bancroftii Hook. et Grev., Trichomanes coriaceum Kunze, Trichomanes polyphlebius V.Marcano, Trigonophyllum arbusculum (Desv.) Pic.Serm.
- Trichomanes astylum Kaulf. (1824) - Venezuela (Synonymes possibles signalés par l'IPNI : Trichomanes kaulfussii Hook. & Grev., Trichomanes trigonum Desv.)
- Trichomanes attenuatum Hook. (1844) - Synonyme : Trichomanes alatum var. attenuatum (Hook.) Bonap.
- Trichomanes auratum Fée (1869) - Synonyme : Ptilophyllum auratum (Fée) Prantl (Synonyme possible signalé par l'IPNI : Trichomanes lucens Sw.) - (Espèce considérée comme non distincte par C.V.Morton.)
- Trichomanes aureovestitum Proctor (1953) - Jamaïque (Caraïbe et Amérique du Sud)
- Trichomanes badium E.Fourn. (1869) - Cuba, Venezuela (Caraïbe, Amérique du Sud)
- Trichomanes bicorne Hook. (1854) - Amérique du Sud tropicale : Brésil, Équateur, Guyane, Pérou, Venezuela - Synonymes : Trigonophyllum bicorne (Hook.) Pic.Serm., Ptilophyllum bicorne Prantl
- Trichomanes bissei C.Sánchez (1987) - Cuba
- Trichomanes caliginum Lellinger (1994) - Venezuela, Guyana, Surinam
- Trichomanes cognatum C.Presl (1843) - (Synonyme possible : Trichomanes polypodioides var. incisum Farw.)
- Trichomanes crassipilis Weath. (1931) - Saint-Domingue
- Trichomanes crenatum Bosch (1863) - Afrique occidentale tropicale
- Trichomanes crinitum Sw. (1788) - Costa Rica, Équateur - Synonyme : Ragatelus crinitus (Sw.) C.Presl
- Trichomanes crispiforme Alston (1944)
- Trichomanes crispum L. (1753) - Amérique tropicale, Morne de la Calabasse, Martinique - Synonymes : Ptilophyllum crispum (L.) Prantl, Trichomanes cristatum var. crispum (L.) Vareschi
  - Trichomanes crispum var. fastigiata (Sieber) Hieron. (1904) - (Synonyme : Trichomanes fastigiatum Sieber)
  - Trichomanes crispum f. genuina Hieron. (1904) - Colombie
  - Trichomanes crispum var. haenkeanum (C.Presl) C.Chr. (1905) - Pérou - Synonyme : Trichomanes haenkeanum C.Presl
  - Trichomanes crispum var. remotum Fée (1866) - Guadeloupe
- Trichomanes cristatum Kaulf. (1824) - Amérique tropicale (Signalé comme synonyme de Trichomanes schomburgkii Bosch par l'IPNI et de Trichomanes sellowianum C.Presl par l'index Tropicos)
  - Trichomanes cristatum var. nudiusculum Kunze (1848) - Surinam
- Trichomanes curranii Weath. (1931) - Venezuela (Signalé comme synonyme de  Trichomanes trigonum var. fimbriatum (Backh.) Proctor par l'index Tropicos)
- Trichomanes dactylites Sodiro (1893) - Équateur (Amérique centrale et du sud) (Remplace l'homonyme Trichomanes digitatum Sodiro)
- Trichomanes daguense Weath. (1931) - Colombie
- Trichomanes eglerii P.G.Windisch (1984) - Mont Latipu, Guyana, Venezuela, Brésil
- Trichomanes eriophorum (C.Presl) Bosch (1859) - Guyana, Brésil - Synonyme : Ragatelus eriophorus C.Presl
- Trichomanes fimbriatum Backh. ex T.Moore (1861) - Trinité (Trinité et Tobago), Guyana
- Trichomanes galeottii E.Fourn. (1868) - Teotalcingo, Oaxaca (Mexique), Cuba
- Trichomanes gardneri Bosch (1861) - Amérique tropicale Bahia (Brésil, Amérique du Sud)
- Trichomanes guidoi P.G.Windisch (1983) - Venezuela., Brésil (Amérique du Sud)
- Trichomanes holopterum Kunze (1845) - Guadeloupe, Amérique tropicale - Synonymes : Ptilophyllum holopterum (Kunze) Prantl, Trichomanes bancroftii var. holopterum (Kunze) Christ
  - Trichomanes holopterum var. lherminieri (Fée) Domin (1929) - Antilles - Synonyme : Trichomanes lherminieri Fée
- Trichomanes hostmannianum (Klotzsch) Kunze (1847) - Guyana, Amazonie (Synonymes : Neurophyllum hostmannianum Klotzsch, Odontomanes hostmannianum (Klotzsch) C.Presl, Ptilophyllum hostmannianum (Klotzsch) Prantl - Synonyme possible : Trichomanes abruptum Christ)
- Trichomanes huberi Christ (1898) - Brésil (Amérique du Sud), Amazonie
- Trichomanes humboldtii Lellinger (1984) - Amérique tropicale (Venezuela, Amazonie, Guyane) (Nouveau nom de l'homonyme Trichomanes heterophyllum Humb. & Bonpl. ex Willd. - Synonymes : Feea humboldtii Bosch, Homoeotes heterophylla C.Presl, Ptilophyllum heterophyllum (Humb. & Bonpl. ex Willd.) Prantl)
- Trichomanes imbricatum Sodiro (1892) - Équateur (Amérique centrale et du sud)
- Trichomanes jenmanii Lellinger (1991) - Guyana
- Trichomanes kalbreyeri Baker (1886) - Colombie, Costa Rica, Panama
- Trichomanes kaulfussii Hook. & Grev. (1831) - Remplace l'homonyme Trichomanes lucens Hook. & Grev. de Trichomanes lucens Sw. (L'index IPNI le renvoie à l'espèce Trichomanes trigonum Desv. et C.V.Morton ne la reconnait pas comme espèce, confusion possible avec Trichomanes lucens Sw.)
  - Trichomanes kaulfussii subsp. ecuadorense Hieron. (1906) - Amérique du Sud
- Trichomanes killipii Weath. (1931) - Colombie
- Trichomanes laciniosum Alston (1960) - Guyana
- Trichomanes lambertianum Hook. (1846) - Pérou
- Trichomanes langsdorffii Bosch (1861) - (Synonyme possible signalé par l'IPNI : Trichomanes laxum Klotzsch)
- Trichomanes laxum Klotzsch (1844) - Amérique tropicale (Synonyme possible signalé par l'IPNI : Trichomanes langsdorffii Bosch)
- Trichomanes lindenii C.Presl (1851) - Jamaïque (chaîne des Blue Mountains) (L'IPNI signale cette espèce comme synonyme de Trichomanes scandens L.)
- Trichomanes lindigii E.Fourn. (1869) - Colombie
- Trichomanes longifolium Desv. (1811) - (Signalé par l'IPNI comme synonyme possible de Trichomanes crispum L.)
- Trichomanes lozanii M.T.Murillo (1992) - Cauca (Colombie)
- Trichomanes lucens Sw. (1788) - Amérique tropicale (Signalé par l'IPNI comme synonyme possible de Trichomanes splendidum Bosch, Ptilophyllum auratum (Fée) Prantl et Trichomanes auratum Fée)
- Trichomanes ludovicinum Rosenst. (1925) - Costa Rica (Amérique centrale et du sud)
- Trichomanes macilentum Bosch (1861) - Amérique tropicale
- Trichomanes macroclados Kunze (1850) - (L'IPNI signale cette espèce comme synonyme possible de Trichomanes scandens L.)
- Trichomanes martiusii C.Presl (1843) - Amazonie - Synonyme : Pteromanes martiusii (C.Presl) Pic.Serm., Ptilophyllum martiusii (C.Presl) Prantl, Trichomanes plumula C.Presl (Nom donné par Presl à l'espèce homonyme de Trichomanes pilosum Raddi décrite sous le nom Trichomanes pilosum de la planche 68 de Icones plantarum cryptogamicarum quas in itinere annis MDCCCXVII - MDCCCXX per Brasiliam par Karl Friedrich Philipp von Martius - figure de droite.)
- Trichomanes micayense Hieron. (1904) - Colombie
- Trichomanes molle E.Fourn. (1869) - (Signalé par l'IPNI comme synonyme possible de Trichomanes crispum L.)
- Trichomanes murilloanum A.Rojas (2009) - Colombie
- Trichomanes padronii Proctor (1984) - Porto Rico
- Trichomanes paucisorum R.C.Moran & B.Øllg. (1998) - Esmeraldas (Équateur)
- Trichomanes pellucens Kunze (1834) - Amérique tropicale - Synonymes : Trichomanes crispum  subsp. pellucens (Kunze) Hassl., Ptilophyllum pellucens (Kunze) Prantl
- Trichomanes pilosum Raddi (1819) - Guyana. Brésil (Signalé par l'IPNI comme synonyme possible de Trichomanes plumula C.Presl)
- Trichomanes pinnatum Hedw. (1799) - Amérique du Sud - Synonymes : Neurophyllum pinnatum (Hedw.) C.Presl, Neurophyllum thecaphyllum Fée, Neuromanes pinnatum (Hedw.) Trevis, Trichomanes pennatum Kallf., Trichomanes floribundum Humb. & Bonpl. ex Willd. (Autre synonyme possible signalé par uniquement l'IPNI : Trichomanes schomburgkianum J.W.Sturm)
  - Trichomanes pinnatum var. hedwigii (Bosch) Domin (1929) - Synonyme : Neuromanes hedwigii Bosch
  - Trichomanes pinnatum f. immersum (Bosch) Domin (1929) - Synonyme : Neuromanes immersum Bosch
  - Trichomanes pinnatum var. kaulfussii (Bosch) Domin (1929) - Synonyme : Neuromanes kaulfussii Bosch
  - Trichomanes pinnatum var. rhizophyllum (Cav.) Alston (1935) - Synonyme : Trichomanes rhizophyllum Cav.
  - Trichomanes pinnatum f. stipitatum Domin (1929) - Dominique
- Trichomanes plumosum Kunze (1834) - Pérou - Synonyme : Trichomanes crispum  var. plumosa Hieron., Trichomanes elatum Desv.
- Trichomanes poeppigii C.Presl (1843) - Colombie, Pérou
- Trichomanes polypodioides L. (1753) - Amérique tropicale, Caraïbes - Synonymes : Ptilophyllum sinuosum (Rich. ex Willd.) Prantl, Trichomanes lindbergii Mett., Trichomanes sinuosum Rich. ex Willd.)
  - Trichomanes polypodioides var. pinnatifidum (Bosch) Brade - Synonymes : Trichomanes pinnatifidum Bosch, Trichmanes sinuosum var. pinnatifidum (Bosch) Christ
- Trichomanes quercifolium Desv. (1811) -  (Synonyme possible signalé par l'IPNI : Trichomanes polypodioides L.)
- Trichomanes robustum E.Fourn. (1869) - Guadeloupe
- Trichomanes roraimense Jenman (1896) - Guyana
- Trichomanes scandens L. (1753) - Mexique, Cuba, Jamaïque, Haiti (Synonymes : Mortoniopteris scandens (L.) Pic.Serm., Vandenboschia scandens (L.) Copel. Synonymes possibles signalés par l'IPNI : Trichomanes lindenii C.Presl, Trichomanes macroclados Kunze.)
- Trichomanes schomburgkianum J.W.Sturm (1859) - Guyana (Signalé par l'IPNI comme synonyme de Trichomanes pinnatum Hedw., mais pas par Christensen)
- Trichomanes schomburgkii Bosch (1861) - (Signalé par l'IPNI comme synonyme de Trichomanes cristatum Kaulf.)
- Trichomanes sellowianum C.Presl (1843) - Amérique tropicale (Synonyme possible relevé par l'index Tropicos : Trichomanes cristatum Kaulf.)	
  - Trichomanes sellowianum var. decrescens Rosenst. (1925) - Brésil (Amérique du Sud)
- Trichomanes serricula Fée (1869)
- Trichomanes spectabile Klotzsch (1840) - (Signalé comme synonyme possible de Trichomanes pennatum Kaulf.)
- Trichomanes splendidum Bosch (1859) - Colombie (Signalé comme synonyme de Trichomanes lucens Sw.)
- Trichomanes spruceanum Hook. (1854) - Amérique du Sud tropicale : Brésil, Colombie, Équateur, Guyane, Pérou, Venezuela
- Trichomanes steyermarkii P.G.Windisch & A.R.Sm. (1990) - Venezuela
- Trichomanes sublabiatum Bosch (1861) - Équateur
- Trichomanes trichopodium A.Rojas (2006) - Amérique centrale et du sud : Costa Rica, Panama
- Trichomanes trigonum Desv. (1811) - Amérique tropicale (Synonymes : Trichomanes astylum Kaulf., Trichomanes kaulfussii Hook. & Grev.. Aussi synonyme de l'homonyme Trichomanes lucens Hook. & Grev.)
- Trichomanes ujhelyii Kümmerle (1912) - Colombie (Signalé par l'IPNI comme synonyme de Trichomanes polypodioides L.)
- Trichomanes vandenboschii P.G.Windisch (1988) - Amérique du sud tropicale (Amazonie péruvienne et vénézuélienne, Surinam) (Remplace les homonymes illégaux successifs Trichomanes crispum Mett. (homonyme de Trichomanes crispum L.) et Trichomanes undulatum Bosch (homonyme de Trichomanes undulatum Sw.))
- Trichomanes vaupesensis Lellinger (1984) - Colombie
- Trichomanes vittaria DC. ex Poir. (1808) - Guyana, Amazonie (Synonymes : Trichomanes floribundum  var. vittaria (DC. ex Poir.) Splitg., Trichomanes pinnatum  var. vittaria (DC. ex Poir.) Hook. & Baker)

#### Sous-genreFeea
Ce sous-genre a les caractéristiques suivantes :
- une répartition limitée au nouveau monde ;
- un rhizome robuste, épais, à port cespiteux et dont les racines à la base sont nombreuses et robustes ;
- les frondes sont marquées par un dimorphisme (sauf pour Trichomanes mougeoti), les frondes fertiles étant habituellement simples et au limbe presque réduit aux nervures et d'une épaisseur de plus d'une cellule, les frondes stériles étant divisées une fois ;
- la nervuration des frondes stériles est catadrome, sans fausses nervures ;
- les sores sont tubulaires avec un très long style portant les sporanges.

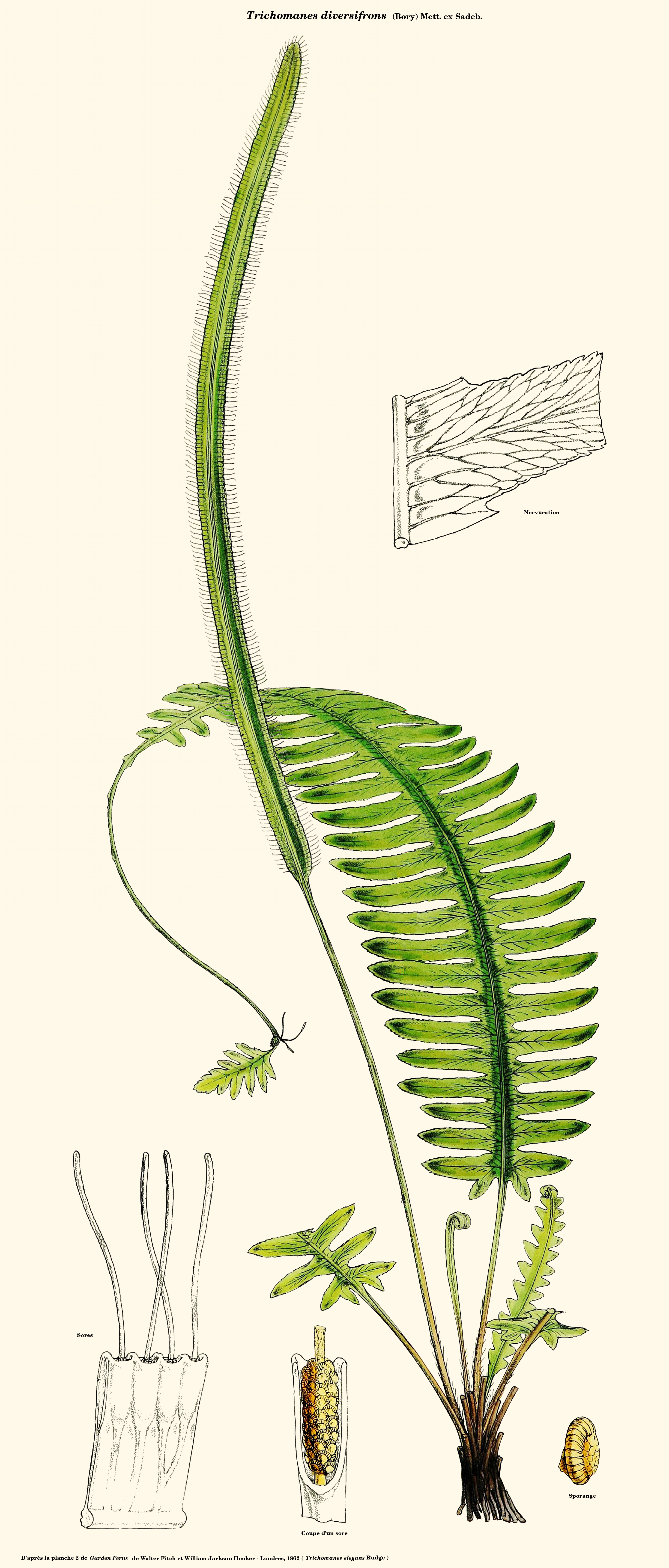
Trichomanes diversifrons (Bory) Mett. ex Sadeb.
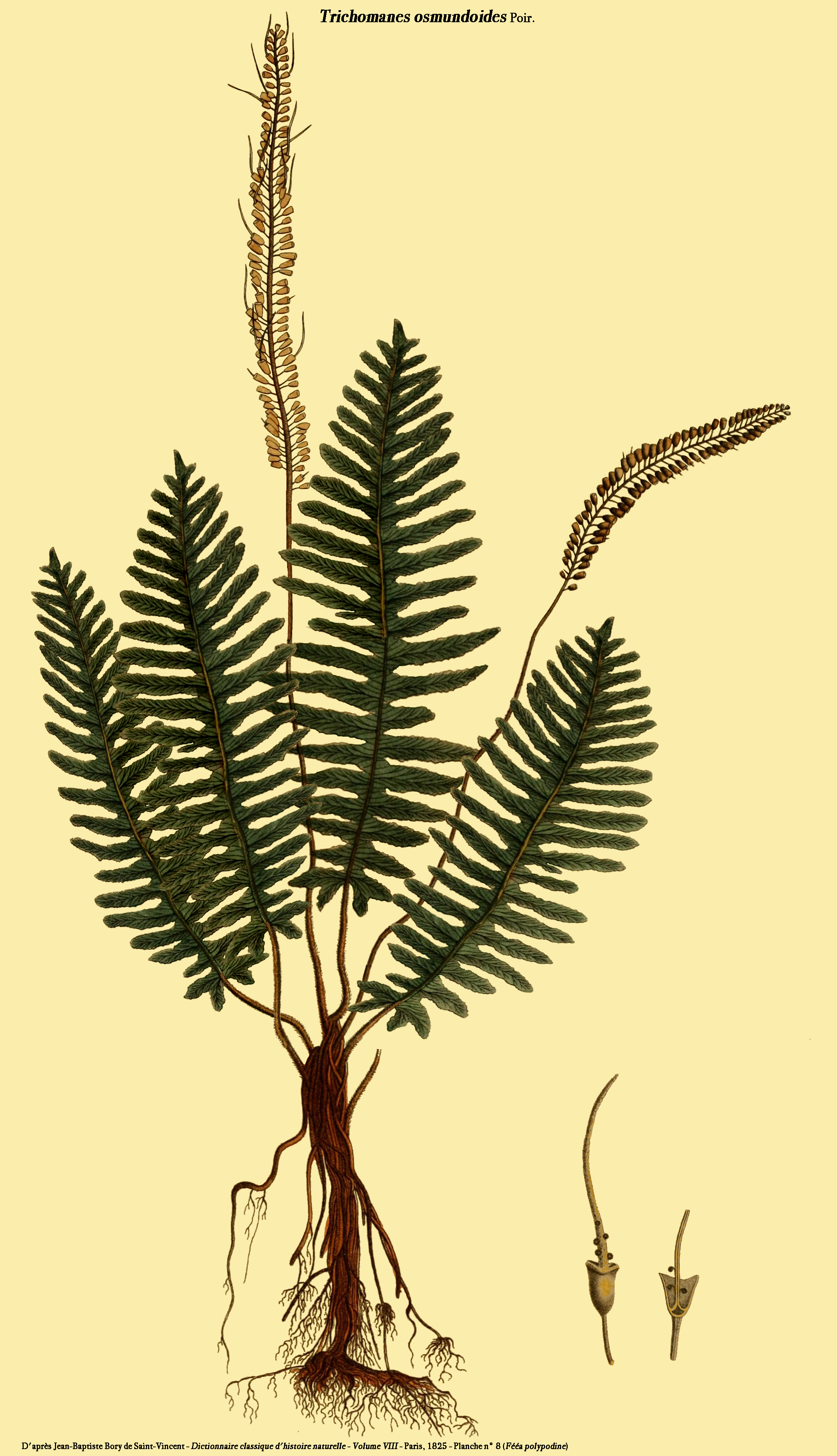
Trichomanes osmundoides Poir.
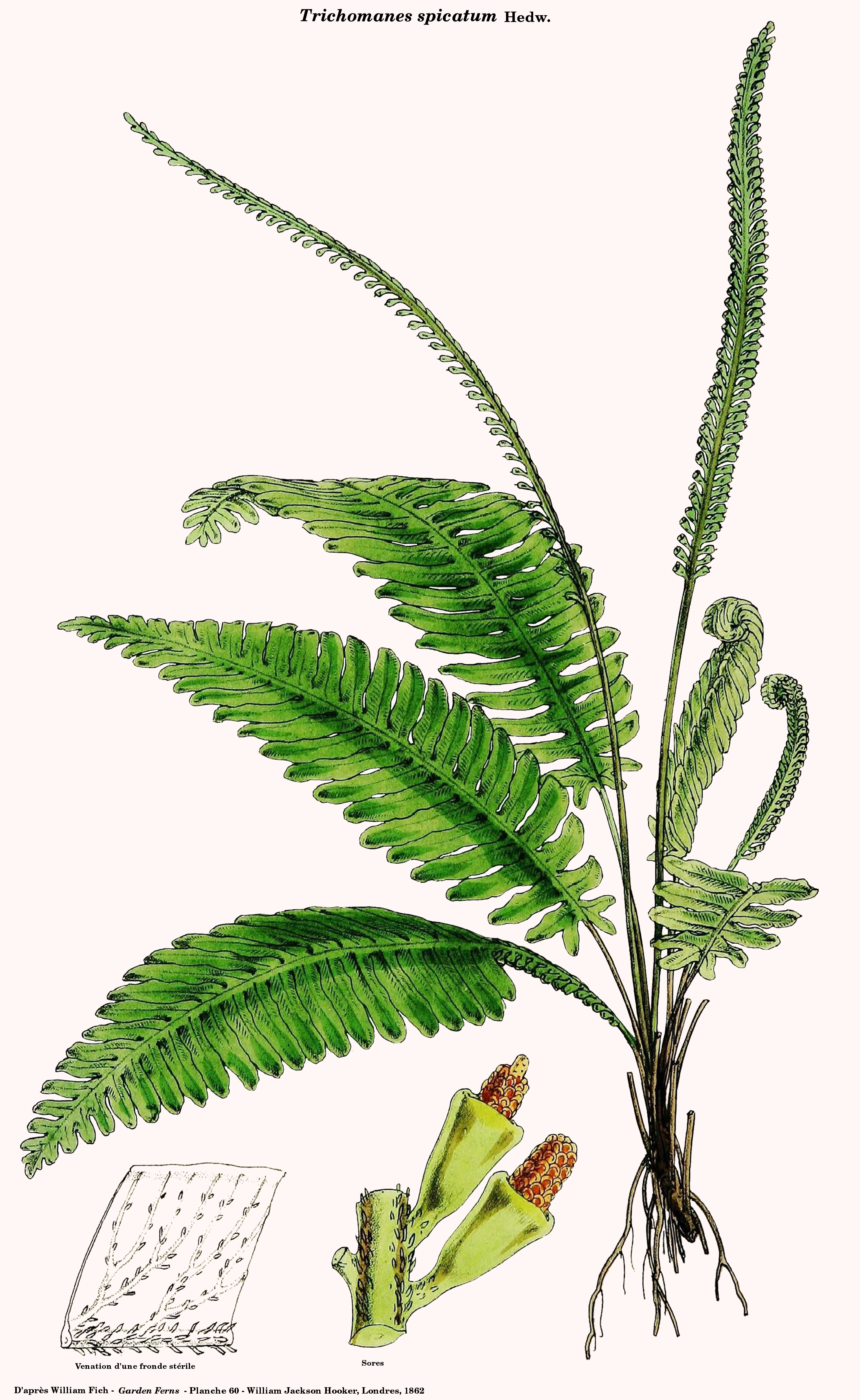
Trichomanes spicatum Hedw. ex Hook.

- Trichomanes botryoides Kaulf. (1824) - Guyana, Panama, Pérou - Synonymes : Feea botryoides (Kaulf.) Bosch, Ptilophyllum botryoides (Kaulf.) Prantl - synonymes possible : Feea nana Bory, Trichomanes nanum (Bory) Hook.
- Trichomanes dimorphum Mett. (1899)
- Trichomanes diversifrons (Bory) Mett. ex Sadeb. (1899) - Amérique tropicale - Synonymes : Feea boryi Bosh, Feea diversifrons (Bory) Copel., Hymenostachys diversifrons Bory, Hymenostachys elegans (Rudge) C.Presl, Ptilophyllum elegans (Rudge) Prantl, Trichomanes elegans Rudge (partiellement)
- Trichomanes mougeoti Bosch (1859)
- Trichomanes nanum (Bory) Hook. (1844) - Synonyme : Fea nana Bory (synonymes possibles :  Feea botryoides (Kaulf.) Bosch, Trichomanes botryoides Kaulf.)
- Trichomanes osmundoides DC. ex Poir. (1808) - Amérique du Sud, Guyana - Synonymes : Feea osmundoides (DC. ex Poir.) Copel., Feea polypodina Bory, Hymenostachys osmundoides (DC. ex Poir.) C.Presl
- Trichomanes platyrachis Domin (1929) - Jamaïque
- Trichomanes spicatum Hedw. ex Hook. (1805) - Caraïbes, nord de l'Amérique du Sud
- Trichomanes spicisorum Desv. (1811) - Caraïbes
- Trichomanes trollii Bergdolt (1933) - Bolivie - Synonymes : Feea trollii (Bergdolt) Vareschi, Hymenostachys trollii (Bergdolt) Pic.Serm.

#### Sous-genreDavalliopsis
Ce sous-genre a les caractéristiques suivantes :
- un rhizome cespiteux, densément couvert de poils foncés, aux racines robustes et nombreuses
- un limbe divisé trois à quatre fois, à nervuration anadrome (il s'agit du point caractéristique du sous-genre)
- pas de fausses nervures
- généralement une épaisseur du limbe de plus d'une couche de cellules, et dont les cellules internes ont une paroi plus épaisse ;
- des sores tubulaires avec une longue columelle.

Ce sous-genre est localisé au Nouveau-Monde uniquement.  

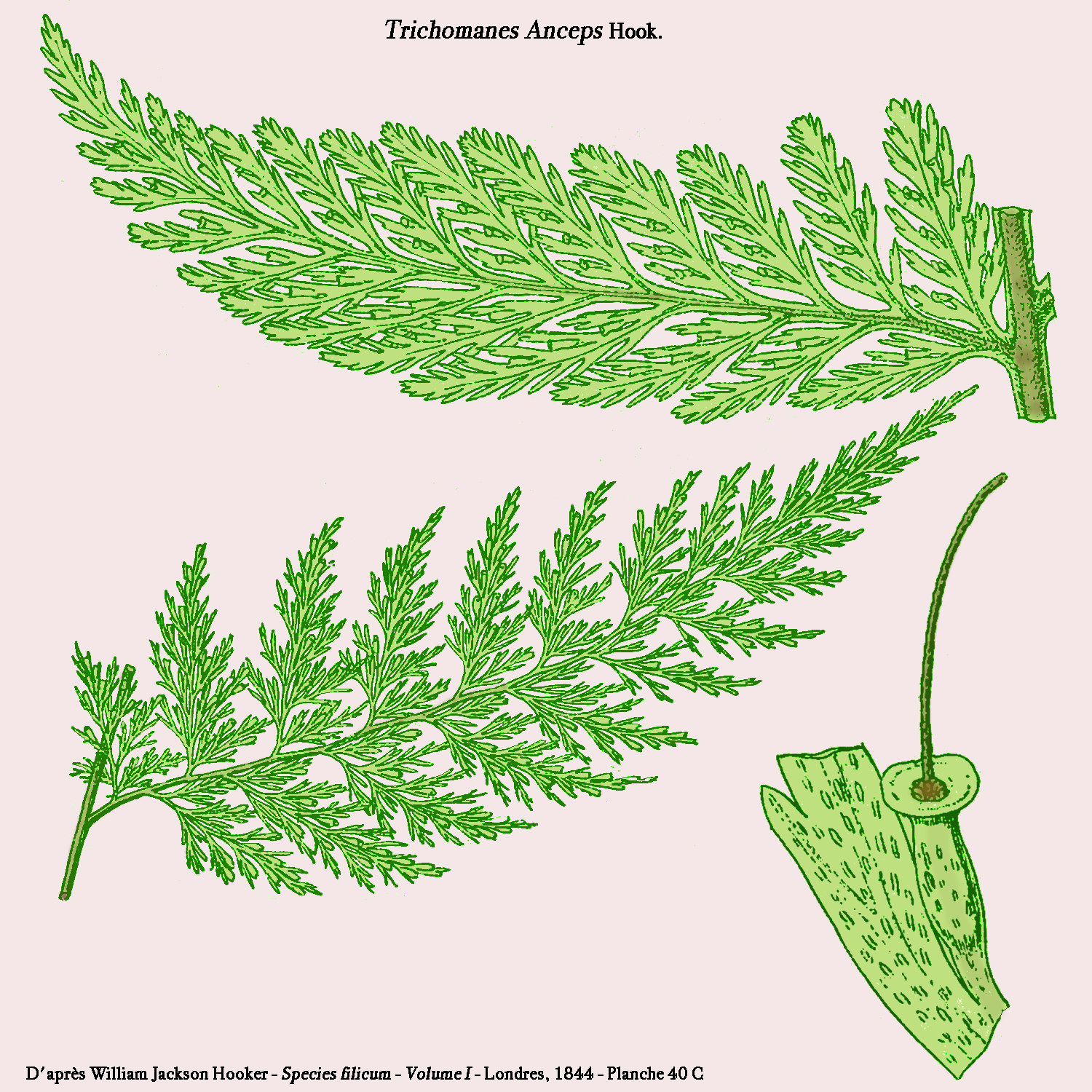
Trichomanes anceps

- Trichomanes anceps Hook. (1844) - Amérique tropicale
- Trichomanes elegans Rich. (1792) - Amérique tropicale - Synonymes : Davalliopsis elegans (Rich.) Copel.,  Trichomanes leprieurii Hook.  (Signalé par l'IPNI comme synonyme possible de Trichomanes anceps Hook., Trichomanes lastreoides C.Presl et Trichomanes prieurii Kunze)
- Trichomanes lastreoides C.Presl (1843) - Brésil (Signalé par l'IPNI comme synonyme possible de Trichomanes elegans Rich.)
- Trichomanes millefolium Desv. (1827) - Brésil
- Trichomanes opacum Bosch (1861) - Pérou
- Trichomanes prieurii Kunze (1837) - Brésil, Guyane, Guyana (Signalé par l'IPNI comme synonyme possible de Trichomanes elegans Rich.)
- Trichomanes resinosum R.C.Moran (2000) - Guyana, Venezuela, amont de la rivière Mazaruni, karowtipu Guyana
- Trichomanes weddellii Bosch (1861) - Synonyme : Trichomanes elegans Rich. var. weddellii (Bosch) Hieron.

#### Sous-genreLacostea
Ce sous-genre présente un rhizome long et rampant, assez épais, fréquemment densément couvert de poils foncés, avec des racines nombreuses et robustes dans la partie terrestre et absentes dans la partie grimpante. Le pétiole des frondes est court. La bordure du limbe, segmenté une fois, est glabre. Ces fougères, par leur robustesse, revêtent un aspect de lianes. Elles sont présentes uniquement en Amérique tropicale.

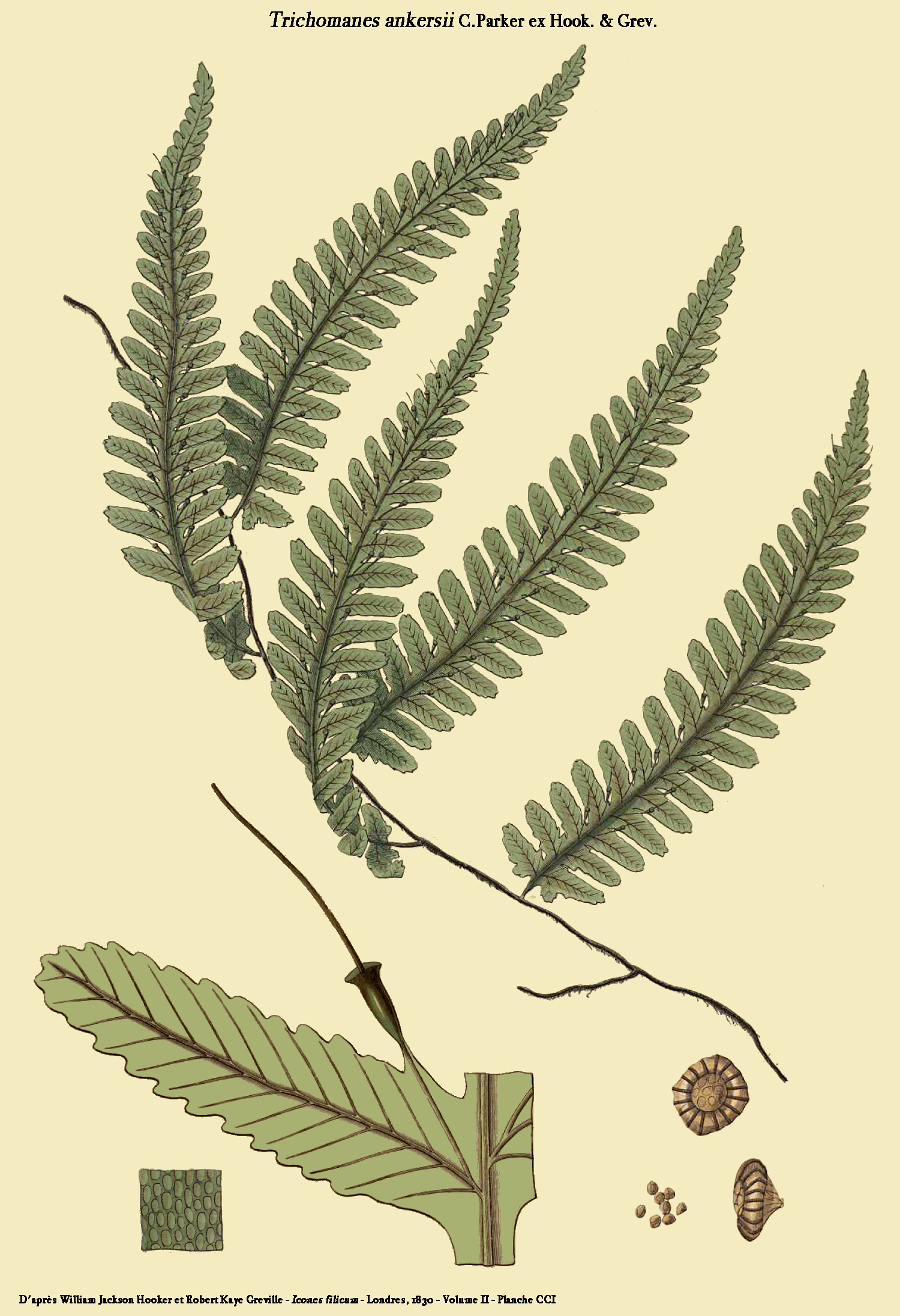
Trichomanes ankersii C.Parker ex Hook. & Grev.
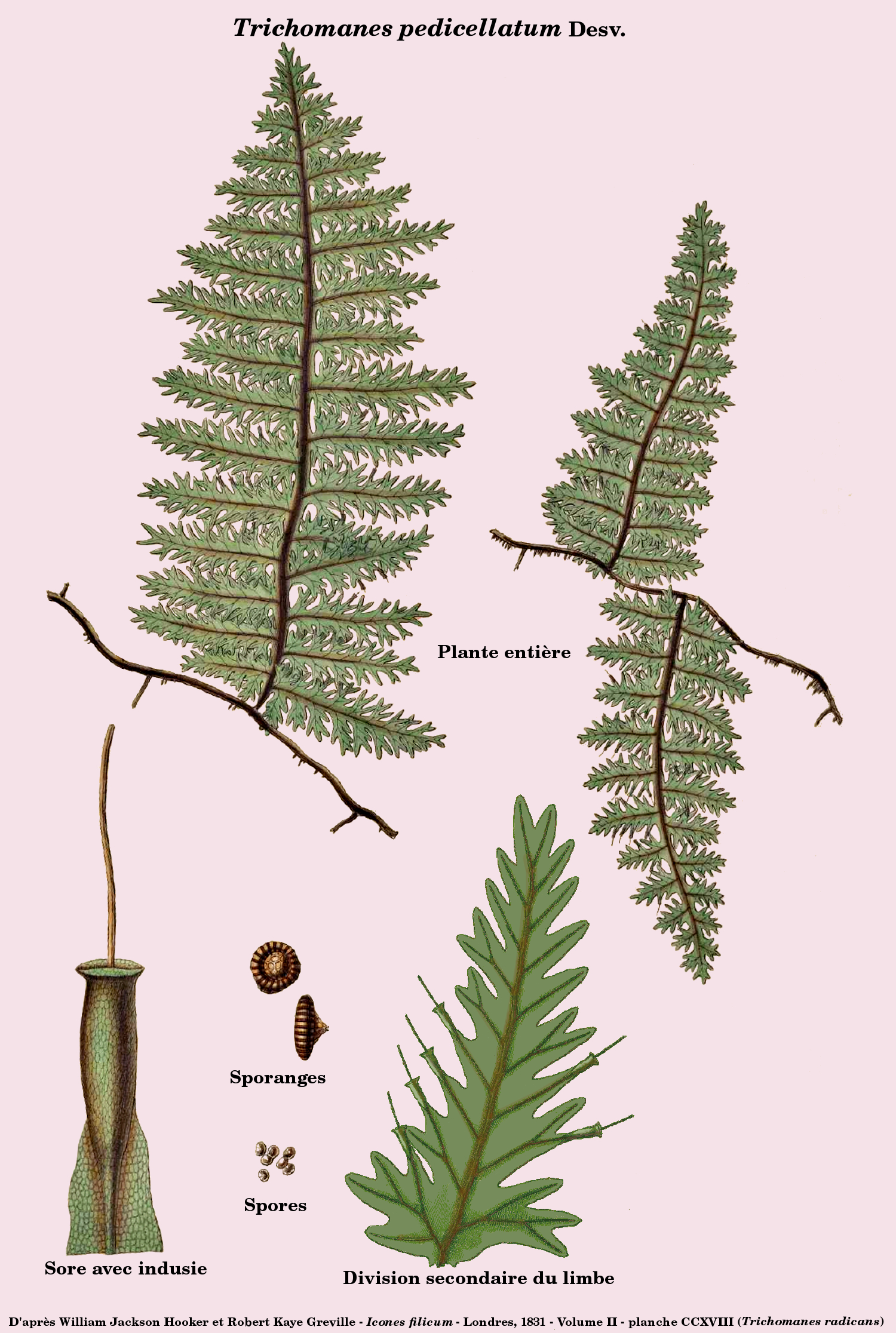
Trichomanes pedicellatum Desv.

- Trichomanes ankersii C.Parker ex Hook. & Grev. (1831) - Amérique tropicale dont Guyane (Synonyme : Lacostea ankersii (C.Parker ex Hook. & Grev.) Prantl - synonyme possible signalé par l'index Tropicos : Trichomanes guianense J.W.Sturm)
- Trichomanes carolianum Vareschi (1966) - Venezuela (Selon l'index Tropicos, espèce synonyme de Trichomanes tanaicum J.W. Sturm)
- Trichomanes commutatum J.W.Sturm (1859) - Amérique tropicale (Synonyme possible (signalé par l'index Tropicos) : Trichomanes pedicellatum Desv.)
- Trichomanes guianense J.W.Sturm (1859) - Guyana (Synonyme possible signalé par l'index Tropicos : Trichomanes ankersii C.Parker ex Hook. & Grev.)
- Trichomanes laceratum Desv. (1813) (Synonyme possible signalé par l'IPNI : Trichomanes pedicellatum Desv.)
- Trichomanes pedicellatum Desv. (1811) - Amérique tropicale (Synonymes : Lacostea brachypus (Kunze) Prantl, Lacostea pedicellata (Desv.) Pic.Serm., Trichomanes brachypus Kunze,  Trichomanes subsessile Splitg. Synonyme possible signalé par l'IPNI uniquement :  Trichomanes laceratum Desv.)
- Trichomanes sonderi Bosch (1861) - Brésil (Synonyme possible signalé par Christensen : Trichomanes pedicellatum Desv.)
- Trichomanes tanaicum J.W.Sturm (1859) - Amérique du Sud tropicale dont Guyane (Synonymes : Lacostea tanaica (J.W.Sturm) Prantl, Trichomanes ankersii var. tanaicum (J.W.Sturm) Sadeb.)
- Trichomanes torotumani Vareschi (1966) - Venezuela
- Trichomanes tuerckheimii Christ (1905) - Guatemala (Synonyme : Lacostea tuerckheimii (Christ) Pic.Serm.)
- Trichomanes volubile Vell. (1831) (Signalé par l'IPNI comme synonyme de Trichomanes pedicellatum Desv.)

#### Sous-genre indéterminé
- Trichomanes adscendens Kunze (1845) - Martinique. (Synonymes possibles : Trichomanes accedens C.Presl, Ptilophyllum accedens Prantl Reconnu comme espèce différente de Trichomanes accedens par C.V.Morton et A. Ebihara, J.-Y. Dubuisson, K.Iwatsuk et S. Hennequin, mais à position incertaine pour ces derniers)
- Trichomanes boivinii Bosch (1859) - Madagascar (Synonymes : Trichomanes latipinnulata Bonap., Trichomanes cornutum C.Chr.)
- Trichomanes bryoides Goldm. (1843) - Brésil
- Trichomanes heterophyllum Poir. (1808) - Amérique tropicale (Venezuela)
- Trichomanes madagascariense (Bosch) T.Moore (1861) - Madagascar (Synonyme : Cephalomanes madagascariense Bosch)
- Trichomanes ribae Pacheco (2002) - Panama, Costa Rica

### Liste des espèces synonymes ou classées ailleurs
- Trichomanes abrotanifolium Bosch (1859) - Brésil - Voir genre Vandenboschia (reclassement suggéré)
  - Trichomanes accedens var. procerum (Fée) Domin (1929) - Pérou - Voir Hymenophyllum subgen. Sphaerocionium - (synonymes : Trichomanes procerum Fée, Trichomanes crispum var. procerum (Fée) Jenman)
- Trichomanes achilleifolium Bory (1810) - Madagascar, Mascareignes - Voir Abrodictyum stylosum (Poir.) J.P.Roux (synonyme : Trichomanes stylosum Poir.)
- Trichomanes acranthum H.Ito (1937) - Îles Liu-Kiu. - Voir Cephalomanes acranthum (H.Ito) Tagawa
- Trichomanes acrocarpon Fée (1869) - Amérique tropicale, Floride - Voir Didymoglossum kraussii (Hook. & Grev.) C.Presl (synonyme : Trichomanes kraussii Hook. & Grev.)
- Trichomanes acrosorum Copel. (1911) - Nouvelle-Guinée - Voir Cephalomanes acrosorum (Copel.) Copel.
- Trichomanes aculeatum Sw. (1788) - Colombie, Caraïbe - Voir Odontosoria fumarioides (Sw.) J.Sm. (homonyme : Trichomanes aculeatum Poir.)
- Trichomanes aculeatum J.Sm. (1841) - Vietnam (Asie tropicale) - Voir Hymenophyllum aculeatum (J.Sm.) Racib. (synonymes : Meringium denticulatum  (Sw.) Copel., Didymoglossum aculeatum (J.Sm.) Bosch, Leptocionium aculeatum (J.Sm.) Bosch)
- Trichomanes acutilobum Ching (1934) - Inde, Chine méridionale et Vietnam - Voir Crepidomanes racemulosum (Bosch) Ching (synonyme : Didymoglossum racemulosum Bosch)
- Trichomanes acuto-obtusum Hayata (1914) - Taïwan - Voir Crepidomanes acuto-obtusum (Hayata) K. Iwats.
- Trichomanes acutum C.Presl (1843) - Philippines - Voir Hymenophyllum acutum (C.Presl) Ebihara & K.Iwats. (synonyme : Crepidomanes acutum (C.Presl) K.Iwats.)
- Trichomanes adianthinum Bory (1833) - Afrique tropicale, Madagascar - Voir Didymoglossum cuspidatum (Willd.) Ebihara & Dubuisson
- Trichomanes adianthoides L. (1753) - Voir Asplenium adiantoides  (L.) C.Chr.
- Trichomanes aerugineum Bosch (1863) - Afrique (Caméroun, Tanzanie) - Voir Didymoglossum erosum (Willd.) J.P.Roux (synonymes : Trichomanes erosum Willd., Microgonium aerugineum (Bosch) Pic.Serm.)
- Trichomanes aeruginosum Poir. (1808) - Voir Hymenophyllum aeruginosum (Poir.) Desv.
- Trichomanes aethiopicum Burm.f. (1768) - Sud de l'Afrique - Voir Asplenium aethiopicum (Burm.f.) Bech.
- Trichomanes africanum Christ (1909) - Afrique occidentale tropicale - Voir Crepidomanes africanum (Christ) Ebihara & Dubuisson (synonyme : Vandenboschia africana (Christ) G.Kunkel)
- Trichomanes agasthianum (C.A.Hameed & Madhus.)  Madhus. (2003) - Inde (Kerala) - Voir Crepidomanes agasthianum C.A.Hameed & Madhus.
- Trichomanes alagense Christ (1908) - Mindoro - Voir genre Crepidomanes subgen.Crepidomanes section Gonocormus (synonyme : Gonocormus alagensis (Christ) Copel., Trichomanes asnykii Racib.)
- Trichomanes alatum Bory (1828) - Voir Cephalomanes boryanum (Kunze) Bosch. Homonyme de Trochomanes alatum Sw., renommé en Trichomanes boryanum Kunze.
- Trichomanes alatum Hook. (1821) - Voir Vandenboschia radicans (Sw.) Copel.
  - Trichomanes alatum subsp. eualatum (Fée) Domin (1929)
  - Trichomanes alatum var. attenuatum (Hook.) Bonap (1918) - Voir : Trichomanes attenuatum Hook. (synonyme : Ptilophyllum attenuatum Prantl)
- Trichomanes album Blume (1828) - Voir Hymenophyllum pallidum (Blume) Ebihara & K.Iwats. (synonymes : Craspedoneuron album (Blume) Bosch, Craspedoneuron pallidum (Blume) Bosch, Crepidomanes album K.Iwats., Crepidomanes pallidum (Blume) K.Iwats., Pleuromanes album (Blume) Parris, Pleuromanes pallidum (Blume) C.Presl, Trichomanes fusco-glaucescens Hook., Trichomanes glaucescens Bosch, Trichomanes glaucofuscum Hook., Trichomanes pallidum Blume)
- Trichomanes alchemillifolium Telfair ex Wall. (1828) - Madagascar, Mascareignes - Voir Abrodictyum stylosum (Poir.) J.P.Roux
- Trichomanes alternans Carrière (1873) - Fidji - Voir genre Polyphlebium Espèce non répertoriée par l'index Tropicos et C.V.Morton
- Trichomanes amabile Nakai (1914) - Corée - Voir Vandenboschia amabilis (Nakai) K.Iwats. (synonymes : Crepidomanes amabile (Nakai) K.Iwats.)
- Trichomanes ambiguum Mart. (1840) - Voir Polyphlebium pyxidiferum (L.) Ebihara & Dubuisson (synonyme Trichomanes pyxidiferum var. diaphanum)
- Trichomanes ambongoense Bonap (1920) - Voir Crepidomanes mannii (Hook.) J.P.Roux  (synonyme : Trichomanes mannii Hook.)
- Trichomanes ampliatum Mett. (1899) - Voir Hymenophyllum digitatum (Sw.) Fosberg (synonyme : Trichomanes digitatum Sw.)
- Trichomanes anceps Wall. (1828) - Indochine - Voir Vandenboschia anceps (Wall.) Subh.Chandra & S.Kaur (synonyme : Trichomanes radicans var. anceps (Wall.) Clarke)[9]
- Trichomanes andrewsii Newm. (1844) - Voir Vandenboschia radicans (Sw.) Copel. (synonyme : Trichomanes radicans Sw.)
- Trichomanes angustatum Carmich. (1819) - Tristan d'Acunha. - Voir Polyphlebium angustatum (Carmich.) Ebihara & Dubuisson (synonymes : Trichomanes tenerum Spreng., Vandenboschia angustata (Carmich.) Copel.)
  - Trichomanes angustatum var. subexsertum (Bosch) C.Chr. (1926) - Brésil - Voir Polyphlebium angustatum (Carmich.) Ebihara & Dubuisson (synonyme : Trichomanes subexsertum Bosch)
- Trichomanes angustifrons (Fée) Wess.Boer (1962) - Guadeloupe (Antilles) - Voir Didymoglossum angustifrons Fée
- Trichomanes angustilaciniatum Bonap (1925) - Voir Crepidomanes mannii (Hook.) J.P.Roux (synonyme : Trichomanes mannii Hook.)
- Trichomanes angustimarginatum Bonap (1925) - Madagascar - Voir Abrodictyum angustimarginatum (Bonap.) J.P.Roux
- Trichomanes angustissimum C.Presl (1848) - Voir Polyphlebium capillaceum (L.) Ebihara & Dubuisson
  - Trichomanes ankersii var. tanaicum (Hook.) Sadeb. (1899) - voir Trichomanes tanaicum Hook. (synonyme : Trichomanes brachypus var. tanaicum (Hook.) Hook. & Baker)
- Trichomanes antillarum Bosch (1861) - Jamaïque (Caraïbe et Amérique du Sud) - Voir Vandenboschia radicans (Sw.) Copel. (variété) (synonyme : Trichomanes radicans  var. antillarum (Bosch) Proctor)
- Trichomanes aphlebioides Christ (1906) - Nouvelle-Guinée - Voir Crepidomanes aphlebioides (Christ) I.M.Turner (synonyme : Vanderboschia aphlebioides (Christ) Copel. - Renommage de l'homonyme : Trichomanes tenuissimum Christ)
- Trichomanes apicilare E.Fourn. (1873) - Nouvelle-Calédonie - Voir Crepidomanes subg.Crepidomanes section Crepidium sp.
- Trichomanes apiifolium C.Presl (1843) - Malaisie, Polynésie - Voir Callistopteris apiifolia (C.Presl) Copel. (synonyme : Cephalomanes apiifolium (C.Presl) K.Iwats. - synonyme possible : Callistopteris baueriana (Endl.) Copel)
- Trichomanes apodum Hook. & Grev. (1829) - Barbades, Jamaïque - Voir Didymoglossum hymenoides (Hedw.) Copel. (synonyme : Trichomanes hymenoides Hedw.)
- Trichomanes armstrongii Baker (1868) - Voir Hymenophyllum armstongii (Baker) Kirk
- Trichomanes asae-grayi Bosch (1861) - Fidji, Samoa, Tahiti. - Voir Abrodictyum asae-grayi (Bosch) Ebihara & K.Iwats. L'index IPNI signale une synonymie avec Trichomanes leptophyllum A.Cunn.
- Trichomanes asnykii Racib. (1900) - Java - Voir Crepidomanes subg.Crepidomanes section Crepidomanes sp.
- Trichomanes asplenioides Sw. (1788) - Jamaïque (Caraïbe et Amérique du Sud) - Voir Hymenophyllum asplenioides (Sw.) Sw. (synonyme : Mecodium asplenioides (Sw.) Copel.)
- Trichomanes assimile Mett. (1868) - Vanuatu - Voir genre Crepidomanes subg.Crepidomanes section Gonocormus
- Trichomanes atrovirens (C.Presl) Kunze (1847) - Philippines, Nouvelle-Guinée - Voir Cephalomanes atrovirens C.Presl (synonyme : Trichomanes rhomboideum J.Sm.)
- Trichomanes aureum Bosch (1863) - Voir genre Polyphlebium - Synonyme possible Trichomanes humile G.Forst.
- Trichomanes auriculatum Blume (1828) - Japon, Chine, Asie tropicale - Voir Vandenboschia auriculata (Blume) Copel. (synonymes : Cephalomanes auriculatum (Blume) Bosch, Crepidomanes auriculatum (Blume) K.Iwats., Lacostea auriculata (Blume) Prantl, Lacosteopsis auriculata (Blume) Nakaike, Trichomanes belangeri Bory)
- Trichomanes australicum Copel. (1929) - Voir Cephalomanes boryanum (Kunze) Bosch
- Trichomanes axillare (Sw.) Poir. (1808) - Amérique tropicale (dont Venezuela) - Voir Hymenophyllum axillare Sw.
- Trichomanes axillare Sodiro (1893) - Équateur - Voir genre Polyphlebium
  - Trichomanes axillare var. helicoideum Sodiro (1893) - Équateur - Voir genre Polyphlebium
- Trichomanes baileyanum Watts (1915) - Voir Didymoglossum sublimbatum (Müll.Berol.) Ebihara & K.Iwats. - synonyme Trichomanes sublimbatum Müll.Berol.
- Trichomanes baldwinii (D.C.Eaton) Copel. (1933) - Hawaï - Voir Callistopteris Baldwinii (D.C.Eaton) Copel
- Trichomanes ballardianum Alston (1956) - Sud Nigeria - Voir Didymoglossum ballardianum (Alston) J.P.Roux
- Trichomanes bancroftii Hook. & Grev. (1831) - Voir Trichomanes arbuscula Desv. (synonymes : Ptilophyllum bancroftii (Hook. & Grev.) Prantl, Trichomanes coriaceum Kunze, Trichomanes polyphlebius V.Marcano, Trigonophyllum arbusculum (Desv.) Pic.Serm.)
  - Trichomanes bancroftii var. holopterum (Kunze) Christ (1897) - Voir Trichomanes holopterum Kunze
- Trichomanes barklyanum Baker (1866) - Île Maurice - Voir Didymoglossum barklyanum (Baker) J.P.Roux
- Trichomanes barnardianum F.M.Bailey (1890) - Queensland - Voir Crepidomanes barnardianum (F.M.Bailey) Tindale (la synonymie avec Trichomanes pyxidiferum L. signalée par l'IPNI n'est pas à retenir).
- Trichomanes batrachoglossum Copel. (1933) - Liberia - Voir Abrodictyum guineense (Afzel. ex Sw.) J.P.Roux (synonymes : Trichomanes guineense Afzel. ex Sw., Trichomanes hartii Baker, Trichomanes Latisectum Christ)
- Trichomanes bauerianum Endl. (1833) - Îles Norfolk et Lord howe. - Voir Callistopteris baueriana (Endl.) Copel. (synonymes possibles : Trichomanes apiifolium C.Presl, Callistopteris apiifolia (C.Presl) Copel.)
- Trichomanes beccarianum Ces. (1876) - Seychelles - Voir Didymoglossum beccarianum (Ces.) Senterre & Rouhan
- Trichomanes beckeri H.Krause (1865) - Chili - Voir Hymenophyllum tortuosum var. beckeri (H.Krause ex Phil.) Espinosa - Cette espèce est considérée comme distincte par C.V.Morton.
- Trichomanes belangeri Bory (1833) - Voir Vandenboschia auriculata (Blume) Copel. (synonymes : Trichomanes auriculatum Blume, Lacosteopsis auriculata (Blume) Nakaike)
- Trichomanes benlii (Pic.Serm.) Benl (1991) - Voir Didymoglossum benlii (Pic.Serm.) J.P.Roux (synonyme : Microgonium benlii Pic.Serm.)
- Trichomanes bifidum Vent. ex Willd. (1810) - Inde - Voir Abrodictyum rigidum (Sw.) Ebihara & Dubuisson (synonymes :  Trichomanes compressum Desv., Trichomanes daucoides C.Presl, Trichomanes dregei Bosch, Trichomanes firmulum C.Presl, Trichomanes krugii Christ, Trichomanes mandioccanum Raddi, Trichomanes marginatum Mett., Trichomanes rigidum Sw.)
- Trichomanes bifidum C.Presl (1844) - Malaisie - voir Abrodictyum idoneum (C.V.Morton) Ebihara & K.Iwats.
- Trichomanes bifolium Blume (1828) - Voir Crepidomanes minutum (Blume) K.Iwats. (synonyme : Crepidomanes proliferum var. minutum (Blume) C.A.Hameed  ex Easa, Trichomanes minutum Blume)
- Trichomanes bilabiatum Nees & Blume (1823) - Malaisie, Mélanésie - Voir Crepidomanes bilabiatum (Nees & Blume) Copel. (synonymes : Didymoglossum bilabiatum (Nees & Blume) Bosch, Trichomanes bilingue Hook., Trichomanes melanorhizon Hook. ; signalé aussi par l'IPNI comme synonyme de Trichomanes brevipes Baker)
- Trichomanes bilingue Hook. (1841) - Malaisie, Mélanésie - Voir Crepidomanes bilabiatum (Nees & Blume) Copel. (synonyme : Trichomanes bilabiatum Nees & Blume)
- Trichomanes bilobatum Alderw. (1915) - Voir Crepidomanes bilobatum (Alderw.) Copel. (synonyme possible : Trichomanes bilabiatum Nees & Blume)
- Trichomanes bimarginatum (Bosch) Bosch (1861) - Taïwan, Inde du sud, Ceylan. Malaisie - Voir Didymoglossum bimarginatum (Bosch) Ebihara & K.Iwats. (synonymes : Microgonium bimarginatum Bosch, Hemiphlebium bimarginatum (Bosch) Luerss. - Remplace l'homonyme Trichomanes muscoides Brack.
- Trichomanes bipunctatum Poir. (1808) - Madagascar - Voir Crepidomanes bipunctatum (Poir.) Copel. (synonymes : Didymoglossum anomalum Bosch, Didymoglossum bipunctatum (Poir.) E.Fourn., Hymenophyllum filicula Bory ex Willd., Taschneria filicula (Bory ex Willd.) C.Presl, Trichomanes capillatum Taschner, Trichomanes dilatatum Kuhn (non G.Forst.), Trichomanes filicula (Bory ex Willd.) Bory)
  - Trichomanes bipunctatum var. insigne (Bosch) Bedd. (1883) - Inde, Chine, Tonkin. - Voir Trichomanes insigne Bosch
  - Trichomanes bipunctatum var. latealatum (Bosch) Alderw. (1908) - Asie, Australie, Polynésie, ouest et sud de l'Afrique - Voir Crepidomanes latealatum (Bosch) Copel. (synonymes : Trichomanes latealatum (Bosch) Christ, Didymoglossum latealatum Bosch)
  - Trichomanes bipunctatum var. plicatum (Bosch) Bedd. (1883) - Asie tropicale - Voir Crepidomanes plicatum (Bosch) Ching (synonymes : Didymoglossum plicatum Bosch, Trichomanes plicatum (Bosch) Bedd.)
  - Trichomanes bipunctatum var. venulosa Rosenst. (1915) - Nouvelle-Guinée - Voir Crepidomanes bipunctatum var. venulosum (Rosenst.) Croxall (synonymes : Trichomanes venulosum (Rosenst.) Copel., Crepidomanes venulosum (Rosenst.) Copel.)
- Trichomanes birmanicum Bedd. (1876) - Asie tropicale (Chine méridionale, Cambodge, Japon, Laos, Myanmar, Thaïlande, Vietnam, Corée du Sud) - Voir Vandenboschia birmanica (Bedd.) Ching (synonymes : Crepidomanes birmanicum (Bedd.) K.Iwats., Trichomanes radicans var. birmanicum (Bedd.) C.Chr. -  Synonymie signalée par l'IPNI avec Trichomanes liu-kiuense Yabe
- Trichomanes bivalve G.Forst. (1786) - Voir Hymenophyllum bivalve (G.Forst.) Sw.
- Trichomanes blepharistomum Copel. (1933) - Philippines - Voir Crepidomanes thysanostomum (Makino) Ebihara & K.Iwats. (synonymes : Nesopteris blepharistoma (Copel.) Tagawa, Nesopteris thysanostoma  var. blepharistoma (Copel.) Seriz.)
- Trichomanes blumei Hassk. (1857) -  Voir Hymenophyllum digitatum (Sw.) Fosberg (synonyme : Trichomanes digitatum Sw.)
- Trichomanes bojeri Hook. & Grev. (1829) - Voir Didymoglossum cuspidatum (Willd.) Ebihara & Dubuisson (synonyme : Trichomanes cuspidatum Willd.)
- Trichomanes bonapartei C.Chr. (1920) - Madagascar - Voir Crepidomanes bonapartei (C.Chr.) J.P.Roux
- Trichomanes bonincola Nakai (1926) - Archipel d'Ogasawara - Voir Crepidomanes minutum (Blume) K.Iwats. (synonyme : Gonocormus bonincola (Nakai) Tagawa)
- Trichomanes boninense Koidz. (1924) - Archipel d'Ogasawara - Voir Crepidomanes boninense (Koidz.) Tagawa
- Trichomanes borbonicum Bosch (1861) - Afrique centrale et du sud, Madagascar - Voir Polyphlebium borbonicum (Bosch) Ebihara & Dubuisson (synonymes : Crepidomanes borbonicum (Bosch) J.P.Roux, Vandenboschia borbonica (Bosch) G.Kunkel)
- Trichomanes borneense Alderw. (1915) - Bornéo - Voir Cephalomanes javanicum (Blume) K.Iwats. (synonyme : Trichomanes javanicum Blume)
- Trichomanes boryanum Kunze (1847) - Polynésie - Voir Cephalomanes atrovirens subsp. boryanum (Kunze) K.Iwats. Renommage de l'homonyme Trichomanes alatum Bory - (synonymes : Trichomanes australicum Copel., Cephalomanes boryanum (Kunze) Bosch, Cephalomanes wilkesii Bosch
- Trichomanes boschianum J.W.Sturm (1861) - Amérique du Nord (États Unis) - Voir Vandenboschia boschiana (J.W.Sturm) Ebihara & K.Iwats.
- Trichomanes brachyblastos Mett. (1865) - Pérou - Voir genre Vandenboschia
- Trichomanes brachypus Kunze (1834) - Voir Trichomanes pedicellatum Desv. (synonymes : Lacostea brachypus (Kunze) Prantl, Lacostea pedicellata (Desv.) Prantl, Trichomanes subsessile Splitg.)
  - Trichomanes brachypus var. tanaicum (Hook.) Hook. & Baker (1867) - voir Trichomanes tanaicum Hook. (synonyme : Trichomanes ankersii var. tanaicum (Hook.) Sadeb.)
- Trichomanes bradei Christ (1909) - Costa Rica (Amérique centrale et du sud) - Voir  Polyphlebium diaphanum (Kunth) Ebihara & Dubuisson (synonyme : Trichomanes diaphanum Kunth)
- Trichomanes brasiliense Desv. (1827) - Voir Polyphlebium pyxidiferum (L.) Ebihara & Dubuisson (synonymes : Trichomanes schiedeanum var. brazilianum (Desv.) Fée, Trichomanes pyxidiferum  var. brasiliense (Desv.) Luetzelb.
- Trichomanes braunii Bosch (1856) - Java - Voir Hymenophyllum pallidum (Blume) Ebihara & K.Iwats.
- Trichomanes brevipes (C.Presl) Baker (1867) - Philippines, Bornéo - Voir Crepidomanes brevipes (C.Presl) Copel. (synonymes : Didymoglossum brevipes C.Presl, Trichomanes melanorhizon Hook. Didymoglossum anomalum Bosch ; signalé par l'IPNI comme synonyme possible de Trichomanes bilabiatum Nees & Blume)
- Trichomanes brevisetum R.Br. (1813) - Voir Vandenboschia radicans (Sw.) Copel. (synonyme : Trichomanes radicans Sw.)
- Trichomanes brooksii Copel. (1917) - Bornéo - Voir genre Crepidomanes subgen. Crepidomanes section Gonocormus
- Trichomanes bucinatum Mickel & Beitel (1988) - Oaxaca (Mexique) - Voir genre Didymoglossum subgen. Didymoglossum
- Trichomanes caespifrons C.Chr. (1936) - Fidji - Voir genre Abrodictyum
- Trichomanes caespitosum (Gaudich.) Hook. (1846) - Sud de l'Amérique du Sud, Malouines - Voir Hymenophyllum caespitosum Gaudich. (synonyme Serpyllopsis caespitosa var. typica C.Chr.)
  - Trichomanes caespitosum var. elongatum Hook. (1845) - Chili - Voir Hymenophyllum caespitosum Gaudich. (synonyme : Serpyllopsis caespitosa var. elongata C.Chr.)
- Trichomanes caluffii C.Sánchez (2001) - Cuba, Caraïbe - Voir genre Didymoglossum
- Trichomanes calvescens Bosch (1863) - Nouvelle-Galles du Sud - Voir Hymenophyllum digitatum (Sw.) Fosberg (synonyme : Trichomanes digitatum var. calvescens (Bosch) Domin)
- Trichomanes calyculatum (Copel.) C.V.Morton (1968) - Sud-est de la Polynésie - Voir Callistopteris calyculata Copel.
- Trichomanes campanulatum Roxb. (1829) - Chittagong - Voir Crepidomanes campanulatum (Roxb.) Panigrahi & Sarn.Singh
- Trichomanes canariense L. (1753) - Voir Davallia canariensis (L.) Sm. (Davalliacée)
- Trichomanes capillaceum L. (1753) - Caraïbe, Amérique tropicale - Voir Polyphlebium capillaceum (L.) Ebihara & Dubuisson (synonymes : Vandenboschia capillacea (L.) Copel., Trichomanes tenellum Hedw., Trichomanes schiedeanum Müll.Berol ; l'index Tropicos signale cette espèce comme synonyme de Trichomanes angustatum Carmich., Trichomanes angustissimum C.Presl et Trichomanes schiedeanum Müll.Berol.)
  - Trichomanes capillaceum var. cocos (Christ) L.D.Gómez (1975) - Îles Cocos, Costa Rica (Amérique centrale) - Voir Polyphlebium capillaceum (L.) Ebihara & Dubuisson (synonyme : Trichomanes cocos Christ)
  - Trichomanes capillaceum var. subclavatum Christ (1901) - Costa Rica (Amérique centrale et du sud) - Voir Polyphlebium capillaceum (L.) Ebihara & Dubuisson
- Trichomanes capillatum Taschner (1843) - Voir Crepidomanes bipunctatum (Poir.) Copel. (synonymes : Didymoglossum anomalum Bosch, Didymoglossum bipunctatum (Poir.) E.Fourn., Hymenophyllum filicula Bory ex Willd., Taschneria filicula (Bory ex Willd.) C.Presl, Trichomanes bipunctatum Poir., Trichomanes dilatatum Kuhn (non G.Forst.), Trichomanes filicula (Bory ex Willd.) Bory)
- Trichomanes cartilagineum Vieill. & Pancher (1861) - Polynésie - Voir Abrodictyum dentatum (Bosch) Ebihara & K.Iwats.
- Trichomanes caruifolium Roxb. (1844) - Île du Prince-de-Galles - Voir Vandenboschia sp ? Espèce absente de l'index Tropicos et chez C.V.Morton
- Trichomanes caudatum Brack. (1854) - Nouvelle-Galles du Sud, Queensland, Polynésie (Tahiti) - Voir Abrodictyum caudatum (Brack.) Ebihara & K.Iwats. (synonymes : Cephalomanes caudatum (Brack.) Bostock, Macroglena caudata (Brack.) Copel., Trichomanes milnei Bosch)
- Trichomanes cavifolium Müll.Berol. (1854) - Mexique - Voir Polyphlebium pyxidiferum (L.) Ebihara & Dubuisson (synonyme : Trichomanes pyxidiferum L.)
- Trichomanes cellulosum Klotzsch (1844) - Bassin amazonien - Voir Abrodictyum cellulosum (Klotzsch) Ebihara & Dubuisson (synonymes : Cephalomanes gemmatum (J.Sm.) K.Iwats., Selenodesmium cellulosum (Klotzsch) Á.Löve & D.Löve, Trichomanes filiforme J.W.Sturm,  Trichomanes foeniculaceum Hook., Trichomanes gemmatum J.Sm. ex Hook. & Baker)
- Trichomanes chaerophylloides Poir. (1808) - Voir Davallia chaerophylloides (Poir.) Steud.
- Trichomanes chamaedrys Taton (1946) - Congo - Voir Didymoglossum chamaedrys (Taton) J.P.Roux (synonyme : Crepidomanes chamaedrys (Taton) G.Kunkel)
- Trichomanes chevalieri Christ (1908) - Afrique occidentale tropicale (Obangi) - Voir Crepidomanes chevalieri (Christ) Ebihara & Dubuisson
- Trichomanes chinense L. (1753) - Voir Sphenomeris chinensis (L.) Maxon
- Trichomanes christii Copel. (1906) - Malaisie, Luzon, Bornéo - Voir Crepidomanes christii (Copel.) Copel. (synonymes : Trichomanes microlirion Copel., Trichomanes recedens Rosenst.) (Nb : Trichomanes rosenstockii Alderw. bien que signalé comme synonyme par l'IPNI, est synonyme de Cephalomanes singaporianum Bosch).
- Trichomanes ciliatum Sw. (1788) - Jamaïque - Voir Hymenophyllum ciliatum (Sw.) Sw.
- Trichomanes clarenceanum F.Ballard (1937) - Voir Crepidomanes clarenceanum (F.Ballard) Pic.Serm.
- Trichomanes clathratum Tagawa (1939) - Taïwan - Voir Abrodictyum clathratum (Tagawa) Ebihara & K.Iwats.
- Trichomanes clavatum Sw. (1788) - Jamaïque (Caraïbe et Amérique du Sud) - Voir Hymenophyllum polyanthos (Sw.) Sw. (synonymes : Hymenophyllum breutelii (C.Presl) Bosch, Hymenophyllum grevilleanum C.Presl, Mecodium polyanthos (Sw.) Copel., Trichomanes polyanthos Sw.)
- Trichomanes cochinchinense Poir. (1808) - Voir Lygodium scandens (L.) Sw.
- Trichomanes cocos Christ (1904) - Îles Cocos, Costa Rica (Amérique centrale) - Voir Polyphlebium capillaceum (L.) Ebihara & Dubuisson (synonyme : Trichomanes capillaceum var. cocos (Christ) L.D.Gómez)
- Trichomanes colensoi Hook.f. in Hook. (1854) - Nouvelle-Zélande - Voir Polyphlebium colensoi (Hook.f.) Ebihara & Dubuisson (synonyme : Vandenboschia colensoi (Hook.f) Copel.
- Trichomanes collariatum Bosch (1859) - Amérique tropicale - Voir Vandenboschia collariata (Bosch) Ebihara & Iwats.
  - Trichomanes collariatum var. alvaradoi A.Rojas (2004) - Costa Rica (Amérique centrale et du sud) - Voir Vandenboschia collariata (Bosch) Ebihara & Iwats.
- Trichomanes compactum Alderw. (1924) - Nouvelle-Guinée - Voir genre Abrodictyum subgen. Abrodictyum
- Trichomanes compressum Desv. (1811) - Inde - Voir Abrodictyum rigidum (Sw.) Ebihara & Dubuisson (synonymes : Trichomanes bifidum Vent. ex Willd., Trichomanes daucoides C.Presl, Trichomanes dregei Bosch, Trichomanes firmulum C.Presl, Trichomanes krugii Christ, Trichomanes mandioccanum Raddi, Trichomanes marginatum Mett., Trichomanes rigidum Sw.)
- Trichomanes concinnum Mett. (1868) - Tahiti. - Voir genre Crepidomanes subgen. Crepidomanes section Crepidium
- Trichomanes contiguum G.Forst. (1786) - Voir Davallia contigua (G.Forst.) Spreng.
- Trichomanes corcovadense Bosch (1859) - Brésil - Voir genre Vandenboschia
- Trichomanes cordifolium (Fée) Alston (1932) - Martinique (Caraïbe), Amérique tropicale - Voir Didymoglossum cordifolium Fée
- Trichomanes coriaceum Kunze (1834) -  Voir Trichomanes arbuscula Desv. (synonymes : Ptilophyllum bancroftii (Hook. & Grev.) Prantl, Trichomanes bancroftii Hook. & grev., Trichomanes polyphlebius V.Marcano, Trigonophyllum arbusculum (Desv.) Pic.Serm.)
- Trichomanes cormophyllum Kaulf. (1824) - Voir Cyathea capensis Sm.
- Trichomanes cornutum C.Chr. (1920) - Voir Trichomanes boivini Bosch
- Trichomanes corticola Bedd. (1863) - Voir Hymenophyllum corticola Hook. (synonyme : Trichomanes digitatum var. corticola (Hook.) Domin)
- Trichomanes craspedoneurum Copel. (1912) - Philippines - Voir genre Didymoglossum subgen. microgonium
- Trichomanes crassum Copel. (1933) - Philippines - Voir Cephalomanes crassum (Copel) M.G.Price
- Trichomanes crispulum Bosch (1863) - Caraïbe - Voir Didymoglossum crispulum (Bosch) Fée
- Trichomanes crispum Mett. (1851) - Amérique du sud tropical (Amazonie péruvienne et vénésuélienne, Surinam - Voir Trichomanes vandenboschii P.G.Windisch - Homonyme de Trichomanes crispum L. remplacé illégalement par Trichomanes undulatum Bosch puis par Trichomanes vandenboschii P.G. Windisch
  - Trichomanes crispum f. remotum (Fée) Domin (1929) - Guadeloupe - Voir Trichomanes crispum  var. remotum Fée
  - Trichomanes crispum subsp. pellucens (Kunze) Hassl. (1928) - Amérique tropicale - Voir Trichomanes pellucens Kunze
  - Trichomanes crispum var. plumosa Hieron. (1906) - Voir Trichomanes plumosum Kunze
  - Trichomanes crispum var. procerum (Fée) Jenman (1898) - Voir genre Hymenophyllum subgen. Sphaerocionium (synonymes : Trichomanes procerum Fée, Trichomanes accedens var. procerum (Fée) Domin)
  - Trichomanes cristatum var. crispum (L.) Vareschi (1969) - Amérique tropicale - Voir Trichomanes crispum L.
- Trichomanes cultratum Baker (1879) - Fidji - Voir genre Didymoglossum subgen. Didymoglossum (synonyme : Microgonium cultratum (Baker) Copel.)
- Trichomanes cumingii (C.Presl) C.Chr. (1905) - Philippines, Moluques - Voir Abrodictyum cumingii C.Presl (synonyme : Trichomanes smithii Hook.)
- Trichomanes cuneatum Christ (1907) - Nouvelle-Calédonie - Voir Hymenophyllum francii (Christ) Ebihara & K.Iwats
- Trichomanes cuneiforme G.Forst. (1786) - Voir Odontosoria chinensis
- Trichomanes cupressifolium Hayata (1914) - Taïwan - Voir Crepidomanes schmidtianum var. latifrons (Bosch) K.Iwats. (synonyme : Trichomanes latifrons Bosch)
- Trichomanes cupressoides Desv. (1827) - Comores, Madagascar, Mascareignes, Séchelles, Queensland. - Voir Abrodictyum cupressoides (Desv.) Ebihara & Dubuisson (synonyme :  Didymoglossum cupressoides Hassk - synonymes possibles signalés par l'IPNI et non retenus : Trichomanes obscurum Blume, Trichomanes setaceum Bosch)
- Trichomanes curtii Rosenst. (1925) - Costa Rica (Amérique centrale et du sud) - Voir Didymoglossum curtii (Rosenst.) Pic.Serm.
- Trichomanes curvatum J.Sm. (1841) - Philippines, Nouvelle-Guinée - Voir Cephalomanes atrovirens (Blume) Bosch (synonyme : Trichomanes javanicum Blume)
- Trichomanes cuspidatum Willd. (1810) - Afrique tropicale, Madagascar - Voir Didymoglossum cuspidatum (Willd.) Ebihara & Dubuisson (synonymes : Hemiphlebium cuspidatum (Willd.) Prantl, Microgonium cuspidatum (Willd.) C.Presl, Trichomanes bojeri Hook. & Grev., Trichomanes adianthinum Bory)
  - Trichomanes cuspidatum var. densestriatum C.Chr. (1920) - Madagascar - Voir Didymoglossum cuspidatum var. densestriatum (C.Chr.) J.P.Roux
- Trichomanes cyrtotheca Hillebr. (1888) - Hawaï, Amérique du Nord (États Unis) - Voir Vandenboschia cyrtotheca (Hillber.) Copel.
- Trichomanes cystoseiroides Christ (1934) - Vietnam, Laos - Voir Vandenboschia cystoseiroides (Christ ex Tardieu & C.Chr.) Ching in Chien & Chun
- Trichomanes daucoides C.Presl (1849) - Inde - Voir Abrodictyum rigidum (Sw.) Ebihara & Dubuisson (synonymes : Trichomanes bifidum Vent. ex Willd., Trichomanes daucoides C.Presl, Trichomanes dregei Bosch, Trichomanes firmulum C.Presl, Trichomanes krugii Christ, Trichomanes mandioccanum Raddi, Trichomanes marginatum Mett., Trichomanes rigidum Sw.)
- Trichomanes davallioides Gaudich. (1827) - Hawaï, Fidji, Amérique du Nord (États Unis) - Voir Vandenboschia davallioides (Gaudich.) Copel. (synonyme : Trichomanes sandwicense Bosch)
- Trichomanes debile Bosch (1861) - Venezuela. - Voir Polyphlebium pyxidiferum (L.) Ebihara & Dubuisson. (synonyme : Trichomanes pyxidiferum var. debile (Bosch) Sodiro)
- Trichomanes decurrens (Jacq.) Poir. (1808) - Jamaïque - Voir Hymenophyllum decurrens (Jacq.) Sw. (synonymes : Adiantum decurrens Jacq., Hymenophyllum schomburgkii C.Presl)
- Trichomanes delicatulum Kurz (1870) - Îles Andaman - Voir Didymoglossum motleyi (Bosch) Ebihara & K.Iwats.
- Trichomanes delicatum Bosch (1861) - Équateur - Voir Trichomanes alatum  subsp. delicatum Domin
- Trichomanes demissum G.Forst. (1786) -  - Voir Hymenophyllum demissum (G.Forst.) Sw.
- Trichomanes densinervium Copel. (1911) - Nouvelle-Guinée - Voir  Cephalomanes densinervium (Copel.) Copel.
- Trichomanes dentatum Bosch (1861) - Polynésie - Voir Abrodictyum dentatum (Bosch) Ebihara & K.Iwats. (synonymes : Trichomanes cartilagineum Vieill. & Pancher, Trichomanes platyderon E.Fourn, Trichomanes seemanni Carr.)
- Trichomanes denticulatum (Sw.) Poir. (1808) - Asie tropicale (Chine, Taïlande), Java - Voir Hymenophyllum denticulatum Sw. (synonymes : Didymoglossum denticulatum (Sw.) Hassk., Leptocionium denticulatum (Sw.) Bosch, Meringium denticulatum (Sw.) Copel.
- Trichomanes denticulatum (Burm.f.) Houtt. (1783) - Voir Davallia denticulata (Burm.f.) Mett.
- Trichomanes depauperatum Bory (1828) - Voir Crepidomanes humile (G.Forst.) Bosch (synonyme : Trichomanes humile G.Forst.)
- Trichomanes diaphanum Kunth (1816) - Voir Polyphlebium diaphanum (Kunth) Ebihara & Dubuisson
  - Trichomanes diaphanum f. furcata Hahne (1904) - Colombie - Voir Polyphlebium diaphanum (Kunth) Ebihara & Dubuisson
  - Trichomanes diaphanum var. eximina (Kunze) Hieron. (1904) - Voir Polyphlebium pyxidiferum (L.) Ebihara & Dubuisson (synonyme : Trichomanes eximium Kunze)
  - Trichomanes diaphanum var. lechleri (Bosch) Hieron. (1906) - Voir Polyphlebium diaphanum (Kunth) Ebihara & Dubuisson (synonyme : Trichomanes lechleri Bosch)
  - Trichomanes diaphanum var. subalata Rosenst. (1909) - Équateur (Amérique centrale et du sud) - Voir Polyphlebium diaphanum (Kunth) Ebihara & Dubuisson
- Trichomanes dichotomum Kunze (1847) - Java, Îles de la Société - voir genre Hymenophyllum subgen. Sphaerocionium (synonyme : Microtrichomanes dichotomum (Kunze) Copel.)
- Trichomanes dichotomum Phil. (1856) - Voir Polyphlebium philippianum (J.W.Sturm) Ebihara & Dubuisson. Cet homonyme de Trichomanes dichotomum Kunze a été renommé Trichomanes philippianum par J.W.Sturm.
- Trichomanes diffusum Blume (1828) - Java, Philippines - Voir Crepidomanes minutum (Blume) K.Iwats. (synonymes : Gonocormus diffusus (Blume) Bosch, Sphaerocionium diffusum (Blume) Hassk.)
- Trichomanes digitatum Sw. (1806) - Voir Hymenophyllum digitatum (Sw.) Fosberg (synonymes : Microtrichomanes digitatum (Sw.) Copel., Trichomanes blumei Hassk., Trichomanes ampliatum Mett., Trichomanes loreum Bory & Bél., Trichomanes flabellatum Bosch)
  - Trichomanes digitatum var. calvescens (Bosch) Domin (1928) - Voir Hymenophyllum digitatum (Sw.) Fosberg (synonyme : Trichomanes calvescens Bosch)
  - Trichomanes digitatum var. corticola (Hook. ex Bedd.) Domin (1928) - Voir Hymenophyllum corticola Hook. (synonyme : Tricomanes corticola Bedd.)
- Trichomanes dilatatum G.Forst. (1786) - Voir Hymenophyllum dilatatum (G.Forst.) Sw.
- Trichomanes dilatatum Kuhn (1868) - Voir Crepidomanes bipunctatum (Poir.) Copel (synonymes : Didymoglossum anomalum Bosch, Didymoglossum bipunctatum (Poir.) E.Fourn., Hymenophyllum filicula Bory ex Willd., Taschneria filicula (Bory ex Willd.) C.Presl, Trichomanes bipunctatum Poir., Trichomanes capillatum Taschner, Trichomanes dilatatum Kuhn (non G.Forst.), Trichomanes filicula (Bory ex Willd.) Bory)
- Trichomanes dimidiatum C.Presl (1843) - Voir Vandenboschia auriculata (Blume) Copel. (synonyme : Trichomanes auriculatum Blume)
- Trichomanes dissectum J.Sm. (1841) - Voir Vandenboschia auriculata (Blume) Copel. (synonyme : Trichomanes auriculatum Blume)
- Trichomanes divaricatum Poir. (1808) - Perse - Voir genre Hymenophyllum subgen. Sphaerocionium
- Trichomanes draytonianum Brack. (1854) - Hawaï - Voir Crepidomanes draytonianum (Brack.) Ebihara & K.Iwats.
- Trichomanes dregei Bosch (1859) - Afrique australe - Voir Abrodictyum rigidum (Sw.) Ebihara & Dubuisson (synonymes : Trichomanes bifidum Vent. ex Willd., Trichomanes compressum Desv., Trichomanes daucoides C.Presl, Trichomanes firmulum C.Presl, Trichomanes krugii Christ, Trichomanes mandioccanum Raddi, Trichomanes marginatum Mett., Trichomanes rigidum Sw.)
- Trichomanes dubia (R.Br.) Poir. (1817) - Voir Davalia dubia R.Br.
- Trichomanes ekmanii Wess.Boer (1962) - Amérique tropicale - Voir Didymoglossum ekmanii (Wess.Boer) Ebihara & Dubuisson
- Trichomanes elatum Desv. (1827) - Voir Trichomanes plumosum Kunze
- Trichomanes elatum G.Forst. (1786) - Voir Davallia denticulata (Burm.) Mett.
- Trichomanes elatum Bosch (1861) - Voir Abrodictyum pluma (Hook.) Ebihara & K.Iwats.
- Trichomanes elegans Rudge (1805) - Voir Trichomanes diversifrons (Bory) Mett. ex. Sadeb. - Homonyme de Trichomanes elegans Rich. renommé Hymenostachys elegans C.Presl.
  - Trichomanes elegans var. weddellii Hieron. (1904) - Voir Trichomanes weddellii Bosch
- Trichomanes elongatum A.Cunn. (1837) - Nouvelle-Zélande, Nouvelle-Calédonie, Fidji. - Voir Abrodictyum elongatum (A.Cunn.) Ebihara & K.Iwats. (synonyme : Trichomanes polyodon Colenso)
- Trichomanes emarginatum Poir. (1808) - Voir Hymenophyllum dilatatum Sw.
- Trichomanes emarginatum C.Presl (1848) - Brésil - Voir Polyphlebium pyxidiferum (L.) Ebihara & Dubuisson (synonyme : Trichomanes eximium Kunze)
- Trichomanes eminens C.Presl (1843) - Voir Callistopteris apiifolia (C.Presl) Copel. (synonyme : Trichomanes apiifolium C.Presl)
- Trichomanes endlicherianum C.Presl (1848) - Polynésie, Nouvelle-Zélande - Voir Polyphlebium endlicherianum (C.Presl) Ebihara & Dubuisson
- Trichomanes englerianum Brause (1920) - Nouvelle-Guinée - Voir Abrodictyum obscurum (Blume) Ebihara & K.Iwats. (synonyme : Cephalomanes obscurum (Blume) K.Iwats., Selenodesmium obscurum (Blume) Copel., Trichomanes latipinnum Copel., Trichomanes obscurum Blume, Trichomanes papillatum Müll.Berol., Trichomanes racemulosum Bosch)
- Trichomanes epiphyllum G.Forst. (1786) - Voir Davallia denticulata (Burm.) Mett.
- Trichomanes erectum Brack. (1854) - Voir Polyphlebium endlicherianum (C.Presl) Ebihara & Dubuisson
- Trichomanes ericoides Hedw. ex. Hook. (1805) - Madagascar, La Réunion, Malaisie, Polynésie - Voir probablement Abrodictyum meifolium (Bory ex Willd.) Ebihara & K.Iwats. (synonymes : Trichomanes furcatum Kaulf., Trichomanes longisetum Bory ex Willd., Trichomanes meifolium Bory ex Willd.)
- Trichomanes erosum Willd. (1810) - Afrique occidentale tropicale - Voir Didymoglossum erosum (Willd.) J.P.Roux (synonymes : Trichomanes aerugineum Bosch)
- Trichomanes euphlebium (Bosch) Panigrahi (1975) - Voir Crepidomanes euphlebium (Bosch) R.D.Dixit & Ghosh
- Trichomanes europaeum Sm. (1817) - Voir Vandenboschia radicans (Sw.) Copel.
- Trichomanes exaltatum Brack. (1854) - Voir Callistopteris baueriana (Endl.) Copel. (synonyme : Trichomanes bauerianum Endl.)
- Trichomanes exiguum (Bedd.) Baker (1874) - Inde, Ceylan - Voir Didymoglossum exiguum (Bedd.) Copel. (synonyme : Hymenophyllum exiguum Bedd.)
- Trichomanes eximium Kunze (1847) - Voir Polyphlebium pyxidiferum (L.) Ebihara & Dubuisson (synonymes : Trichomanes emarginatum C.Presl, Trichomanes diaphanum var. eximina (Kunze) Hieron., Trichomanes pyxidiferum L.) L'index Tropicos en fait un synonyme de Trichomanes diaphanum Kunth et de Trichomanes emarginatum C.Presl alors que Christensen et l'index IPNI en font un synonyme de Trichomanes pyxidiferum L., comme Trichomanes emarginatum C.Presl
- Trichomanes exsectum Kunze (1837) - Chili du Sud, Archipel Juan Fernandez. - Voir Polyphlebium exsectum (Kunze) Ebihara & Dubuisson (synonyme : Vandenboschia exsecta (Kunze) Copel.)
- Trichomanes extravagans Copel. (1933) - Luzon - Voir genre Abrodictyum subgen. Pachychaetum
- Trichomanes falcatum Poir. (1808) - Voir famille des Davalliacées
- Trichomanes fallax Christ (1909) - Congo, Madagascar - Voir Crepidomanes fallax (Christ) Ebihara & Dubuisson (synonyme : Vandenboschia fallax (Christ) Copel.)
- Trichomanes falsivernulosum (Nishida) C.V.Morton (1968) - Voir genre Didymoglossum subgen. Microgonium (synonyme : Microgonium falsinervulosum Nishida)
- Trichomanes fargesii Christ (1905) - Chine - Voir Vandenboschia fargesii (Christ) Ching in Chien & Chun (synonyme : Crepidomanes fargesii (Christ) K.Iwats.)
- Trichomanes fastigiatum Sieber (1843) - Voir Trichomanes crispum var. fastigiata Hieron.
- Trichomanes ferrugineum E.Fourn. (1870) - Nouvelle-Calédonie - Voir genre Abrodictyum subgen. Pachychaetum
- Trichomanes filicula (Bory ex Willd.) Bory (1828) - Voir Crepidomanes bipunctatum (Poir.) Copel. (synonymes : Didymoglossum anomalum Bosch, Didymoglossum bipunctatum (Poir.) E.Fourn., Hymenophyllum filicula Bory ex Willd., Taschneria filicula (Bory ex Willd.) C.Presl, Trichomanes bipunctatum Poir., Trichomanes capillatum Taschner, Trichomanes dilatatum Kuhn (non G.Forst.))
- Trichomanes filiculoides Christ (1900) - Nouvelle-Guinée - Voir genre Cripidomanes subgen. Crepidomanes section Crepidium
- Trichomanes filiforme J.W.Sturm (1859) - Bassin amazonien - Voir Abrodictyum cellulosum (Klotzsch) Ebihara & Dubuisson (synonymes : Cephalomanes gemmatum (J.Sm.) K.Iwats., Selenodesmium cellulosum (Klotzsch) Á.Löve & D.Löve, Trichomanes cellulosum Klotzsch,  Trichomanes foeniculaceum Bory ex Willd., Trichomanes gemmatum J.Sm. ex Hook. & Baker)
- Trichomanes firmulum C.Presl (1843) - Inde, Afrique australe et tropicale, Amérique tropicale, Caraïbe - Voir Abrodictyum rigidum (Sw.) Ebihara & Dubuisson (synonymes : Trichomanes bifidum Vent. ex Willd., Trichomanes compressum Desv., Trichomanes daucoides C.Presl, Trichomanes dregei Bosch, Trichomanes krugii Christ, Trichomanes mandioccanum Raddi, Trichomanes marginatum Mett., Trichomanes rigidum Sw., Trichomanes rigidum  var. firmulum (C.Presl) Brade)
- Trichomanes flabellatum Bory (1827) - Voir Hymenophyllum sibthorpioides (Bory) Mett. (synonyme : Trichomanes sibthorpioides Bory)
- Trichomanes flabellatum Bosch (1859) - Voir Hymenophyllum digitatum (Sw.) Forsberg
- Trichomanes flabelliforme Hassk. (1857) - Java - Voir genre Hymenophyllum subgen. Sphaerocionium
- Trichomanes flabellula d'Urv. (1826) - Voir Hymenophyllum sibthorpioides (Bory) Mett. (synonyme : Trichomanes sibthorpioides Bory)
- Trichomanes flaccida (R.Br.) Poir. (1817) - Voir Davallia flacida R.Br.
- Trichomanes flaccidum G.Forst. (1786) - Voir Dennstaedtia flaccida (G.Forst.) Bernh.
- Trichomanes flavofuscum Bosch (1861) - Nouvelle-Calédonie - Voir Abrodictyum flavofuscum (Bosch) Ebihara & K.Iwats.
- Trichomanes floribundum Humb. & Bonpl. ex Willd. (1810) - voir Trichomanes pinnatum Hedw.
  - Trichomanes floribundum var. vittaria (DC. ex Poir.) Splitg. (1840) - Voir Trichomanes vittaria DC. ex Poir.
- Trichomanes foeniculaceum Bory ex Willd. (1810) - Voir Abrodictyum rigidum (Sw.) Ebihara & Dubuisson (synonymes : Trichomanes myriophyllum Desv., Trichomanes parviflorum Poir.)
- Trichomanes foersteri Rosenst. (1914) - Sumatra - Voir Cephalomanes javanicum (Blume) C.Presl (synonyme : Trichomanes javanicum Blume)
- Trichomanes fontanum Lindm. (1903) - Brésil (Amérique du Sud) - Voir Didymoglossum fontanum (Lindm.) Copel.
- Trichomanes formosanum Y.Yabe (1902) - Île Lanyu (autres dénonimantions : île Botol, île Tobaco-Xima) - Voir Crepidomanes latemarginale (D.C.Eaton) Copel. (synonyme : Trichomanes latemarginale D.C.Eaton)
- Trichomanes formosum Trevis. (1851) - Jamaïque - Mauvaise dénomination Christensen - Index filicum - p. 640
- Trichomanes foxworthyi ( Copel.) C.Chr. (1934) - Bornéo - Voir Hymenophyllum foxworthyi Copel.
- Trichomanes fragile Hedw. (1802) - Amérique du Sud - Voir Hymenophyllum fragile (Hedw.) C.V.Morton (synonyme : Sphaerocionium fragile (Hedw.) Pic.Serm.)
- Trichomanes francii Christ (1907) - Nouvelle-Calédonie - Voir Hymenophyllum francii (Christ) Ebihara & K.Iwats
- Trichomanes frappieri Cordem. (1890) - La Réunion - Voir Crepidomanes frappieri (Cordem.) J.P.Roux
- Trichomanes fraseri Jenman (1896) - Caraïbe, Grenade - Voir genre Didymoglossum subgen. Didymoglossum
- Trichomanes friedrichsthalii Trevis. (1851) - Guatemala - Mauvaise dénomination Christensen - Index filicum - p. 640
- Trichomanes frondosum Fée (1869) - Voir Vandenboschia rupestris (Raddi) Ebihara & K.Iwats. (synonyme : Trichomanes rupestre  var. frondosum (Fée) Luetzelb.)
- Trichomanes fruticulosum Jenman (1894) - Guyana - Voir genre Didymoglossum subgen. Didymoglossum
- Trichomanes fucoides Sw. (1788) - Jamaïque (Caraïbe et Amérique du Sud) - Voir Hymenophyllum fucoides (Sw.) Sw.
- Trichomanes fulgens C.Chr. (1920) - Seychelles - Voir Didymoglossum fulgens (C.Chr.) J.P.Roux
- Trichomanes fulvum Klotzsch (1859) - Voir Polyphlebium angustatum (Carmich.) Ebihara & Dubuisson (synonymes : Trichomanes angustatum Carmich, Trichomanes tenerum Spreng., Vandenboschia tenera (Spreng.) Copel.)
- Trichomanes fumarioides (Sw.) Poir. (1808) - Voir Odontosoria fumarioides (Sw.) J.Sm. (synonymes : Davallia fumarioides Sw., Lomaria fumarioides (Sw.) Christ, Stenoloma fumarioides (Sw.) Fée)
- Trichomanes furcatum Kaulf. (1818) - Madagascar, La Réunion, Malaisie, Polynésie - Voir Abrodictyum meifolium (Bory ex Willd.) Ebihara & K.Iwats. (synonymes : Trichomanes ericoides Hedw., Trichomanes meifolium Bory)
- Trichomanes fusco-glaucescens Hook. (1841) - Voir Hymenophyllum pallidum (Blume) Ebihara & K.Iwats. (synonyme : Trichomanes pallidum Blume)
- Trichomanes fuscum Blume (1828) - Malaisie - Voir Hymenophyllum fuscum (Blume) Bosch (synonymes : Amphipterum fuscum (Blume) C.Presl, Didymoglossum fuscum (Blume) Hassk., Hymenophyllum dipteroneuron A.Br. ex Kunze)
- Trichomanes gemmatum J.Sm. ex Hook. & Baker (1867) - Amérique du Sud amazonienne - Voir Abrodictyum cellulosum (Klotzsch) Ebihara & Dubuisson (synonymes : Cephalomanes gemmatum (J.Sm.) K.Iwats., Selenodesmium cellulosum (Klotzsch) Á.Löve & D.Löve, Trichomanes filiforme J.W.Sturm, Trichomanes cellulosum Klotzsch)
- Trichomanes gemmatum J.Sm. (1841) - Malaisie - Voir Abrodictyum idoneum (C.V.Morton) Ebihara & Dubuisson (synonyme : Trichomanes bifidum C.Presl)
- Trichomanes gibberosum G.Forst. (1786) - Voir Asplenium gibberosum (G.Forst.) Mett.
- Trichomanes giesenhagenii C.Chr. (1906) - Anjouan (Comores) - Voir genre Didymoglossum subgen. Didymoglossum - Le nom de cette espèce résulte du renommage de l'homonyme Trichomanes microphyllum Giesenh.
- Trichomanes giganteum Bory (1810) - Voir Vandenboschia gigantea (Bory) Ebihara & K.Iwats.
- Trichomanes glaucescens Bosch (1856) - Voir Hymenophyllum pallidum (Blume) Ebihara & K.Iwats. (synonyme : Trichomanes pallidum Blume)
- Trichomanes glaucofuscum Hook. (1835) - Voir Hymenophyllum pallidum (Blume) Ebihara & K.Iwats. (synonyme : Trichomanes pallidum Blume)
- Trichomanes godmanii Hook. ex Baker (1866) - Cuba, Costa Rica, Guatemala, Panama (Amérique centrale) - Voir Didymoglossum godmanii (Hook. ex Baker) Ebihara & Dubuisson (synonyme : Microgonium godmanii (Hook. ex Baker) Pic.Serm.)
- Trichomanes goebelianum Giesenh. (1892) - Venezuela - Voir genre Didymoglossum subgen. Didymoglossum
- Trichomanes goetzii Hieron. (1900) - Afrique centrale - Voir genre Polyphlebium
- Trichomanes gourlianum Grev. ex J.Sm. (1854) - Panama (Amérique centrale) - Voir Didymoglossum gourlianum (Grev. ex J.Sm.) Pic.Serm.
- Trichomanes gracile Bosch (1861) - Java - Voir genre Crepidomanes subgen. Crepidomanes section Gonocormus
- Trichomanes gracillimum Copel. (1933) - Luzon - Voir Crepidomanes humile (G.Forst.) Bosch
- Trichomanes grande Copel. (1911) - Philippines, Bornéo, Nouvelle-Guinée - Voir Crepidomanes grande (Copel.) Ebihara & K.Iwats. (synonymes : Cephalomanes grande (Copel.) K.Iwats., Nesopteris grandis (Copel.) Copel., Trichomanes millefolium C.Presl (pour partie), Trichomanes preslianum Nakai)
- Trichomanes griffithii (Bosch) Panigrahi (1975) - Voir Crepidomanes griffithii (Bosch) R.D.Dixit & Ghosh (synonyme : Didymoglossum griffithii Bosch)
- Trichomanes guineense Afzel. ex Sw. (1801) - Afrique occidentale tropicale - Voir Abrodictyum guineense (Afzel. ex Sw.) J.P.Roux (synonymes : Trichomanes batrachoglossum Copel., Trichomanes hartii Baker, Trichomanes latisectum Christ)
- Trichomanes haenkeanum C.Presl (1843) - Voir Trichomanes crispum var. haenkeanum (C.Presl) C.Chr.
- Trichomanes hartii Baker (1882) - Sierra Leone, Gabon - Voir Abrodictyum guineense (Afzel. ex Sw.) J.P.Roux (synonymes : Trichomanes batrachoglossum Copel., Trichomanes guineense Afzel. ex Sw., Trichomanes latisectum Christ)
- Trichomanes harveyi Carrière (1873) - Voir Crepidomanes intermedium (Bosch) Ebihara & K.Iwats. (synonyme : Trichomanes intermedium Bosch)
- Trichomanes haughtii C.V.Morton (1944) - Colombie - Voir genre Polyphlebium
- Trichomanes henzaianum Parish ex Hook. (1860) - Myanmar (Moulmein, Pégou) - Voir genre Didymoglossum subgen. Didymoglossum (synonyme : Microgonium henzaianum (Parish ex Hook.) Copel.)
- Trichomanes henzaiense Bedd. (1866) - Voir Didymoglossum motleyi (Bosch) Ebihara & K.Iwats. (synonyme : Trichomanes motleyi Bosch)
- Trichomanes herzogii Rosenst. (1913) - Bolivie - Voir genre Polyphlebium (synonyme : Vandenboschia herzogii (Rosenst.) Copel.)
- Trichomanes heterophyllum Humb. & Bonpl. ex Willd. (1810) - Amérique tropicale - Voir Trichomanes humboldtii Lellinger - Homonyme illégal de Trichomanes heterophyllum Poir. renommé Trichomanes humboldtii par Lellinger (synonymes : Feea heterophylla (Humb. & Bonpl. ex Willd.) Copel., Feea humboldtii Bosch, Homoeotes heterophylla (Humb. & Bonpl. ex Willd.) C.Presl, Ptilophyllum heterophyllum (Humb. & Bonpl. ex Willd.) Prantl)
- Trichomanes hibernicum Spreng. (1827) - Voir Vandenboschia radicans (Sw.) Copel. (synonyme : Trichomanes radicans Sw.)
- Trichomanes hieronymi Brause (1912) - Nouvelle-Guinée - Voir Hymenophyllum hieronymi (Brause) C.Chr.
- Trichomanes hildebrandtii Kuhn (1879) - Anjouan (Comores) - Voir Didymoglossum hildebrandtii (Kuhn) Ebihara & Dubuisson
- Trichomanes hirsutum L. (1753) - Amérique, Afrique tropicale - Voir Hymenophyllum hirsutum (L.) Sw.
- Trichomanes hirtellum (Sw.) Poir. (1808) - Voir Hymenophyllum hirtellum Sw.
- Trichomanes hispidulum Mett. (1868) - Bornéo, Perak (Malaisie) - Voir Callistopteris superba (Backh. ex T.Moore) Ebihara & K.Iwats (synonyme : Trichomanes superbum Backh.)
- Trichomanes hispidum Poir. (1808) - Voir Hymenophyllum hirsutum (L.) Sw.
- Trichomanes hookeri C.Presl (1843) - Amérique tropicale - Voir Didymoglossum wesselsboeri Ebihara & Dubuisson (synonymes : Microgonium hookeri (C.Presl.) C.Presl, Microgonium berteroanum C.Presl, Hemiphlebium hookeri (C.Presl) Prantl)
  - Trichomanes hookeri var. cordifolium (Fée) Bonap (1918) - Voir Didymoglossum cordifolium Fée
  - Trichomanes hookeri var. major (Jenman) Domin (1929) - Voir Didymoglossum cordifolium Fée (synonyme : Trichomanes muscoides var. major Jenman)
  - Trichomanes hookeri var. minor (Jenman) Domin (1929) - Voir Didymoglossum cordifolium Fée (synonyme : Trichomanes muscoides var. minor Jenman)
- Trichomanes hosei Baker (1886) - Bornéo - Voir genre Hymenophyllum subgen. Hymenophyllum
- Trichomanes humile G.Forst. (1786) - Java, Taïwan, Nouvelle-Guinée, Polynésie - Voir Crepidomanes humile (G.Forst.) Bosch (synonyme : Didymoglossum humile (G.Forst.) C.Presl)
- Trichomanes hygrometricum Poir. (1808) - Voir Hymenophyllum hygrometricum (Poir.) Desv.
- Trichomanes hymenoides Hedw. (1799) - Amérique tropicale - Voir Didymoglossum hymenoides (Hedw.) Copel. (synonymes : Didymoglossum muscoides (Sw.) Desv., Trichomanes apodum Hook. et Grev., Trichomanes muscoides Sw.)
  - Trichomanes hymenoides f. genuina Rosenst. (1906) - Brésil (Amérique du Sud) - Voir Didymoglossum hymenoides (Hedw.) Copel.
  - Trichomanes hymenoides f. pabstiana (Müll.Berol.) Rosenst. (1906) - Brésil - Voir Didymoglossum pabstianum (Müll.Berol) Bosch. (synonyme : Trichomanes pabstianum Müll.Berol.)
  - Trichomanes hymenoides f. pseudoreptans Rosenst. (1906) - Brésil - Voir Didymoglossum hymenoides (Hedw.) Copel. (synonyme : Trichomanes pseudo-reptans (Rosenst.) Sehnem)
  - Trichomanes hymenoides f. socialis (Fée) Rosenst. (1906) - Voir Didymoglossum sociale Fée
  - Trichomanes hymenoides var. pseudoreptans Rosenst. (1906) - Brésil (Amérique du Sud) - Voir Didymoglossum hymenoides (Hedw.) Copel. (synonyme : Trichomanes pseudoreptans (Rosenst.) Sehnem)
- Trichomanes hymenophylloides Bosch (1863) - St. Vincent et les Grenadines, Amérique tropicale, Afrique - Voir Polyphlebium hymenophylloides (Bosch) Ebihara & Dubuisson (synonymes : Vandenboschia hymenophylloides (Bosch) Copel., Trichomanes pyxidiferum Hook. & Grev. - homonyme, (non L.) -, Trichomanes leptophyllum Bosch)
- Trichomanes hypnoides Christ (1905) - Mexique (Amérique du Nord) - Voir Polyphlebium capillaceum (L.) Ebihara & Dubuisson (synonyme : Trichomanes capillaceum L.)
- Trichomanes idoneum C.V.Morton (1973) - Voir Abrodictyum idoneum (C.V.Morton) Ebihara & K.Iwats. (synonyme : Trichomanes bifidum C.Presl)
- Trichomanes ignobile Ces. (1876) - Bornéo - Voir Callistopteris superba (Backh. ex T.Moore) Ebihara & K.Iwats. (synonyme : Trichomanes superbum Backh. ex T.Moore)
- Trichomanes inaequale Poir. (1808) - Voir Hymenophyllum inaequale (Poir.) Desv.
- Trichomanes incisum Thunb. (1800) - Voir genre Cyathea
- Trichomanes incisum Kaulf. (1824) - Dominique - Voir Didymoglossum krausii (Hook. & Grev.) C.Presl : le nom Trichomanes kraussi résulte du nouveau nom dû à l'homonymie avec Trichomanes incisum Thunb. (synonymes : Trichomanes kraussi Hook. & Grev., Trichomanes polypodioides var. incisum Farw.)
- Trichomanes indicum C.A.Hameed & Madhus.) C.A.Hameed, K.P.Rajesh & Madhus. (2003) - Inde (Kerala) - Voir Crepidomanes indicum C.A.Hameed & Madhus. (synonyme possible : Crepidomanes kurzii (Bedd.) Tagawa & K.Iwats.)
- Trichomanes indicum S.R.Ghosh (2004) - Arunachal Pradesh (Est Himalaya) - Voir Vandenboschia maxima (Blume) Copel.
- Trichomanes inerme Bosch (1913) - Java, Luzon - Voir Hymenophyllum nitidulum (Bosch) Ebihara & K.Iwats. (synonyme : Trichomanes nitidulum Bosch)
- Trichomanes infundibulare Alderw. (1924) - Nouvelle-Guinée - Voir genre Cephalomanes
- Trichomanes ingae C.Chr. (1920) - Juan Fernandez. - Voir Polyphlebium ingae (C.Chr.) Ebihara & Dubuisson (synonyme : Vandenboschia ingae (C.Chr.) Copel.)
- Trichomanes inopinatum (Pic.Serm.) J.E.Burrows (1990) - Voir Crepidomanes inopinatum (Pic.serm.) J.P.Roux (synonyme : Vandenboschia inopinata Pic.Serm.)
  - Trichomanes inopinatum var. majus (Taton) Kornás (1994) - Voir Crepidomanes inopinatum var. majus (Taton) J.P.Roux
- Trichomanes insigne (Bosch) Bedd. (1868) - Inde, Chine, Tonkin. - Voir Crepidomanes insigne (Bosch) Fu (synonymes : Trichomanes bipunctatum var. insigne (Bosch) Bedd., Didymoglossum insigne Bosch)
- Trichomanes intermedium Kaulf. (1824) - Voir Crepidomanes intermedium (Bosch) Ebihara & K.Iwats.
- Trichomanes intramarginale Hook. & Grev. (1831) - Ceylan - Voir Crepidomanes intramarginale (Hook. & Grev.) C.Presl
- Trichomanes intricatum Farrar (1992) - États Unis - Voir genre Crepidomanes - Espèce génétiquement presque identique à Crepidomanes schmidtianum (Zenker ex Taschn.) K.Iwats. [10].
- Trichomanes japonicum Poir. (1808) - Homonyme non reclassé
- Trichomanes japonicum Franch. & Sav. (1879) - Voir Vandenboschia orientalis (C.Chr.) Ching (synonyme : Trichomanes orientale C.Chr.)
- Trichomanes japonicum Thunb. (1784) - Japon - Voir genre Onychium
  - Trichomanes japonicum var. abbreviatum Christ (1899) - Japon - Voir Vandenboschia radicans var. abbreviata (Christ) Sa.Kurata
  - Trichomanes japonicum var. angustatum Christ (1899) - Voir Vandenboschia radicans var. angustata (Christ) K. Iwats. (synonyme : Lacosteopsis orientalis var. abbrieviata (Christ) Nakaike)
  - Trichomanes japonicum var. formosanum Christ (1910) - Chine, Taïwan - Voir Vandenboschia maxima (Blume) Copel. (synonymes : Crepidomanes maxima (Blume) K.Iwats., Lacosteopsis maxima (Blume) Nakaike, Trichomanes maximum Blume, Trichomanes maximum var. minus Blume)
  - Trichomanes japonicum var. oshimense Christ (1901) - Nansei-shoto (Asie de l'Est et tempérée) - Voir Vandenboschia oshimensis (Christ) Ebihara
- Trichomanes javanicum Blume (1828) - Indonésie - Voir Cephalomanes javanicum (Blume) K.Iwats.
- Trichomanes johnstonense F.M.Bailey (1885) - Queensland - Voir Vandenboschia johnstonensis (F.M.Bailey) Copel.
- Trichomanes junceum Christ (1904) - Costa Rica (Amérique tropicale, centrale et du sud) - Voir Polyphlebium pyxidiferum (L.) Ebihara & Dubuisson (synonyme : Trichomanes pyxidiferum L.)
- Trichomanes jungermannioides E.Fourn. (1873) - Nouvelle-Calédonie - Voir Polyphlebium vieillardii (Bosch) Ebihara & K.Iwats. (synonyme : Trichomanes vieillardii Bosch)
- Trichomanes kalamocarpum Hayata (1915) - Taïwan - Voir Vandenboschia kalamocarpa (Hayata) Ebihara
- Trichomanes kapplerianum J.W.Sturm (1859) - Brésil - Voir Didymoglossum kapplerianum (J.W.Sturm) Ebihara & Dubuisson (synonyme : Microgonium kapplerianum (Sturm) Pic.Serm.)
- Trichomanes kingii Copel. (1911) - Nouvelle-Guinée - Voir genre Cephalomanes
- Trichomanes kirkii Hook. (1867) - Mayotte, Comores - Voir Didymoglossum kirkii (Hook.) Ebihara & Dubuisson
  - Trichomanes krausii var. crispatum Sodiro (1890) - Équateur (Amérique centrale et du sud) - Voir Didymoglossum melanopus (Baker) Copel. (synonyme : Trichomanes melanopus Baker)
- Trichomanes krausii Hook. & Grev. (1829) - Amérique tropicale, Floride - Voir Didymoglossum krausii (Hook. & Grev.) C.Presl (synonymes : Hemiphlebium krausii (Hook. & Grev.) Prantl, Trichomanes incisum Kaulf[11]. - l'index IPNI signale aussi comme synonyme possible : Didymoglossum fructuosum Fée, Trichomanes acrocarpon Fée)
- Trichomanes krugii Christ (1897) - Caraïbe - Voir Abrodictyum rigidum (Sw.) Ebihara & Dubuisson (synonymes :  Trichomanes bifidum Vent. ex Willd., Trichomanes compressum Desv., Trichomanes daucoides C.Presl, Trichomanes dregei Bosch, Trichomanes firmulum C.Presl, Trichomanes mandioccanum Raddi, Trichomanes marginatum Mett., Trichomanes rigidum Sw.)
- Trichomanes kunzeanum Hook. (1844) - Voir Vandenboschia radicans (Sw.) Copel. (variété) (synonyme : Trichomanes radicans var. kunzeanum (Hook.) Duek & Lellinger)
- Trichomanes kurzii Bedd. (1868) - Asie tropicale, Taïwan, Queensland - Voir Crepidomanes kurzii (Bedd.) Tagawa &  K.Iwats.
- Trichomanes labiatum Jenman (1885) - Guyana. - Voir Didymoglossum punctatum (Poir.) Desv. (synonyme  : Trichomanes punctatum subsp. labiatum (Jenman) Wess.Boer)
- Trichomanes laciniatum Roxb. (1844) - Moluques - Voir Cephalomanes laciniatum (Roxb.) DeVol
- Trichomanes laetevirens Fée (1869) - Voir Vandenboschia radicans (Sw.) Copel. (synonyme Trichomanes radicans Sw., Trichomanes rupestre  var. laetevirens (Fée) Luetzelb.)
- Trichomanes laetum Bosch (1861) - Nouvelle-Calédonie, Vanuatu - Voir Abrodictyum laetum (Bosch) Ebihara & K.Iwats. (synonyme : Trichomanes luerssenii F.Muell.)
- Trichomanes lanceolatum Poir. (1808) - Madagascar - Voir Davallia lanceolata (Poir.) Steud.
- Trichomanes lanceum Bory (1810) - Voir Hymenophyllum digitatum (Sw.) Fosberg (synonyme : Trichomanes digitatum Sw.)
- Trichomanes lasiophyllum Alderw. (1924) - Nouvelle-Guinée - Voir genre Hymenophyllum subgen Hymenophyllum
- Trichomanes latealatum (Bosch) Christ (1896) - Inde, Chine méridionale, Indochine - Voir Crepidomanes latealatum (Bosch) Copel. (synonymes : Didymoglossum latealatum Bosch, Trichomanes bipunctatum var. latealatum (Bosch) C.B.Clarke)
- Trichomanes latemarginale D.C.Eaton (1858) - Chine méridionale, Taïwan - Voir Crepidomanes latemarginale (D.C.Eaton) Copel. (synonyme : Trichomanes formosanum Yabe)
- Trichomanes latifrons Bosch (1863) - Taïwan, Inde - Voir Crepidomanes schmidtianum var. latifrons (Bosch) K.Iwats. (synonymes : Crepidomanes latifrons (Bosch) Ching in Chien& Chun, Trichomanes cupressifolium Hayata)
- Trichomanes latilabiatum E.D.Br. (1931) - Marquises - Voir Crepidomanes minutum (Blume) K.Iwats.
- Trichomanes latipinnulata Bonap (1920) - Madagascar - Voir Trichomanes boivinii Bosch
- Trichomanes latipinnum Copel. (1911) - Nouvelle-Guinée - Voir Abrodictyum obscurum (Blume) Ebihara & K.Iwats. (synonymes : Cephalomanes obscurum (Blume) K.Iwats., Selenodesmium obscurum (Blume) Copel., Trichomanes englerianum Brause, Trichomanes obscurum Blume, Trichomanes papillatum Müll.Berol., Trichomanes racemulosum Bosch)
- Trichomanes latisectum Christ (1909) - Afrique occidentale tropicale - Voir Abrodictyum guineense (Afzel. ex Sw.) J.P.Roux (synonymes : Trichomanes batrachoglossum Copel., Trichomanes guineense Afzel. ex Sw., Trichomanes hartii Baker
- Trichomanes lauterbachii Christ (1900) - Nouvelle-Guinée - Voir Crepidomanes humile (G.Forst.) Bosch (sysnonyme : Trichomanes humile G.Forst.)
- Trichomanes lechleri Bosch (1859) - Voir Polyphlebium diaphanum (Kunth) Ebihara & Dubuisson (synonyme : Trichomanes diaphanum var. lechleri Hieron.)
- Trichomanes ledermannii Brause (1920) - Nouvelle-Guinée - Voir genre Cephalomanes
- Trichomanes lehmannii Hieron. (1904) - Colombie - Voir Didymoglossum lehmannii (Hieron.) Copel.
- Trichomanes lenormandii Bosch (1861) - Mayotte, Comores - Voir Didymoglossum lenormandii (Bosch) Ebihara & Dubuisson
  - Trichomanes lenormandii var. angustilobum C.Chr. (1920) - Voir Didymoglossum lenormandii (Bosch) Ebihara & Dubuisson
  - Trichomanes lenormandii var. subcuspidatum C.Chr. (1920) - Voir Didymoglossum lenormandii (Bosch) Ebihara & Dubuisson
- Trichomanes lentum Poir. (1808) - Voir genre Davallia.
- Trichomanes lepervanchii Cordem. (1891) - La Réunion - Voir Crepidomanes minutum (Blume) K.Iwats. L'index IPNI suggère une synonymie avec Trichomanes parvulum, espèces reclassée dans le genre Hymenophyllum
- Trichomanes leprieurii Hook. (1862) - Brésil - voir Trichomanes prieuri Kunze Une synonymie avec Trichomanes elegans Rich. est signalée par l'index IPNI
- Trichomanes leptophyllum A.Cunn. (1836) - Nouvelle-Zélande, Nouvelle-Calédonie, Fidji - Voir Abrodictyum strictum (Menzies) Ebihara & K.Iwats. L'index IPNI signale une synonymie avec Trichomanes asae-grayi Bosch, c'est-à-dire Abrodictyum asae-grayi (Bosch) Ebihara & K.Iwats..
- Trichomanes levissimum Fée (1866) - Jamaïque (Caraïbe et Amérique du Sud) - Voir genre Vandenboschia
- Trichomanes lherminieri Fée (1866) - Guadeloupe - Voir Trichomanes holopterum  var. lherminieri Domin
- Trichomanes liberiense Copel. (1933) - Liberia - Voir Didymoglossum liberiense (Copel.) Copel.
- Trichomanes lindbergii Mett. (1899) - Voir Trichomanes polypodioides L.
- Trichomanes lineare Sw. (1788) - Jamaïque - Voir Hymenophyllum lineare (Sw.) Sw. (synonymes : Didymoglossum lineare (Sw.) Desv., Sphaerocionium lineare (Sw.) C.Presl)
- Trichomanes lineare Bosch (1861) - Voir Trichomanes alatum Sw. - homonyme de Trichomanes lineare Sw.
- Trichomanes lineolatum (Bosch) Hook. (1867) - Cuba, Jamaïque, Merida. Costa Rica. - Voir Didymoglossum lineolatum Bosch (synonyme : Hemiphlebium lineolatum (Bosch) Bosch)
- Trichomanes liukiuense Y.Yabe (1905) - Liu Kiu - Voir Vandenboschia liukiuensis (Y.Yabe) Tagawa (synonyme : Crepidomanes liukiuense (Yabe) K.Iwats.)
- Trichomanes longicollum Bosch (1861) - Nouvelle-Calédonie - Voir genre Abrodictyum subgen. Pachychaetum
- Trichomanes longifrons Nakai (1926) - Taïwan - Voir Crepidomanes schmidtianum var. latifrons (Bosch) K.Iwats. (synonyme : Trichomanes latifrons Bosch)
- Trichomanes longilabiatum Bonap. (1925) - Madagascar - Voir Crepidomanes longilabiatum (Bonap.) J.P.Roux
- Trichomanes longisetum Bory ex Willd. (1810) - Voir Abrodictyum meifolium (Bory ex Willd.) Ebihara & K.Iwats. (synonymes : Trichomanes ericoides Hedw. ex Hook., Trichomanes furcatum Kaulf., Trichomanes meifolium Bory ex Willd.)
- Trichomanes lorencei Tardieu (1977) - Archipel des Comores - Voir Didymoglossum lorencei (Tardieu) Ebihara & Dubuisson
- Trichomanes loreum Bory (1833) - Voir Hymenophyllum digitatum(Sw.) Fosberg
- Trichomanes lucidum Roxb. (1844) - Voir Davallia denticulata (Brum.f) Mett.
- Trichomanes luerssenii F.Muell. (1882) - Île d'Aneityum (Vanuatu) - Voir Abrodictyum laetum (Bosch) Ebihara & K.Iwats. (synonyme : Trichomanes laetum Bosch)
- Trichomanes lunulatum (C.A.Hameed & Madhus.) C.A.Hameed, K.P.Rajesh & Madhus. (2003) - Inde (Kerala) - Voir Crepidomanes lunulatum C.A.Hameed & Madhus.
- Trichomanes luschnathianum C.Presl (1843) - Voir Vandenboschia rupestris (Raddi) Ebihara & K.Iwats. (synonyme : Trichomanes radicans var. luschnathianum (C.Presl) Baker, Trichomanes rupestre (Raddi) Bosch, Trichomanes venustum Desv., Trichomanes radicans var. luschnathianum (C.Presl) Baker)
- Trichomanes luzonicum C.Presl (1843) - Voir Crepidomanes humile (G.Forst.) Bosch (synonyme : Trichomanes humile G.Forst.)
- Trichomanes lyallii (Hook.f.) Hook. (1867) - Nouvelle-Zélande, Nouvelle-Calédonie, Nouvelle-Galles du Sud (Australie) - Voir Hymenophyllum lyallii Hook.f.
- Trichomanes macgillivrayi Baker (1891) - Fidji - Voir Hymenophyllum macgillivrayi (Baker) Copel.
- Trichomanes majorae Watts (1915) - Queensland. - Voir Crepidomanes majoriae (Watts) N.A.Wakef.
- Trichomanes makinoi C.Chr. (1906) - Japon, Chine - Voir Crepidomanes makinoi (C.Chr.) Copel.
  - Trichomanes makinoi var. tosae (Christ) Lellinger (1968) - Chine et Japon - Voir Crepidomanes makinoi  var. tosae (Christ) K.Iwats.
- Trichomanes malayanum Roxb. (1844) - Voir Odontosoria chinensis
- Trichomanes malingii Hook. (1862) - Nouvelle Zélande - Voir Hymenophyllum malingii (Hook.) Mett. (synonymes : Apteropteris malingii (Hook.) Copel., Sphaerocionium malingii (Hook.) K.Iwats.)
- Trichomanes maluense Brause (1920) - Nouvelle-Guinée - Voir genre Cephalomanes
- Trichomanes mandioccanum Raddi (1825) - Brésil, Afrique tropicale - Voir Abrodictyum rigidum (Sw.) Ebihara & Dubuisson (synonymes : Trichomanes bifidum Vent. ex Willd., Trichomanes compressum Desv., Trichomanes daucoides C.Presl, Trichomanes dregei Bosch, Trichomanes firmulum C.Presl, Trichomanes krugii Christ, Trichomanes marginatum Mett., Trichomanes rigidum Sw., Trichomanes rigidum var. mandioccanum (Raddi) Hieron, Selenodesmium mandioccanum (Raddi) Copel.)
- Trichomanes mannianum Mett. (1868) - Voir Crepidomanes mannii (Hook.) J.P.Roux (synonyme : Trichomanes mannii Hook.)
- Trichomanes mannii Hook. (1867) - Afrique tropicale, Mascareignes - Voir Crepidomanes mannii (Hook.) J.P.Roux (synonymes : Trichomanes ambongoense Bonap., Trichomanes mannianum Mett., Trichomanes trinerve Baker)
- Trichomanes marchantioides Zippel ex Moritz (1845) - Voir Didymoglossum sublimbatum (Müll.Berol.) Ebihara & K.Iwats. (synonymes : Hemiphlebium sublimbatum Prantl, Microgonium sublimbatum (Müll.Berol.) Bosch, Trichomanes sublimbatum Müll.Berol.)
- Trichomanes marginatum Mett. (1899) - Voir Abrodictyum rigidum (Sw.) Ebihara & Dubuisson (synonymes : Trichomanes bifidum Vent. ex Willd., Trichomanes compressum Desv., Trichomanes daucoides C.Presl, Trichomanes dregei Bosch, Trichomanes firmulum C.Presl, Trichomanes krugii Christ, Trichomanes mandioccanum Raddi, Trichomanes rigidum Sw.)
- Trichomanes marierii Vieill. (1868) - Voir Abrodictyum laetum (Bosch) Ebihara & K.Iwats. (Synonyme : Trichomanes laetum Bosch)
- Trichomanes martinezii Rovirosa (1909) - Mexique (Chiapas) - Voir Vandenboschia martinezii (Rovirosa) Pic.Serm.
- Trichomanes matthewii Christ (1909) - Chine - Voir Crepidomanes minutum (Blume) K. Iwats. (synonyme : Gonocormus matthewii (Christ) Ching)
- Trichomanes maximum Blume (1828) - Malaisie, Polynésie, Queensland, Taïwan, Thaïlande, Japon - Voir Vandenboschia maxima (Blume) Copel. (synonymes : Crepidomanes maxima (Blume) K.Iwats., Lacosteopsis maxima (Blume) Nakaike, Trichomanes japonicum var. formosanum Christ, Trichomanes maximum var. minus Blume)
  - Trichomanes maximum var. grandiflora Rosenst. (1908) - Voir Crepidomanes intermedium ( (Bosch) Ebihara & K.Iwats
  - Trichomanes maximum var. minus Blume (1828) - Voir Vandenboschia maxima (Blume) Copel.
- Trichomanes megistostomum Copel. (1933) - Thaïlande - Voir Crepidomanes megistostomum (Copel.) Copel.
- Trichomanes meifolium Bory ex Willd. (1810) - Madagascar, La Réunion, Malaisie, Polynésie - Voir Abrodictyum meifolium (Bory ex Willd.) Ebihara & K.Iwats. (synonymes : Trichomanes ericoides Hedw. ex Hook., Trichomanes furcatum Kaulf., Trichomanes longisetum Bory ex Willd.)
- Trichomanes melanopus Baker (1874) - Équateur - Voir Didymoglossum melanopus (Baker) Copel.
- Trichomanes melanorhizon Hook. (1846) - Voir Crepidomanes brevipes (C.Presl) Copel.  (synonyme : Trichomanes brevipes (C.Presl) Baker)
- Trichomanes melanotrichum Schltdl. (1836) - Afrique tropicale et australe, Asie tropicale - Voir Crepidomanes melanotrichum (Schltdl.) J.P.Roux (synonymes : Trichomanes pyxidiferum var. melanotrichum (Schltdl.) Schelpe, Vandenboschia melanotricha (Schltdl.) Pic.Serm.)
- Trichomanes membranaceum L. (1753) - Amérique tropicale - Voir Didymoglossum membranaceum (L.) Vareschi (synonymes : Achomanes membrananceum (L.) Greene, Lecanium membranaceum (L.) C.Presl, Hemiphlebium membranaceum (L.) Prantl, Lecanolepis membranacea (L.) Pic.Serm.)
- Trichomanes merrillii Copel. (1906) - Île de Palawan (Philippines) - Voir Abrodictyum setaceum (Bosch) Ebihara & Dubuisson (synonyme : Trichomanes setaceum Bosch)
- Trichomanes mettenii C.Chr. (1906) - Afrique occidentale tropicale - Voir Crepidomanes mettenii (C.Chr.) Ebihara & Dubuisson (remplace l'homonyme  Trichomanes subsessile Mett. de  Trichomanes subsessile Splitg.) (synonyme : Vandenboschia mettenii (C.Chr.) G.Kunkel)
- Trichomanes mexicanum Bosch (1861) - Voir Vandenboschia radicans (Sw.) Copel. (variété) (synonyme : Trichomanes radicans var. mexicanum (Bosch) Lellinger)
- Trichomanes meyenianum (C.Presl) Bosch (1859) - Luzon - Voir Hymenophyllum meyenianum (C.Presl) Copel. (synonyme : Meringium meyenianum C.Presl)
- Trichomanes microchilum Baker (1894) - Bornéo - Voir Hymenophyllum microchilum (Baker) C.Chr.
- Trichomanes microlirion Copel. (1915) - Bornéo - Voir Crepidomanes christii (Copel.) Copel. (synonyme : Trichomanes christii Copel.)
- Trichomanes microphyllum Hook. (1868) - Voir genre Crepidomanes (synonyme : Hymenophyllum parvifolium Baker)
- Trichomanes microphyllum Giesenh. (1890) - Voir genre Didymoglossum subgen. Didymoglossum - Homonyme renommé Trichomanes giesenhagenii C.Chr.
- Trichomanes micropubescens Proctor (1983) - Jamaïque (Caraïbe et Amérique du Sud) - Voir genre Didymoglossum subgen. Didymoglossum Devrait constituer une nouvelle espèce du genre Didymoglossum
- Trichomanes mildbraedii Brause (1915) - Afrique occidentale tropicale - Voir genre Hymenophyllum
- Trichomanes millefolium C.Presl (1843) - Voir Crepidomanes grande (Copel.) Ebihara & K.Iwats. (synonymes : Cephalomanes grande (Copel.) K.Iwats., Nesopteris grandis (Copel.) Copel., Trichomanes grande Copel., Trichomanes preslianum Nakai (ce dernier nom est la résolution par Nakai de l'homonymie avec Trichomanes millefolium Desv.)
- Trichomanes milnei Bosch (1861) - Nouvelle-Calédonie - Voir Abrodictyum caudatum (Brack.) Ebihara & K.Iwats. (synonymes : Cephalomanes caudatum (Brack.) Bostock, Macroglena caudata (Brack.) Copel., Trichomanes caudatum Brack.)
- Trichomanes mindorense Christ (1908) - Mindoro - Voir Didymoglossum mindorense (Christ) K.Iwats.
- Trichomanes minimum Alderw. (1920) - Voir Crepidomanes bilabiatum (Nees & Blume) Copel. (synonyme : Trichomanes bilabiatum Nees & Blume)
- Trichomanes minutissimum Alderw. (1916) - Île Ambon (Moluques) - Voir Didymoglossum motleyi (Bosch) Ebihara & K.Iwats. (synonyme : Trichomanes beccarianum Ces.)
- Trichomanes minutulum Gaudich. (1829) - Voir Crepidomanes humile (G.Forst.) Bosch (synonymes : Trichomanes humile G.Forst., Didymoglossum minutulum (Gaudich.) C.Presl)
- Trichomanes minutum Blume (1828) - Java, Bornéo, Nouvelle-Guinée, Philippines - Voir Crepidomanes minutum (Blume) K.Iwats. (synonyme : Crepidomanes proliferum var. minutum (Blume) C.A.Hameed  ex Easa, Gonocormus minutus (Blume) Bosch, Trichomanes bifolium Blume C.V.Morton site cette espèce comme synonyme.
- Trichomanes miyakei Y.Yabe (1905) - Taïwan - Voir genre Vandenboschia sous-genre Vandenboschia
- Trichomanes montanum Hook. (1837) - Amérique tropicale, Natal, Madagascar - Voir Didymoglossum montanum (Hook.) J.P.Roux (synonymes : Didymoglossum quercifolium (Hook. & Grev.) C.Presl, Didymoglossum reptans var. quercifolium (Hook. & Grev.) E.Fourn., Didymoglossum robinsonii (Hook. ex Baker) Copel., Trichomanes pusillum var. quercifolium (Hook. & Grev.) Baker, Trichomanes quercifolium Hook. & Grev., Trichomanes reptans var. quercifolium (Hook. & Grev.) Jenman, Trichomanes robinsonii Hook. ex Baker)
- Trichomanes montanum Salisb. (1796) - Voir Davallia canariensis
- Trichomanes moritzii Bosch (1859) - Voir Vandenboschia rupestris (Raddi) Ebihara & K.Iwats. (synonyme : Trichomanes rupestre Raddi.)
- Trichomanes mosenii Lindm. (1903) - Brésil (Amérique du Sud) - Voir Didymoglossum mosenii (Lindm.) Copel.
- Trichomanes motleyi Bosch (1861) - Taïwan, Asie tropicale, Mélanésie, Queensland, Afrique occidentale tropicale - Voir Didymoglossum motleyi (Bosch) Ebihara & K.Iwats. (synonymes : Microgonium mougeoti Bosch., Trichomanes beccarianum Ces., Trichomanes minutissimum Aldrew.)
- Trichomanes multifidum G.Forst. (1786) - Voir Hymenophyllum multifidum (G.Forst.) Sw.
- Trichomanes muscoides Sw. (1801) - Jamaïque - Voir Didymoglossum hymenoides (Hedw.) Copel. (synonymes : Didymoglossum muscoides (Sw.) Desv., Didymoglossum reptans  var. muscoides (Sw.) E.Fourn., Hemiphlebium muscoides (Sw.) Prantl)
  - Trichomanes muscoides var. angustifrons (Fée) Christ (1897) - Guadeloupe (Antilles) - Voir Didymoglossum angustifrons Fée (synonyme : Trichomanes angustifrons (Fée) Wess.Boer)
  - Trichomanes muscoides var. cordifolium (Fée) Jenman (1890) - Voir Didymoglossum cordifolium Fée
  - Trichomanes muscoides var. major Jenman (1890) - Jamaïque (Caraïbe et Amérique du Sud) - Voir Didymoglossum cordifolium Fée (synonyme : Trichomanes hookeri  var. major (Jenman) Domin)
  - Trichomanes muscoides var. minor Jenman (1890) - Jamaïque (Caraïbe et Amérique du Sud) - Voir Didymoglossum cordifolium Fée (synonyme : Trichomanes hookeri  var. minor (Jenman) Domin)
- Trichomanes musolense Brause (1915) - Afrique occidentale tropicale - Voir Crepidomanes subgen. Crepidomanes section Gornocormus.
- Trichomanes myrioneuron Lindm. (1903) - Brésil, Guyane Française Costa Rica. - Voir Didymoglossum myrioneuron (Lindm.) Copel.
- Trichomanes myriophyllum Desv. (1827) - Voir Abrodictyum rigidum (Sw.) Ebihara & Dubuisson (synonymes : Trichomanes foeniculaceum Bory ex Willd.,Trichomanes parviflorum Poir.)
- Trichomanes myrioplasium Kunze (1846) - Voir Callistopteris apiifolia (C.Presl) Copel. (synonyme : Trichomanes apiifolium C.Presl)
- Trichomanes nanophyllum (Tagawa) C.V.Morton (1968) - Voir Crepidomanes nanophyllum Tagawa
- Trichomanes nanum Bosch (1863) - Voir Crepidomanes kurzii (Bedd.) Tagawa & K. Iwats. - Homonyme de Trichomanes nanum (Bory) Hook.
  - Trichomanes nanum var. australiense Domin (1913) - Queensland. - Voir Crepidomanes kurzii (Bedd.) Tagawa & K. Iwats. (synonymes : Crepidophyllum australiense (Domin) Reed, Crepidopteris australiensis (Domin) Wakef.
- Trichomanes naseanum Christ (1905) - Chine, Liu Kiu - Voir Vandenboschia naseana (Christ) Ching
- Trichomanes naumanni Kuhn & Luerss. (1896) - Samoa - Voir Polyphlebium endlicherianum (C.Presl) Ebihara & K.Iwats. (synonyme : Trichomanes endlicherianum C.Presl)
- Trichomanes neesii Blume (1828) - Voir Hymenophyllum neesii (Blume) Hook. (synonyme : Didymoglossum neesii (Blume) C.Presl)
- Trichomanes neilgherrense Bedd. (1863) - Voir Nephrodium punctatum (Bedd.) C.S.P. Parish ex Bedd.  (Dryoptéridacée)
- Trichomanes nipponicum Nakai (1926) - Japon - Voir Vandenboschia nipponica (Nakai) Ebihara
- Trichomanes nitens (R.Br.) Poir. (1817) - Voir Hymenophyllum nitens R.Br.
- Trichomanes nitidulum Bosch (1856) - Java, Luzon - Voir Hymenophyllum nitidulum (Bosch) Ebihara & K.Iwats.
- Trichomanes niveum Burm. (1768) - Inde - Identification inconnue
- Trichomanes novo-guineense Brause (1912) - Nouvelle-Guinée - Voir genre Crepidomanes subgen. Crepidomanes section Gonocormus
- Trichomanes nudum Poir. (1808) - Voir genre Hymenophyllum subgen. Sphaerocionium
- Trichomanes nummularium (Bosch) C.Chr. (1906) - Nord Brésil - Voir Didymoglossum nummularium Bosch
- Trichomanes nymanii Christ (1905) - Nouvelle-Guinée - Voir Crepidomanes nymanii (Christ) Copel.
- Trichomanes obscurum Blume (1828) - Voir Abrodictyum obscurum (Blume) Ebihara & K.Iwats. (synonymes : Trichomanes racemulosum Bosch, Trichomanes englerianum Brause, Trichomanes papillatum Müll.Berol., Trichomanes racemulosum Bosch, Trichomanes saxatile T.Moore)
- Trichomanes obtusum (Copel.) C.V.Morton (1968) - Voir genre Vandenboschia subgen. Vandenboschia (synonyme : Macroglena obtusa Copel.)
- Trichomanes olivaceum Kunze (1847) - Voir Polyphlebium pyxidiferum (L.) Ebihara & Dubuisson
- Trichomanes omphalodes  (Vieill. ex E.Fourn.) C.Chr. (1906) - Voir Didymoglossum tahitense (Nadeaud) Ebihara & K.Iwats. (synonymes : Hemiphlebium peltatum (Baker) Luerss., Microgonium omphalodes Vieill., Microgonium tahitense (Nadeaud) Tindale, Trichomanes pannosum Ces., Trichomanes peltatum Baker, Trichomanes tahitense Nadeaud)
- Trichomanes orbiculare Christ (1894) - Brésil (Amérique du Sud) - Voir genre Didymoglossum subgen. Didymoglossum
- Trichomanes orientale C.Chr. (1906) - Chine, Japon, Himalaya - Voir Vandenboschia orientalis (C.Chr.) Ching (synonymes : Trichomanes japonicum Franch. & Sav., Trichomanes radicans var. orientalis (C. Chr.) Lellinger)
  - Trichomanes orientale var. abbreviatum (Christ) Miyabe & Kudo (1922) - Voir Vandenboschia radicans var. abbreviata (Christ) Sa.Kurata (synonyme : Trichomanes radicans var. abbreviatum Christ)
- Trichomanes ornatulum Bosch (1861) - Brésil - Voir probablement genre Didymoglossum
- Trichomanes ovale (E.Fourn.) Wess.Boer (1962) - Tovar, Venezuela (Amérique du Sud) - Voir Didymoglossum ovale E.Fourn.
- Trichomanes pabstianum Müll.Berol. (1854) - Brésil - Voir Didymoglossum pabstianum (Müll.Berol) Bosch (synonyme : Trichomanes hymenoides f. pabstiana (Müll.Berol) Rosenst.)
- Trichomanes pachycarpum Fée (1857) - Voir Hymenophyllum lineare (Sw.) Sw.
- Trichomanes pachyphlebium C.Chr. (1920) - Voir Abrodictyum pachyphlebium (C.Chr.) Bauret & Dubuisson
- Trichomanes pacificum Hedw. (1803) - Voir Hymenophyllum bivalve (G.Forst.) Sw.
- Trichomanes pallidum Blume (1828) - Java - Voir Hymenophyllum pallidum (Blume) Ebihara & K.Iwats. (synonymes : Trichomanes glaucescens Bosch, Trichomanes glaucofuscum Hook.)
- Trichomanes palmatifidum Müll.Berol. (1854) - Java. - Voir Hymenophyllum palmatifidum (Müll.Berol.) Ebihara & K.Iwats.
- Trichomanes palmatum C.Presl (1843) - Voir Crepidomanes minutum (Blume) K.Iwats. (synonymes : Trichomanes minutum Blume, Trichomanes proliferum' Blume)
- Trichomanes palmicola Bosch (1913) - Guinée - Voir Didymoglossum subgen. Microgonium
- Trichomanes palmifolium Hayata (1914) - Taïwan - Voir Crepidomanes palmifolium (Hayata) DeVol
- Trichomanes paniculatum Alderw. (1914) - Java. - Voir genre Crepidomanes subgen. Crepidomanes section Crepidomanes
- Trichomanes pannosum Ces. (1877) - Nouvelle-Guinée - Voir Didymoglossum tahitense (Nadeaud) Ebihara & K.Iwats. (synonymes : Hemiphlebium peltatum (Baker) Luerss., Microgonium omphalodes Vieill. ex E.Fourn., Microgonium tahitense (Nadeaud) Tindale, Trichomanes omphalodes (Vieill.) C.Chr., Trichomanes peltatum Baker, Trichomanes tahitense Nadeaud)
- Trichomanes papillatum Müll.Berol. (1854) - Nouvelle-Guinée - Voir Abrodictyum obscurum (Blume) Ebihara & K.Iwats. (synonymes : Trichomanes obscurum Blume, Trichomanes englerianum Brause)
- Trichomanes pappei Kunze (1847) - Voir Abrodictyum tamarisciforme (Jacq.) Ebihara & Dubuisson (synonyme : Trichomanes tamarisciforme Jacq.)
- Trichomanes papuanum Brause (1920) - Nouvelle-Guinée - Voir genre Didymoglossum subgen. Didymoglossum
- Trichomanes paradoxum Domin (1913) - Queensland - Voir Didymoglossum exiguum (Bedd.) Copel. (synonyme : Trichomanes exiguum (Bedd.) Baker)
- Trichomanes parviflorum Poir. (1808) - Madagascar, Mascareignes, Perak (Malaisie), Singapour, Bornéo, Australie (douteux) - Voir Abrodictyum rigidum (Sw.) Ebihara & Dubuisson (synonymes : Trichomanes foeniculaceum Bory, Trichomanes myriophyllum Desv., Trichomanes setilobum (F.Muell.) F.Muell., Trichomanes rigidum var. setiloba F.Muell.)
- Trichomanes parvifolium (Baker) Copel. (1933) - Myanmar - Voir Crepidomanes parvifolium (Baker) K.Iwats. (synonyme : Hymenophyllum parvifolium Baker)
- Trichomanes parvulum Poir. (1808) - Comores, Madagascar, La Réunion. Japon, Chine - Voir Hymenophyllum sibthorpioides (Bory ex Willd.) Mett. (synonymes : Microtrichomanes parvulum (Poir.) Copel., Trichomanes sibthorpioides Bory ex Willd. , Trichomanes thouarsianum C.Presl)
- Trichomanes parvum Copel. (1933) - Taïwan - Voir Vandenboschia parva (Copel.) Copel.
- Trichomanes pectinatum Poir. (1808) - Voir Humata pectinata (Sm.) Desv.
- Trichomanes pellucidum C.Presl (1843) - Voir Trichomanes pellucens Kunze
- Trichomanes pellucidum Goldm. (1843) - Voir Vandenboschia rupestris (Raddi) Ebihara & K.Iwats. (synonyme : Trichomanes rupestre Raddi)
- Trichomanes peltatum Poir. (1808) - Voir Hymenophyllum tunbridgense  var. peltatum (Poir.) Kunze
- Trichomanes peltatum Baker (1867) - Samoa, îles du Pacifique - Homonyme du précédent - Voir Didymoglossum tahitense (Nadeaud) Ebihara & K.Iwats. (synonymes : Hemiphlebium peltatum (Baker) Luerss., Microgonium omphalodes Vieill. ex E.Fourn., Microgonium tahitense (Nadeaud) Tindale, Trichomanes omphalodes  (Vieill. ex E.Fourn.) C.Chr., Trichomanes pannosum Ces., Trichomanes tahitense Nadeaud)
- Trichomanes pennatum Kaulf. (1824) - Amérique tropicale - Voir Trichomanes pinnatum Hedw.)
- Trichomanes perpusillum Alderw. (1914) - Nouvelle-Guinée - Voir Crepidomanes subgen. Crepidomanes sect. Crepidium
- Trichomanes pervenulosum Alderw. (1916) - Île Ambon (Moluques) - Voir Crepidomanes pervenulosum (Alderw.) Copel.
- Trichomanes petersii A.Gray (1853) - États Unis (Alabama, Georgie, Mississippi) - Voir Didymoglossum petersii (A.Gray) Copel.
- Trichomanes philippianum J.W.Sturm[12] (1858) - Chili, Juan Fernandez - Voir Polyphlebium philippianum (J.W.Sturm) Ebihara & Dubuisson (synonymes : Trichomanes dichotomum Phil., Vandenboschia philippiana (J.W.Sturm) Copel.)
- Trichomanes piliferum Alderw. (1922) - Java. - Voir genre Hymenophyllum
- Trichomanes pilosum Mart. (1832) - Amazonie - Voir Trichomanes martiusii C.Presl (synonymes : Pteromanes martiusii (C.Presl) Pic.Serm., Ptilophyllum martiusii (C.Presl) Prantl, Trichomanes plumula C.Presl)
- Trichomanes pinnatifidum Bosch (1861) - Jamaïque - Voir Trichomanes polypodioides var. pinnatifidum (Bosch) Brade (Synonyme : Trichmanes sinuosum var. pinnatifidum (Bosch) Christ)
- Trichomanes pinnatinervium Jenman (1886) - Guyana - Voir Didymoglossum pinnatinervum (Jenman) Pic.Serm.
  - Trichomanes pinnatum subvar. rhizophyllum (Cav.) Domin (1929) - Voir Trichomanes pinnatum var. rhizophyllum (Cav.) Alston (synonyme : Trichomanes rhizophyllum Cav.)
  - Trichomanes pinnatum var. vittaria (DC. ex Poir.) Hook. & Baker (1867) - Voir Trichomanes vittaria DC. ex Poir.
- Trichomanes platyderon E.Fourn. (1870) - Polynésie - Voir Abrodictyum dentatum (Bosch) Ebihara & K.Iwats. (synonyme : Trichomanes dentatum Bosch)
- Trichomanes plicatum (Bosch) Bedd. (1868) - Asie tropicale - Voir Crepidomanes plicatum (Bosch) Ching (synonymes :Trichomanes bipunctatum var. plicatum (Bosch) Bedd., Didymoglossum plicatum Bosch)
- Trichomanes pluma Hook. (1854) - Perak (Malaisie), Samoa, Nouvelle-Calédonie - Voir Abrodictyum pluma (Hook.) Ebihara & K.Iwats. (synonyme : Trichomanes trichophyllum T.Moore)
- Trichomanes plumula C.Presl (1843) - Amazonie - Voir Trichomanes martiusii C.Presl (synonymes : Pteromanes martiusii (C.Presl) Pic.Serm., Ptilophyllum martiusii (C.Presl) Prantl, Trichomanes pilosum Mart.) (Nom donné par Presl à l'espèce homonyme de Trichomanes pilosum Raddi décrite sous le nom Trichomanes pilosum de la planche 68 de Icones plantarum cryptogamicarum quas in itinere annis MDCCCXVII - MDCCCXX per Brasiliam par Karl Friedrich Philipp von Martius - figure de gauche.)
- Trichomanes polyanthos Sw. (1788) - Jamaïque (Caraïbe et Amérique du Sud) - Voir Hymenophyllum polyanthos (Sw.) Sw. (synonymes : Mecodium polyanthos (Sw.) Copel., Trichoamens clavatum Sw.)
- Trichomanes polyanthos (Hook. in Night.) Hook. (1844) - Îles du Pacifique, îles Norfolk et Lord Howe - Voir Callistopteris polyantha (Hook. in Night.) Copel. (synonymes : Hymenophyllum polyanthos Hook. in Nignt., Trichomanes societense J.W.Moore)[13]
- Trichomanes polyodon Colenso (1896) - Nouvelle-Zélande - Voir Abrodictyum elongatum (A.Cunn.) Ebihara & K.Iwats. (synonyme : Trichomanes elongatum A.Cunn.)
- Trichomanes polyphlebius V.Marcano (1989) - Venezuela ) - Voir Trichomanes arbuscula Desv. (synonymes : Ptilophyllum bancroftii (Hook. & Grev.) Prantl, Trichomanes bancroftii Hook. & Grev., Trichomanes coriaceum Kunze, Trigonophyllum arbusculum (Desv.) Pic.Serm.)
  - Trichomanes polypodioides var. incisum Farw. (1931) - Voir Didymoglossum krausii (Hook. & Grev.) C.Presl (synonyme : Trichomanes incisum Kaulf.)
- Trichomanes polysperma Poir. (1808) - Madagascar - Voir Sphenomeris chusana (L.) Copel.
- Trichomanes polystromaticum Bierh. (1974) - Nouvelle-Calédonie - Voir genre Abrodictyum subgen. Pachychaetum
- Trichomanes powellii Baker (1867) - Samoa - Voir genre Crepidomanes
- Trichomanes preslianum Nakai (1926) - ce nom est la résolution par Nakai de l'homonymie avec Trichomanes millefolium Desv. - Voir Crepidomanes grande (Copel.) Ebihara & K.Iwats. (synonymes : Cephalomanes grande (Copel.) K.Iwats., Nesopteris grandis (Copel.) Copel., Trichomanes grande Copel., Trichomanes millefolium C.Presl)
- Trichomanes preslii C.V.Morton (1968) - Voir Cephalomanes javanicum var. asplenioides (C.Presl) K.Iwats. (synonyme de remplacement de l'homonyme : Trichomanes asplenioides C.Presl)
- Trichomanes procerum Fée (1866) - Pérou - Voir Hymenophyllum subgen. sphaerocionium - (synonymes : Trichomanes undulatum Bosch, Trichomanes accedens  var. procerum (Fée) Domin, Trichomanes crispum var. procerum (Fée) Jenman)
- Trichomanes proliferum Blume (1828) - Asie tropicale - Voir Crepidomanes proliferum (Blume) Bostock (synonyme possible : Crepidomanes minutum (Blume) K.Iwats.)
- Trichomanes pseudoarbuscula Alderw. (1924) - Nouvelle-Guinée - Voir genre Abrodictyum subgen. Pachychaetum
- Trichomanes pseudoblepharistomum Tagawa (1938) - Île Liu-Kiu. - Voir genre Crepidomanes (synonyme : Nesopteris pseudoblepharistoma (Tagawa) Masam.)
- Trichomanes pseudocapillatum Alderw. (1924) - Nouvelle-Guinée - Voir genre Crepidomanes
- Trichomanes pseudonymanii (Hosok.) C.V.Morton (1968) - Îles Carolines, Palaos - Voir Crepidomanes pseudonymani Hosok. (synonyme possible : Crepidomanes humile (G.Forst.) Bosch)
- Trichomanes pseudoreptans (Rosenst.) Sehnem (1956) - Brésil - Voir Didymoglossum hymenoides (Hedw.) Copel. (synonymes : Trichomanes hymenoides form. pseudo-reptans Rosenst., Trichomanes hymenoides var. pseudoreptans Rosenst.)
- Trichomanes ptilodes Bosch (1859) - Jamaïque, Guadeloupe, Venezuela - Voir : Trichomanes alatum var. ptilodes Domin (synonyme : Ptilophyllum ptilodes (Bosch) Bosch)
- Trichomanes pulchellum Salisb. (1796) - Voir Hymenophyllum tunbridgense (L.) Sm.
- Trichomanes pulcherrimum Copel. (1914) - Sumatra - Voir Crepidomanes aphlebioides (Christ) I.M.Turner (synonymes : Trichomanes aphlebioides Christ, Vandenboschia aphlebioides (Christ) Copel.
- Trichomanes pumilum Bosch (1861) - Nouvelle-Calédonie - Voir genre Abrodictyum subgen. Pachychaetum
- Trichomanes punctatum Poir. (1808) - Amérique tropicale - Voir Didymoglossum punctatum (Poir.) Desv.
  - Trichomanes punctatum subsp. floridanum Wess.Boer (1962) - Floride (États Unis) - Voir Didymoglossum punctatum (Poir.) Desv.
  - Trichomanes punctatum subsp. labiatum (Jenman) Wess.Boer (1962) - Guyana - Voir Didymoglossum punctatum (Poir.) Desv. (synonyme : Trichomanes labiatum Jenman)
  - Trichomanes punctatum subsp. sphenoides (Kunze) Wess.Boer (1962) - Cuchero, Pérou - Voir Didymoglossum punctatum (Poir.) Desv. (synonyme : Trichomanes sphenoides Kunze)
- Trichomanes pusillum Sw. (1788) - Amérique tropicale, Jamaïque (Caraïbe et Amérique du Sud) - Voir Didymoglossum pusillum (Sw.) Desv.
  - Trichomanes pusillum var. macropus Christ (1900) - Brésil (Amazonie jusqu'à Manaos), Colombie et Costa Rica - Voir Didymoglossum pusillum (Sw.) Desv.
  - Trichomanes pusillum var. quercifolium (Hook. & Grev.) Baker (1867) - Équateur - Voir Didymoglossum montanum (Hook.) J.P.Roux  (synonymes : Didymoglossum quercifolium (Hook. & Grev.) C.Presl, Didymoglossum reptans var. quercifolium (Hook. & Grev.) E.Fourn., Didymoglossum robinsonii (Hook. ex Baker) Copel., Trichomanes quercifolium Hook. & Grev., Trichomanes reptans var. quercifolium (Hook. & Grev.) Jenman, Trichomanes montanum' Hook., Trichomanes robinsonii Hook. ex Baker)
- Trichomanes pusillum Bedd. (1969) - Voir Crepidomanes subgen. Crepidomanes section Crepidomanes (synonyme : Trichomanes viridans Mett.) - Homonyme de Trichomanes pusillum Sw.
- Trichomanes pygmaeum C.Chr. (1920) - Madagascar - Voir Didymoglossum pygmaeum (C.Chr.) Ebihara & Dubuisson
- Trichomanes pyramidale Wall. (1828) - Voir Abrodictyum cupressoides (Desv.) Ebihara & Dubuisson (synonyme : Trichomanes cupressoides Desv.)
- Trichomanes pyxidiferum L. (1753) - Amérique tropicale, Caraïbe, Afrique tropicale, Polynésie, Asie - Voir Polyphlebium pyxidiferum (L.) Ebihara & Dubuisson (synonymes : Vandenboschia pyxidifera (L.) Copel., Trichomanes cavifolium Müll.Berol. - la synonymie avec Trichomanes barnardianum F.M.Bailey signalée par l'IPNI n'est pas à retenir)
  - Trichomanes pyxidiferum f. gracile Rosenst. (1924) - Brésil (Amérique du Sud) - Voir Polyphlebium pyxidiferum (L.) Ebihara & Dubuisson
  - Trichomanes pyxidiferum f. majus Taton (1946) - Voir Crepidomanes inopinatum var. majus (Taton) J.P.Roux
  - Trichomanes pyxidiferum var. brasiliense (Desv.) Luetzelb. (1923) - Voir Polyphlebium pyxidiferum (L.) Ebihara & Dubuisson (synonyme : Trichomanes brasiliense Desv.)
  - Trichomanes pyxidiferum var. debile (Bosch) Sodiro (1892) - Voir Polyphlebium pyxidiferum (L.) Ebihara & Dubuisson (synonyme : Trichomanes debile Bosch)
  - Trichomanes pyxidiferum var. limbatum Wall. (1876) - Inde - Voir Polyphlebium pyxidiferum (L.) Ebihara & Dubuisson (synonyme : Crepidomanes schmidtianum (Zenker ex Taschner) K.Iwats.)
  - Trichomanes pyxidiferum var. organense Rosenst. (1924) - Brésil (Amérique du Sud) - Voir Polyphlebium pyxidiferum (L.) Ebihara & Dubuisson
  - Trichomanes pyxidiferum var. melanotrichum (Schltdl.) Schelpe (1964) - Voir Crepidomanes melanotrichum (Schltdl.) J.P.Roux (synonymes : Trichomanes melanotrichum Schltdl., Vandenboschia melanotricha (Schltdl.) Pic.Serm.)
- Trichomanes quelpaertense Nakai (1914) - Île Jeju (Corée) - Voir Vandenboschia × quelpaertensis (Nakai) Ebihara
- Trichomanes quercifolium Hook. & Grev. (1829) - Équateur - Voir Didymoglossum reptans var. quercifolium (Hook. & Grev.) E.Fourn. (synonymes : Didymoglossum quercifolium (Hook. & Grev.) E.Fourn., Trichomanes reptans var. quercifolium (Hook. & Grev.) Jenman) Homonyme illégal de Trichomanes quercifolium Desv.
- Trichomanes racemulosum Bosch (1863) - Bornéo - Voir Abrodictyum obscurum (Blume) Ebihara & K.Iwats. (synonyme : Trichomanes obscurum Blume)
- Trichomanes radicans Sw. (1801) - Jamaïque (Caraïbe et Amérique du Sud) - Voir Vandenboschia radicans (Sw.) Copel. (synonymes : Crepidomanes radicans (Sw.) K.Iwats., Trichomanes andrewsii Newm., Trichomanes laetevirens Fée)
  - Trichomanes radicans var. anceps (Hook.) C.B.Clarke - Indochine - Voir Trichomanes anceps Hook. (synonyme : Vandenboschia anceps (Hook.) Subh.Chandra & S.Kaur)
  - Trichomanes radicans var. antillarum (Bosch) Proctor (1982) - Jamaïque (Caraïbe et Amérique du Sud) - Voir Vandenboschia radicans (Sw.) Copel. (synonyme : Trichomanes antillarum Bosch)
  - Trichomanes radicans var. birmanicum  (Bedd.) C.Chr. (1906) - Voir Vandenboschia birmanica (Bedd.) Ching (synonyme : Trichomanes birmanicum Bedd.)
  - Trichomanes radicans var. kunzeanum (Hook.) Duek & Lellinger (1978) - Voir Vandenboschia radicans (Sw.) Copel. (synonyme : Trichomanes kunzeanum Hook.)
  - Trichomanes radicans var. luschnathianum (C.Presl) Baker (1869) - Voir Vandenboschia rupestris (Raddi) Ebihara & K.Iwats. (synonyme : Trichomanes luschnathianum C.Presl)
  - Trichomanes radicans var. mexicanum (Bosch) Lellinger (1991) - Voir Vandenboschia radicans (Sw.) Copel. (synonyme : Trichomanes mexicanum Bosch)
  - Trichomanes radicans var. orientalis (C.Chr.) Lellinger (1963) - Voir Vandenboschia orientalis (C.Chr.) Ching
  - Trichomanes radicans var. repens (Schott) A.Samp. (1930) - Voir Vandenboschia radicans (Sw.) Copel. (synonyme : Trichomanes repens Schott)
- Trichomanes ramitrichum Faden (1977) - Kenya, Ouganda, Tanzanie, Zambie, Zimbabwe, Mozambique - Voir Crepidomanes ramitrichum (Faden) Beentje (synonyme : Vandenboschia ramitricha (Faden) Pic.Serm.)
- Trichomanes rarum (R.Br.) Poir. (1817) - Voir Hymenophyllum rarum R.Br.
- Trichomanes recedens Rosenst. (1912) - Bornéo - Voir Crepidomanes christii (Copel.) Copel. (synonyme : Trichomanes christii Copel.)
- Trichomanes reniforme G.Forst. (1786) - Nouvelle-Zélande - Voir Hymenophyllum nephrophyllum Ebihara & K.Iwats. (synonyme : Cardiomanes reniforme (G.Forst.) C.Presl)
- Trichomanes repens Schott (1859) - Voir Vandenboschia radicans (Sw.) Copel. (variété) (synonyme : Trichomanes radicans var. repens (Schott) A.Samp.)
  - Trichomanes repens var. stipitatum J.W.Sturm (1859) - Voir Vandenboschia radicans (Sw.) Copel.
- Trichomanes reptans Sw. (1788) - Caraïbe et Amérique tropicale - Voir Didymoglossum reptans (Sw.) C.Presl (synonyme : Hemiphlebium reptans (Sw.) C.Presl)
  - Trichomanes reptans var. quercifolium (Hook. & Grev.) - Équateur - Voir Didymoglossum montanum (Hook.) J.P.Roux (synonymes : Didymoglossum quercifolium (Hook. & Grev.) C.Presl, Didymoglossum reptans var. quercifolium (Hook. & Grev.) E.Fourn., Didymoglossum robinsonii (Hook. ex Baker) Copel., Trichomanes pusillum var. quercifolium (Hook. & Grev.) Baker, Trichomanes quercifolium Hook. & Grev., Trichomanes montanum Hook.,  Trichomanes robinsonii Hook. ex Baker)
- Trichomanes retusum (Copel.) C.V.Morton (1968) - Voir Hymenophyllum subgen. Pleuromanes (synonyme : Pleuromanes retusum Copel.)
- Trichomanes rhipidophyllum Sloss. (1913) - Colombie - Voir Didymoglossum rhipidophyllum (Sloss.) Pic.Serm.
- Trichomanes rhizophyllum Cav. (1802) - Voir Trichomanes pinnatum var. rhizophyllum (Cav.) Alston
- Trichomanes rhomboidale Christ (1906) - Voir Cephalomanes atrovirens C.Presl (synonyme : Trichomanes atrovirens (C.Presl) Kunze)
- Trichomanes rhomboideum J.Sm. (1841) - Voir Cephalomanes atrovirens C.Presl (synonyme : Trichomanes atrovirens (C.Presl) Kunze)
- Trichomanes ridleyi Copel. (1933) - Malacca - Voir genre Hymenophyllum subgen. Sphaerocionium
- Trichomanes rigidum Sw. (1788) - Caraïbe et Amérique tropicale - Voir Abrodictyum rigidum (Sw.) Ebihara & Dubuisson (synonymes : Selenodesmium rigidum (Sw.) Copel., Trichomanes bifidum Vent.,  Trichomanes compressum Desv., Trichomanes daucoides C.Presl, Trichomanes krugii Christ, Trichomanes marginatum Mett.)
  - Trichomanes rigidum var. firmulum (C.Presl) Brade (1920) - Voir Abrodictyum rigidum (Sw.) Ebihara & Dubuisson (synonyme Trichomanes firmulum C.Presl)
  - Trichomanes rigidum var. laxum F.M.Bailey (1891) - Voir Abrodictyum rigidum (Sw.) Ebihara & Dubuisson
  - Trichomanes rigidum var. mandioccanum (Raddi) Hieron. (1906) - Voir Abrodictyum rigidum (Sw.) Ebihara & Dubuisson (synonyme : Trichomanes mandioccanum Raddi)
  - Trichomanes rigidum var. setiloba F.Muell. (1865) - Voir Abrodictyum rigidum (Sw.) Ebihara & Dubuisson (synonyme : Trichomanes setilobum (F.Muell.) F.Muell.)
- Trichomanes robinsonii Hook. (1866) - Amérique tropicale, Natal, Madagascar - Voir Didymoglossum montanum (Hook.) J.P.Roux (synonymes : Didymoglossum quercifolium (Hook. & Grev.) C.Presl, Didymoglossum reptans var. quercifolium (Hook. & Grev.) E.Fourn., Didymoglossum robinsonii (Hook. ex Baker) Copel., Trichomanes pusillum var. quercifolium (Hook. & Grev.) Baker, Trichomanes quercifolium Hook. & Grev., Trichomanes reptans var. quercifolium (Hook. & Grev.) Jenman, Trichomanes montanum' Hook.)
- Trichomanes roemerianum Rosenst. (1912) - Nouvelle-Guinée - Voir genre Crepidomanes
- Trichomanes rosenstockii Alderw. (1912) - Bornéo - Voir Cephalomanes singaporianum Bosch (synonyme : Trichomanes singaporianum Bosch)
- Trichomanes rothertii Alderw. (1911) - Java - Voir Crepidomanes rothertii (Alderw.) Copel.
- Trichomanes rotundifolium Bonap. (1920) - Madagascar - Voir Didymoglossum rotundifolium (Bonap.) J.P.Roux
- Trichomanes rupestre (Raddi) Bosch (1859) - Amérique tropicale - Voir Vandenboschia rupestris (Raddi) Ebihara & K.Iwats. (synonyme : Hymenophyllum rupestre Raddi, Trichomanes luschnathianum C.Presl, Trichomanes venustum Desv.)
  - Trichomanes rupestre var. frondosum (Fée) Luetzelb. (1923) - Voir Vandenboschia rupestris (Raddi) Ebihara & K.Iwats. (synonyme : Trichomanes frondosum Fée)
  - Trichomanes rupestre var. laetevirens (Fée) Luetzelb. (1923) - Voir Vandenboschia radicans (Sw.) Copel. (variété) (synonyme : Trichomanes laetevirens Fée)
- Trichomanes rupicola Racib. (1898) - Java - Voir Crepidomanes rupicola (Racib.) Copel.
- Trichomanes ruwenzoriense Taton (1946) - Afrique centrale tropicale (Ruwenzori) - Voir Crepidomanes ruwenzoriense (Taton) J.P.Roux
- Trichomanes samoense C.Chr. (1943) - Samoa - Voir Crepidomanes subgen. Crepidomanes section Crepidomanes
- Trichomanes sandvicense Bosch (1861) - Voir Vandenboschia davallioides (Gaudich.) Copel. (synonyme : Trichomanes davallioides Gaudich.)
- Trichomanes sanguinolentum G.Forst. (1786) - Voir Hymenophyllum sanguinolentum (G.Forst.) Sw.
- Trichomanes sarawakensis (K.Iwats.) J.P.Croxall (1982) - Voir Crepidomanes sarawakense K.Iwats.
- Trichomanes savaiense Lauterb. (1908) - Samoa - Voir Hymenophyllum pallidum (Blume) Ebihara & K.Iwats. (synonyme : Trichomanes pallidum Blume)
- Trichomanes saxatile T.Moore (1862) - Bornéo - Voir Abrodictyum obscurum (Blume) Ebihara & K.Iwats. (synonyme : Trichomanes obscurum Blume)
- Trichomanes saxifragoides C.Presl (1843) - Java, Philippines, Mélanésie, Fidji, Île Amsterdam. - Voir Crepidomanes saxifragoides (C.Presl) Thapa (synonyme : Crepidomanes saxifragoides (C.Presl) P.S.Green)
- Trichomanes sayeri (F.Muell. & Baker) F.Muell. & Baker (1889) - Queensland - Voir genre Didymoglossum subgen. Didymoglossum
- Trichomanes schaffneri (Schltdl.) E.Fourn. (1853) - Voir Didymoglossum reptans var. schaffneri (Schltdl.) E.Fourn. (synonyme : Didymoglossum schaffneri (Schltdl.) Bosch)
- Trichomanes schiedeanum Müll.Berol. (1854) - Voir Polyphlebium capillaceum (L.) Ebihara & Dubuisson (synonyme : Trichomanes capillaceum L.)
- Trichomanes schiedeanum Fée (1869) - Voir Polyphlebium angustatum (Carmich.) Ebihara & Dubuisson (synonymes : Trichomanes tenerum Spreng., Vandenboschia tenera (Spreng.) Copel.) - Homonyme de Trichomanes schiedeanum Müll.Berol.
  - Trichomanes schiedeanum var. brazilianum (Desv.) Fée (1869) - Rio de Janeiro (Brésil, Amérique du Sud) - Voir Polyphlebium pyxidiferum (L.) Ebihara & Dubuisson
- Trichomanes schlechteri Brause (1912) - Nouvelle-Guinée - Voir Abrodictyum schlechteri (Brause) Ebihara & K.Iwats.
- Trichomanes schmidtianum Zenker ex Taschner (1843) - Inde - Voir Crepidomanes schmidtianum (Zenker ex Taschner) K.Iwats.
- Trichomanes schultzei Brause (1912) - Nouvelle-Guinée - Voir genre Abrodictyum subgen. Abrodictyum
- Trichomanes seemannii Carrière (1873) - Polynésie - Voir Abrodictyum dentatum (Bosch) Ebihara & K.Iwats.
  - Trichomanes sellowianum f. decrescens (Rosenst.) Brade - Voir Trichomanes sellowianum  var. decrescens Rosenst.
- Trichomanes sericeum Sw. (1788) - Jamaïque (Caraïbe et Amérique du Sud) - Voir Hymenophyllum sericeum (Sw.) Sw.
- Trichomanes serratifolium Rosenst. (1906) - Sud Brésil - Voir genre Polyphlebium (synonyme : Vandenboschia serratifolia (Rosenst.) Copel.)
- Trichomanes serratulum Baker (1867) - Bornéo, Queensland. - Voir Hymenophyllum lobbii T.Moore
- Trichomanes setaceum Bosch (1861) - Malaisie, Bornéo, Philippines - Voir Abrodictyum setaceum (Bosch) Ebihara & Dubuisson (synonyme : Trichomanes merrillii Copel. - synonyme possible : Trichomanes cupressoides Desv. = Abrodictyum cupressoides (Desv.) Ebihara & Dubuisson))
- Trichomanes setiferum Baker ex Jenman (1881) - Jamaïque - Voir genre Didymoglossum subgen Didymoglossum
- Trichomanes setigerum Backh. (1861) - Bornéo - Voir Abrodictyum setaceum (Bosch) Ebihara & Dubuisson (synonyme : Cephalomanes setigerum (Backh. ex T.Moore) I.M.Turner, homonyme de Trichomanes setigerum Wall.)
- Trichomanes setigerum Wall. (1828) - Voir Cephalomanes atrovirens (Blume) Bosch. (synonyme : Trichomanes javanicum Blume)
- Trichomanes setilobum F.Muell. (1867) - Voir Abrodictyum rigidum (Sw.) Ebihara & Dubuisson (synonymes : Trichomanes rigidum var. setiloba F.Muell., Trichomanes parviflorum Poir.)
- Trichomanes siamense Christ (1901) - Koh Chang (Thaïlande) - Voir Abrodictyum obsucurum var. siamense (Christ) K.Iwats. (synonyme : Trichomanes tereticaulum Ching)
- Trichomanes sibthorpioides Bory (1810) - Mascareignes - Voir Hymenophyllum sibthorpioides (Bory) Mett. (synonymes : Trichomanes flabellatum Bory, Hymenophyllum palmatum Bosch)
- Trichomanes singaporianum (Bosch) Alderw. (1925) - Malacca, Bornéo - Voir Cephalomanes singaporianum Bosch (synonyme : Trichomanes rosenstockii Alderw.)
- Trichomanes sinuosum Rich. ex Willd. (1810) - Guadeloupe - Voir Trichomanes polypodioides L. (Synonymes : Ptilophyllum sinuosum (Rich. ex Willd.) Prantl, Trichomanes lindbergii Mett.)
  - Trichomanes sinuosum var. pinnatifidum (Bosch) Christ (1900) - Voir Trichomanes polypodioides var. pinnatifidum (Bosch) Brade (Synonyme : Trichomanes pinnatifidum Bosch)
- Trichomanes sinuatum Bonap. (1920) - Madagascar - Voir Didymoglossum sinuatum (Bonap.) Ebihara & Dubuisson
- Trichomanes smithii Hook. (1844) - Voir Abrodictyum cumingii C.Presl (synonyme : Trichomanes cumingii (C.Presl) C.Chr.)
- Trichomanes sociale (Fée) Lindm. (1903) - Brésil - Voir Didymoglossum sociale Fée
- Trichomanes societense J.W.Moore (1933) - Archipel de la Société - Voir Callistopteris polyantha (Hook. in Night.) Copel. (synonymes : Hymenophyllum polyanthos Hook. in Night., Trichomanes polyanthos (Hook. in Night.) Hook.)
- Trichomanes solidum G.Forst. (1786) - Voir genre Davallia
- Trichomanes solitarium Jenman (1894) - Jamaïque, Grenade (Caraïbe et Amérique du Sud) - Voir Didymoglossum punctatum (Poir.) Desv. (synonyme : Trichomanes punctatum Poir.)
- Trichomanes somai Nakai (1926) - Taïwan - Voir Vandenboschia naseana (Christ) Ching
- Trichomanes speciosum Willd. (1810) - France, Madagascar - Voir Vandenboschia speciosa (Willd.) G.Kunkel (signalé comme synonyme possible de Trichomanes radicans Sw.)
- Trichomanes sphenoides Kunze (1834) - Cuchero, Pérou - Voir Didymoglossum punctatum (Poir.) Desv. (synonyme : Trichomanes punctatum  subsp. sphenoides (Kunze) Wess.Boer)
  - Trichomanes sphenoides var. minor Rosenst. (1906) - Brésil (Amérique du Sud) - Voir Didymoglossum punctatum (Poir.) Desv.
- Trichomanes spinulosum Phil. (1860) - Chili - Voir Hymenophyllum dicranotrichum (C.Presl) Sadeb.
- Trichomanes sprucei Baker (1867) - Colombie, nord du Brésil - Voir Abrodictyum sprucei (Baker) Ebihara & Dubuisson (synonymes : Trichomanes subdeltoideum C.Chr., Trichomanes windischianum Lellinger)
- Trichomanes squarrosum G.Forst. (1786) - Voir Dicksonia squarrosa (G.Forst.) Sw.
- Trichomanes stenosiphon Christ (1908) - Corée - Voir Vandenboschia × stenosiphon (Christ) Copel.
- Trichomanes striatum D.Don (1825) - Népal - Possible reclassement dans le genre Vandenboschia
- Trichomanes strictum Menzies ex Hook. & Grev. (1831) - Nouvelle-Zélande, Nouvelle-Calédonie - Voir Abrodictyum strictum (Menzies ex Hook. & Grev.) Ebihara & K.Iwats. (synonyme : Trichomanes leptophyllum A.Cunn.)
- Trichomanes strigosum Thunb. (1784) - Japon - Voir Microlepia strigosa (Thunb.) C.Presl
- Trichomanes stylosum Poir. (1808) - Madagascar, Mascareignes - Voir Abrodictyum stylosum (Poir.) J.P.Roux (synonyme : Trichomanes achilleaefolium Bory, Trichomanes.thuioides Desv.)
- Trichomanes subclathratum (K.Iwats.) C.V.Morton (1968) - Voir Vandenboschia subclathrata K.Iwats.
- Trichomanes subdeltoideum C.Chr. (1906) - Colombie, nord du Brésil - Voir Abrodictyum sprucei (Baker) Ebihara & Dubuisson (synonymes : Trichomanes sprucei Baker, Trichomanes windischianum Lellinger)
- Trichomanes subexsertum Bosch (1861) - Voir Polyphlebium angustatum (Carmich.) Ebihara & Dubuisson (synonymes : Trichomanes angustatum var. subexsertum C.Chr., Trichomanes tenerum Spreng.)
- Trichomanes sublimbatum Müll.Berol. (1933) - Asie du Sud-Est (Cambodge, Chine - Yunnan et Guangxi -, Laos, Myanmar, Thaïlande et Vietnam), Malaisie, Nouvelle-Guinée - Voir Didymoglossum sublimbatum (Müll.Berol.) Ebihara & K.Iwats. (synonymes : Hemiphlebium sublimbatum Prantl, Microgonium sublimbatum (Müll.Berol.) Bosch, Trichomanes marchantioides Zippel ex Moritz)
- Trichomanes subpinnatifidum Bosch (1861) - Ceylan. - Voir genre Crepidomanes
- Trichomanes subsessile Splitg. (1840) - Venezuela - Voir Trichomanes pedicellatum Desv.
- Trichomanes subsessile Mett. (1866) - Afrique tropicale occidentale - Voir Crepidomanes mettenii (C.Chr.) Ebihara & Dubuisson (synonymes : Trichomanes mettenii C.Chr., Vandenboschia mettenii (C.Chr.) G.Kunkel)
- Trichomanes subtilissimum Brause (1920) - Nouvelle-Guinée - Voir Crepidomanes subgen Crepidomanes section Gonocormus
- Trichomanes subtrifidum Matthew & Christ (1909) - Luzon - Voir Crepidomanes minutum (Blume) K.Iwats. (synonymes : Trichomanes minutum Blume, Trichomanes Teysmanni Bosch)
- Trichomanes suffrutex Alderw. (1924) - Nouvelle-Guinée - Voir Cephalomanes densinervium (Copel.) Copel. (synonyme : Trichomanes densinervium Copel.)
- Trichomanes sumatranum Alderw. (1908) - Malaisie, Vietnam, Sumatra - Voir Cephalomanes javanicum var. sumatranum (Alderw.) K.Iwats.
- Trichomanes superbum Bosch (1863) - Venezuela - Voir Callistopteris superba (Backh. ex T.Moore) Ebihara & K.Iwats
- Trichomanes taeniatum Copel. (1932) - Tahiti - Voir genre Hymenophyllum subgen Sphaerocionium
- Trichomanes tagawanum (K.Iwats.) C.V.Morton (1968) - Voir Crepidomanes tagawanum K.Iwats.
- Trichomanes tahitense Nadeaud (1873) - Tahiti - Voir Didymoglossum tahitense (Nadeaud) Ebihara & K.Iwats. (synonymes : Hemiphlebium peltatum (Baker) Luerss., Microgonium omphalodes Vieill. ex E.Fourn., Microgonium tahitense (Nadeaud) Tindale, Trichomanes omphalodes (Vieill.) C.Chr., Trichomanes pannosum Ces., Trichomanes peltatum Baker)
- Trichomanes tamarisciforme Jacq. (1789) - Madagascar, Mascareignes - Voir Abrodictyum tamarisciforme (Jacq.) Ebihara & Dubuisson
- Trichomanes tamariscinum Bory (1833) - Voir Abrodictyum tamarisciforme (Jacq.) Ebihara & Dubuisson
- Trichomanes tenellum Hedw. (1799) - Voir Polyphlebium capillaceum (L.) Ebihara & Dubuisson (synonyme : Trichomanes capillaceum L. - Remplace l'homonyme Trichomanes trichoideum Sw.)
- Trichomanes tenerum Spreng. (1827) - Brésil (Amérique du Sud) - Voir Polyphlebium angustatum (Carmich.) Ebihara & Dubuisson (synonymes : Trichomanes fulvum Klotzsch, Vandenboschia tenera (Spreng.) Copel., Trichomanes angustatum Carmich.)
- Trichomanes tenue Brack. (1954) - Tahiti, Samoa (Polynésie et Nouvelle-Zélande) - Voir Polyphlebium endlicherianum (C.Presl) Ebihara & K.Iwats. (synonyme : Trichomanes endlicherianum C.Presl)
- Trichomanes tenuifolium Burm.f. (1768) - Voir Cheilosoria tenuifolia (Burm.f.) Trev.
- Trichomanes tenuifolium Cav. (1806) - Bornéo, Philippines - Voir Crepidomanes grande (Copel.) Ebihara & K.Iwats. (synonyme : Trichomanes grande Copel., Trichomanes uniflorum Cav.)
- Trichomanes tenuissimum Bosch (1861) - Équateur - Voir genre Polyphlebium
- Trichomanes tereticaulum Ching (1929) - Guangxi (Chine) - Voir Abrodictyum obsucurum var. siamense (Christ) K.Iwats. (synonyme : Trichomanes siamense Christ)
- Trichomanes teysmanni Bosch (1861) - Sumatra. - Voir Crepidomanes minutum (Blume) K.Iwats. (synonymes : Trichomanes minutum Blume, Trichomanes subtrifidum Matthew & Christ)
- Trichomanes thouarsianum C.Presl (1843) - Voir Hymenophyllum sibthorpioides (Bory ex Willd.) Mett. (synonymes : Trichomanes parvulum Poir., Trichomanes sibthorpioides Bory ex Willd.)
- Trichomanes thuioides Desv. (1827) - Madagascar, Mascareignes - Voir Abrodictyum stylosum (Poir.) J.P.Roux (synonyme : Trichomanes stylosum Poir.)
- Trichomanes thysanostomum Makino (1899) - Nansei-shoto (Asie de l'est tempérée) - Voir Crepidomanes thysanostomum (Makino) Ebihara & K.Iwats.
- Trichomanes titibuense (H.Ito) C.V.Morton (1968) - Inde, Japon - Voir Crepidomanes schmidtianum (Zenker ex Taschner) K.Iwats.
- Trichomanes tomaniiviense Brownlie (1977) - Fidji - Voir genre Hymenophyllum subgen. Sphaerocionium
- Trichomanes tosae Christ ex Matsum. (1910) - Japon - Voir Crepidomanes makinoi  var. tosae (Christ ex Matsum.) K.Iwats. (synonyme : Trichomanes makinoi var. tosae (Christ) Lellinger)
- Trichomanes tranninense Fée (1869) - Voir Polyphlebium pyxidiferum (L.) Ebihara & Dubuisson (synonyme : Trichomanes pyxidiferum L.)
- Trichomanes translucens Kunze (1847) - Voir genre Polyphlebium
- Trichomanes trichodes Sw. (1806) - Voir Polyphlebium capillaceum (L.) Ebihara & Dubuisson (synonyme : Trichomanes capillaceum L.)
- Trichomanes trichoideum Sw. (1800) - Voir Polyphlebium capillaceum (L.) Ebihara & Dubuisson
- Trichomanes trichophorum Alderw. (1924) - Nouvelle-Guinée - Voir Hymenophyllum trichophorum (Alverw.) Ebihara & K.Iwats.
- Trichomanes trichophyllum T.Moore (1862) - Bornéo, Nouvelle-Calédonie - Voir genre Abrodictyum sous-genre Pachychaetum
  - Trichomanes trigonum var. fimbriatum (Backh.) Proctor (1961) - Venezuela  - Voir Trichomanes fimbriatum Backh. ex T.Moore
- Trichomanes trinerve Baker (1877) - Île Maurice - Voir Crepidomanes mannii (Hook.) J.P.Roux (synonyme : Trichomanes mannii Hook.)
- Trichomanes trinitense Domin (1929) - Voir Trichomanes accedens var. trinitense (Domin) Domin
- Trichomanes truncatum (Copel.) C.V.Morton (1968) - Voir Abrodictyum subgen. Abrodictyum (synonyme : Macroglena truncata Copel.)
- Trichomanes tunbrigense L. (1753) - Voir Hymenophyllum tunbrigense (L.) Sm.
- Trichomanes ulei Christ (1900) - Brésil (Amérique du Sud) - Voir genre Polyphlebium
- Trichomanes umbrosum Wall. (1828) - Voir Vandenboschia radicans (Sw.) Copel. (synonyme : Trichomanes radicans Sw.)
- Trichomanes undulatum Bosch (1861) - Voir Trichomanes vandenboschii P.G. Windisch - Homonyme illégal remplaçant l'homonyme Trichomanes crispum Mett. de Trichomanes crispum L., lui-même remplacé par Trichomanes vandenbochii P.G. Windisch
- Trichomanes undulatum Sw. (1788) - Jamaïque (Caraïbe et Amérique du Sud) - Voir Hymenophyllum undulatum (Sw.) Sw. (synonyme : Mecodium undulatum (Sw.) Copel.)
- Trichomanes uniflorum Cav. (1802) - Luzon - Voir Crepidomanes grande (Copel.) Ebihara & K.Iwats. (synonyme : Trichomanes grande Copel., Trichomanes tenuifolium Cav.)
- Trichomanes vamana C.A.Hameed & Madhus. (2005) - Kerala (Subcontinent indien, Asie tropicale) - Voir Didymoglossum subgen. Microgonium
- Trichomanes varians Alderw. (1924) - Nouvelle-Guinée - Voir Didymoglossum subgen. Microgonium
- Trichomanes vaupelii Brause (1922) - Samoa - Voir genre Crepidomanes subgen. Crepidomanes
- Trichomanes venosum R.Br. (1810) - Australie, Tasmanie, Nouvelle-Zélande - Voir Polyphlebium venosum (R.Br) Copel. (synonyme : Trichomanes venustulum Colenso)
- Trichomanes venulosum (Rosenst.) Copel. (1933) - Nouvelle-Guinée - Voir Crepidomanes bipunctatum var venulosum (Rosenst.) Croxall (synonyme : Trichomanes bipunctatum var. venulosa Rosenst.)
- Trichomanes venustulum Colenso (1880) - Voir Polyphlebium venosum (R.Br) Copel. (synonyme : Trichomanes venosum R.Br.)
- Trichomanes venustum Desv. (1827) - Voir Vandenboschia rupestris (Raddi) Ebihara & K.Iwats. (synonymes : Trichomanes luschnathianum C.Presl, Trichomanes rupestre (Raddi) Bosch)
  - Trichomanes venustum var. monomorphum Christ (1904) - Costa Rica (Amérique centrale et du sud) - Voir Vandenboschia rupestris (Raddi) Ebihara & K.Iwats.
- Trichomanes vestitum Baker (1894) - Bornéo - Voir genre Hymenophyllum subgen. Hymenophyllum
- Trichomanes vieillardii Bosch (1861) - Nouvelle-Calédonie - Voir Polyphlebium vieillardii (Bosch) Ebihara & K.Iwats.
- Trichomanes villosulum Wall. (1828) - Voir Salvinia natans
- Trichomanes virgatulum Bosch (1861) - Brésil - Voir genre Vandenboschia sugben. Vandenboschia
- Trichomanes viridans Mett. (1868) - Moulmein (Myanmar) - Voir genre Crepidomanes subgen. Crepidomanes section Crepidomanes (synonyme : Trichomanes pusillum Bedd.)
- Trichomanes vitiense Hook. ex Baker (1866) - Fidji, Nouvelle-Galles du Sud, Queensland - Voir Crepidomanes vitiense (Hook. Baker) Bostock (synonyme : Microtrichomanes vitiense (Hook. Baker) Copel.)
- Trichomanes walleri Watts (1915) - Queensland - Voir Crepidomanes walleri (Watts) Tindale
- Trichomanes wallii Thwaites (1880) - Ceylan - Voir Didymoglossum wallii (Thwaites) Copel.
- Trichomanes warburgii Christ (1900) - Mindanao (Philippines) - Voir Abrodictyum subgen. Abrodictyum sp.
- Trichomanes werneri Rosenst. (1908) - Nouvelle-Guinée - Voir Polyphlebium werneri (Rosenst.) Ebihara & K.Iwats.
- Trichomanes wildii F.M.Bailey (1891) - Queensland - Voir Crepidomanes humile (G.Forst.) Bosch (synonymes : Trichomanes humile G.Forst., Trichomanes gracilimum Copel., Reediella humilis (G.Forst.) Pic.Serm.)
- Trichomanes windischianum Lellinger (1991) - Surinam, Guyana - Voir Abrodictyum sprucei (Baker) Ebihara & Dubuisson (synonyme : Trichomanes sprucei Baker)
- Trichomanes yandinense F.M.Bailey (1880) - Taïwan, Inde du sud, Ceylan. Malaisie - Voir Didymoglossum bimarginatum (Bosch) Ebihara & K.Iwats. (synonyme : Trichomanes bimarginatum Bosch)
- Trichomanes zollingeri Bosch (1856) - Indonésie - Voir Cephalomanes javanicum (Blume) K.Iwats. (synonymes : Cephalomanes zollingeri (Bosch) Bosch, Trichomanes javanicum Blume)